# Köhler's Medizinal-Pflanzen
Köhler's Medizinal-Pflanzen (Köhler's Medizinal-Pflanzen in naturgetreuen Abbildungen mit kurz erläuterndem Texte: Atlas zur Pharmacopoea germanica, austriaca, belgica, danica, helvetica, hungarica, rossica, suecica, Neerlandica, British pharmacopoeia, zum Codex medicamentarius, sowie zur Pharmacopoeia of the United States of America/herausgegeben von G. Pabst) es una rara guía medicinal alemana publicada originalmente en 3 volúmenes (vol.I, 1887; vol.II, 1890; vol.III, 1897). Fue obra de Hermann Adolph Koehler (1834-1879), editada después de su muerte por Gustav Pabst, y contiene 283 láminas en cromolitograbado de los ilustradores Walther Müller, C.F.Schmidt, y K.Gunther. La imprimió la editorial de Franz Eugen Köhler (1863-1914), lo que ha dado lugar a cierta confusión sobre la autoría de la obra, por la homonimia entre autor e impresor, y es corriente ver atribuida erróneamente, incluso en publicaciones respetables, dicha autoría al impresor. Para complicar, existió más o menos en la misma época otro Franz Eugen Köhler (1889-?), este sí botánico, pero que no tuvo nada que ver con esta obra, aunque, ocasionalmente, también se le atribuyó. 
16 años después, en 1914, unos complementos (Neueste und wichtigste Medizinal Pflanzen in naturgetreuen Abbildungen mit kurz erkläurendem Texte y Ergänzungsband II zu den Köhler'schen Medizinal- Pflanzen), acompañados de una veintena de láminas conocidas  -ya que su numeración se extiende hasta el número 99 por lo menos-, fueron publicados por Gustav Schellenberg y Wilhelm Brandt.
Cabe aclarar, además, que Koehler y Kohler son variantes de escritura del nombre Köhler.

## Galería

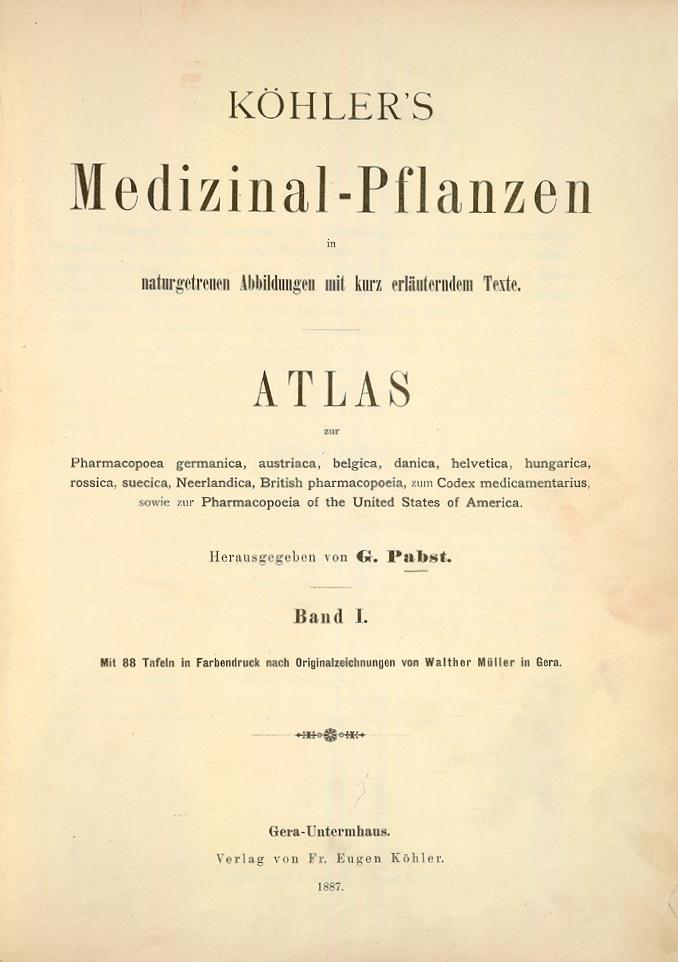
Página de Título del volumen I, 1887.
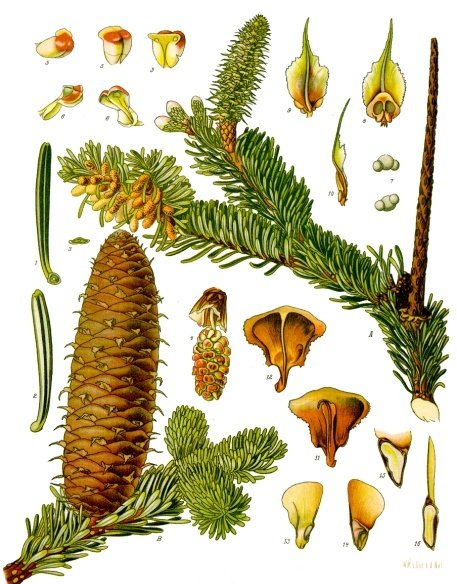
Abies alba Miller
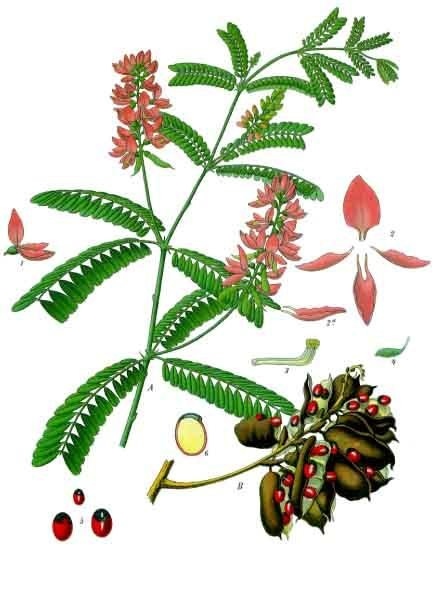
Abrus precatorius L.
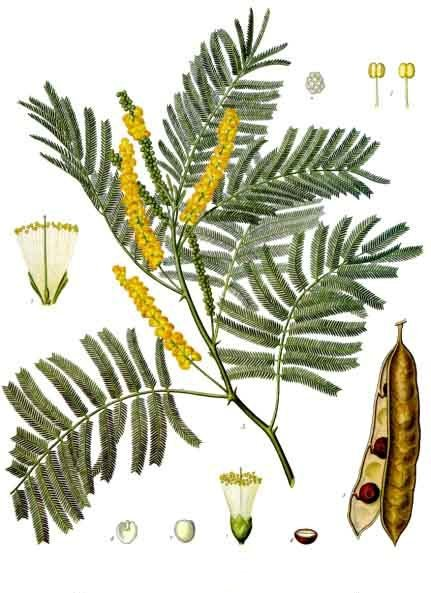
Acacia catechu (L.f.) Willd.
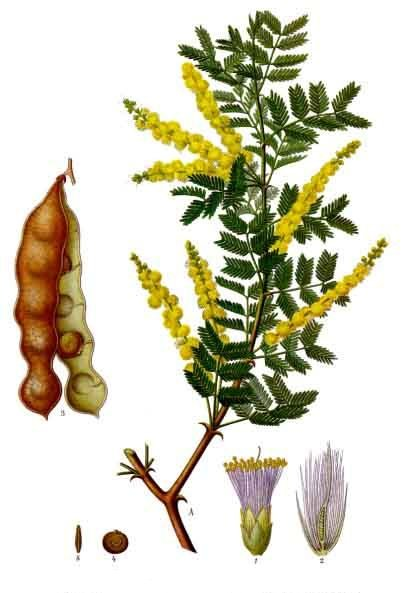
Acacia senegal (L.) Willd.
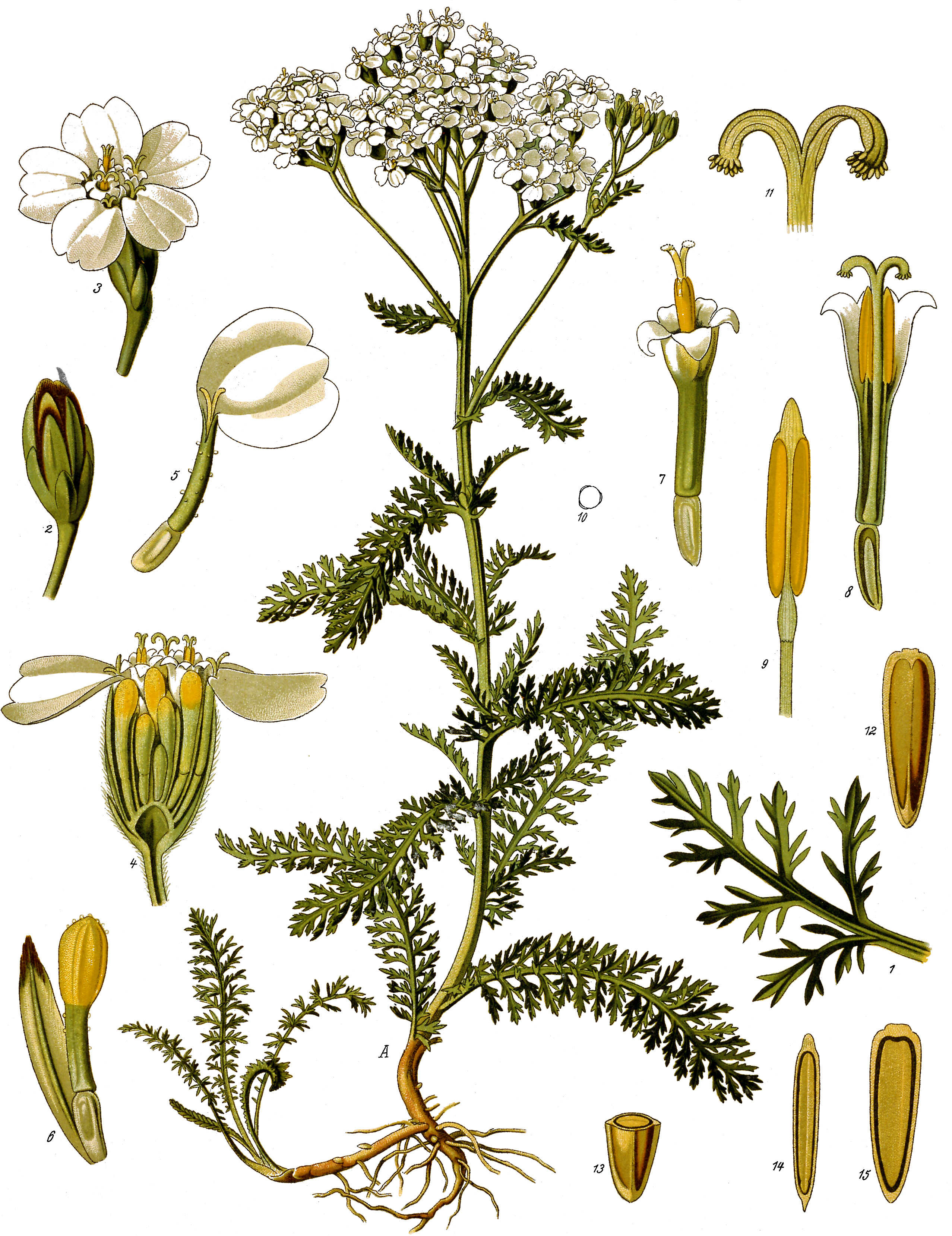
Achillea millefolium L.
Acokanthera abyssinica K.Schum.
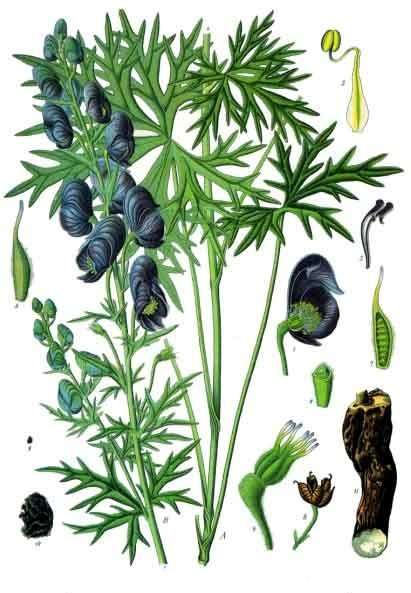
Aconitum ferox Wall. ex Ser.
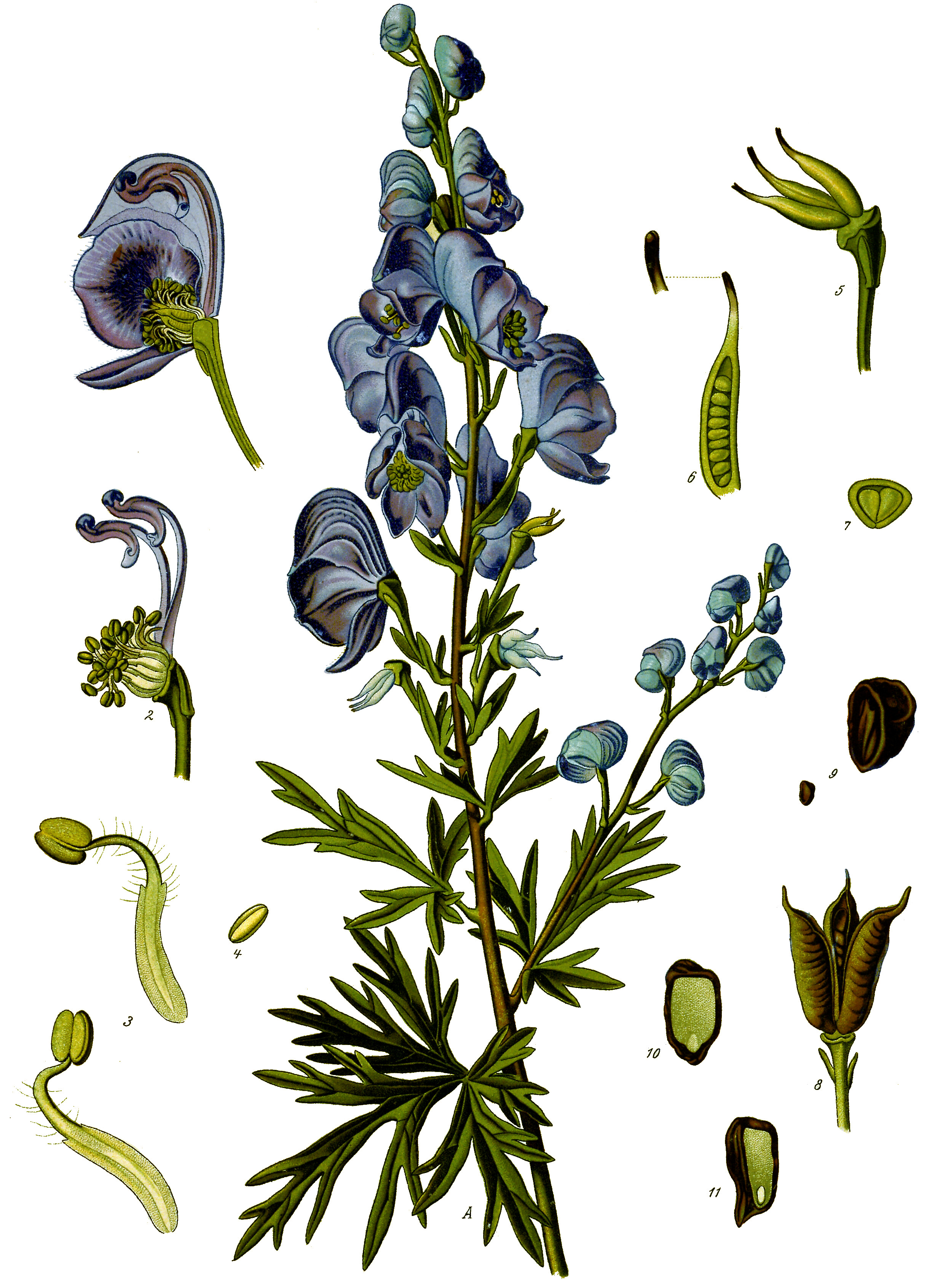
Aconitum napellus L.
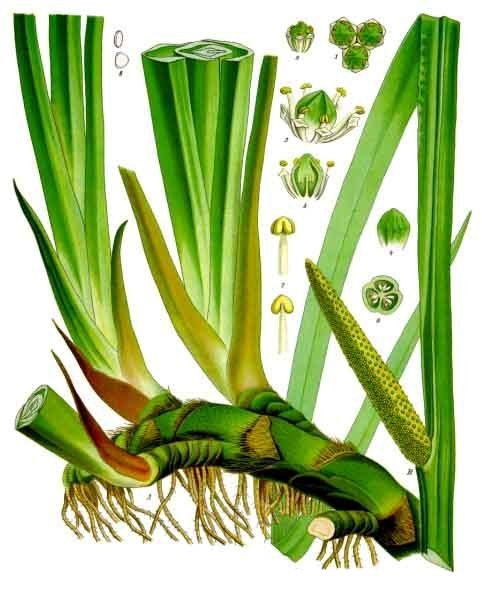
Acorus calamus L.
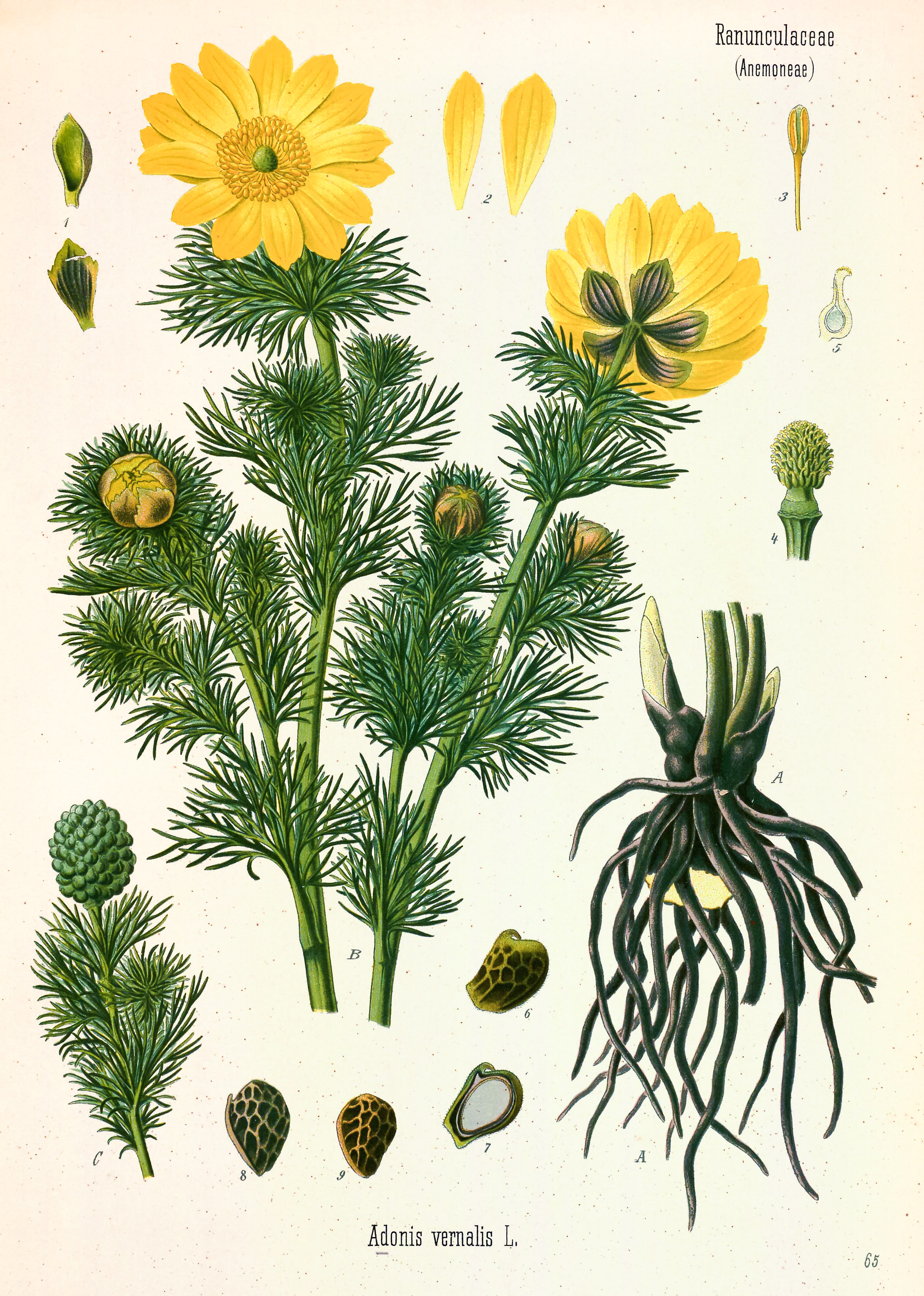
Adonis vernalis L.
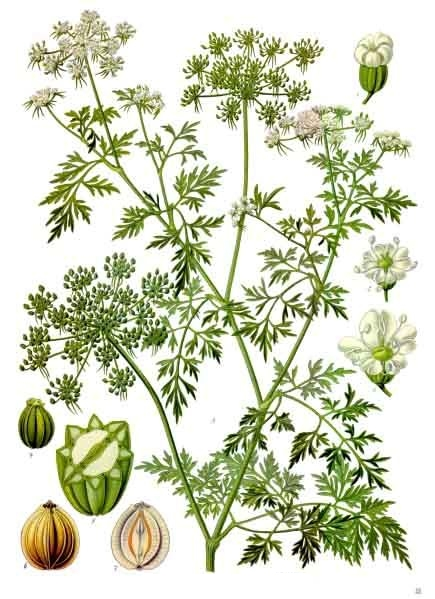
Aethusa cynapium L.
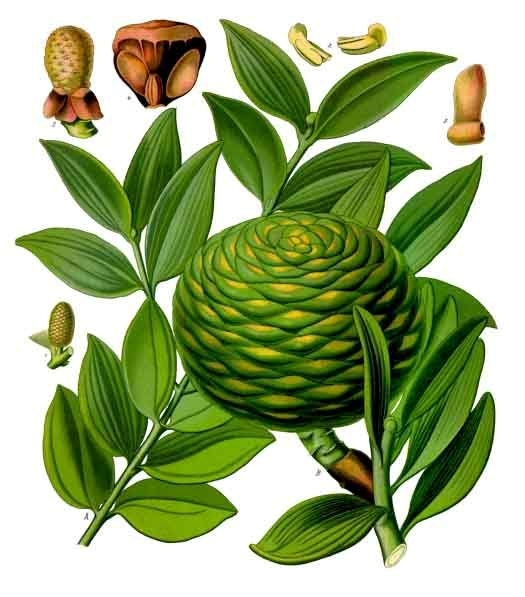
Agathis dammara (Lamb.) Rich.
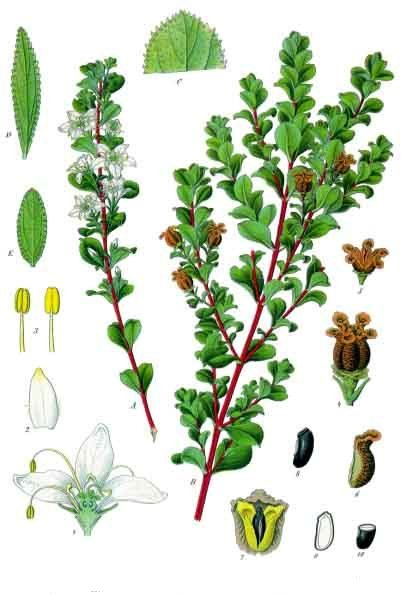
Agathosma betulina (P.J.Bergius) Pillans
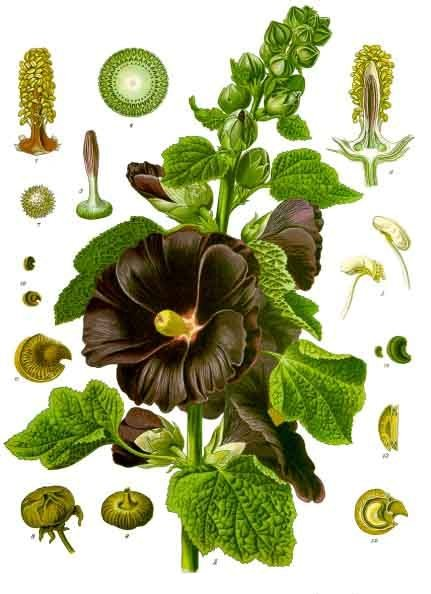
Alcea rosea L.
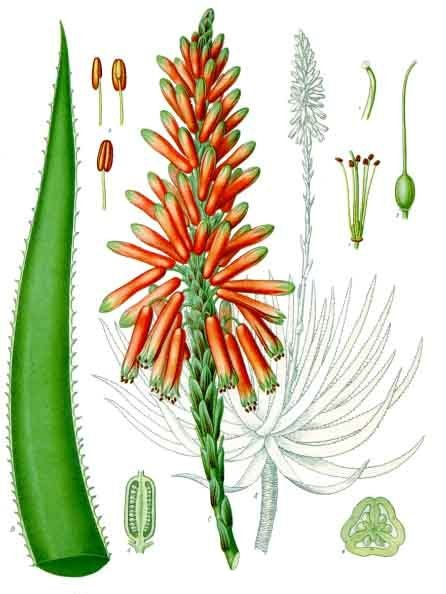
Aloe succotrina Lam.
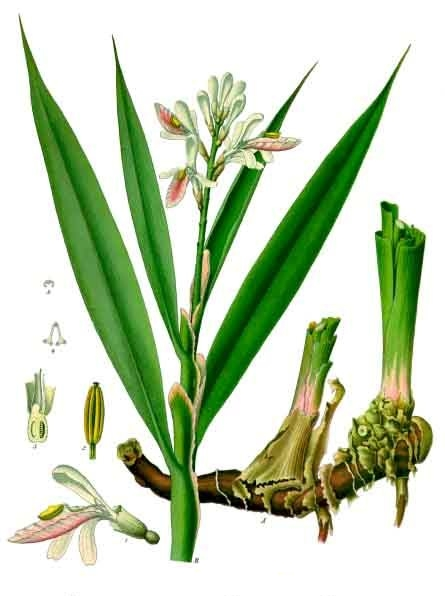
Alpinia officinarum Hance
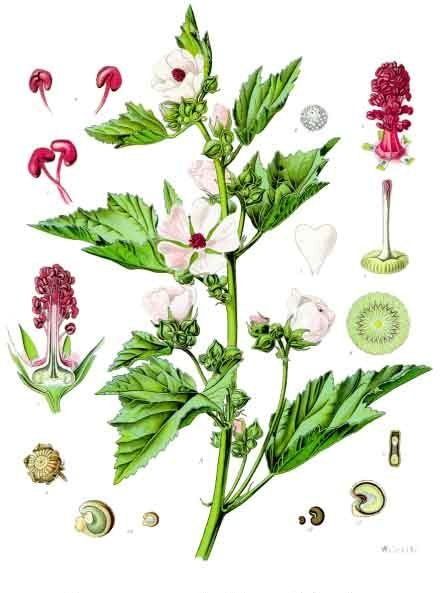
Althaea officinalis L.
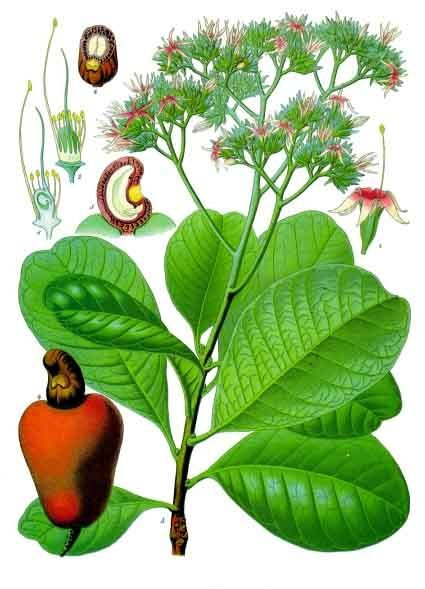
Anacardium occidentale L.
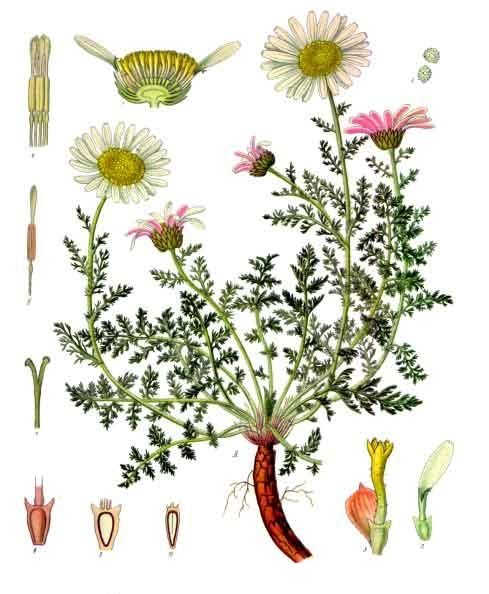
Anacyclus pyrethrum (L.) Link
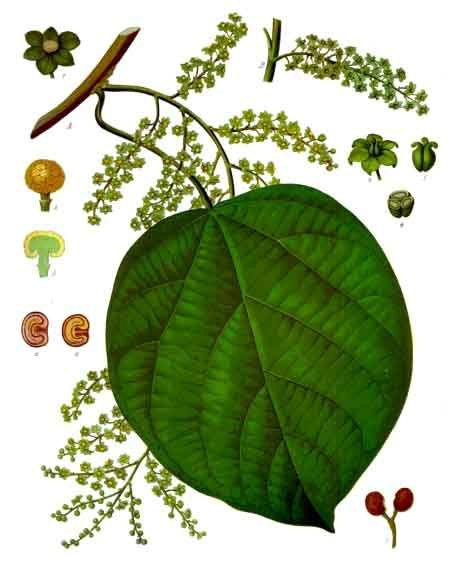
Anamirta cocculus (L.) Wight & Arn.
Angelica archangelica L.
Anthemis arvensis L.
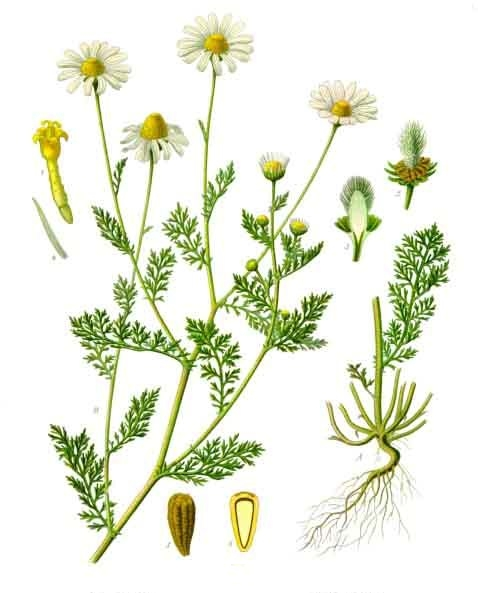
Anthemis cotula L.
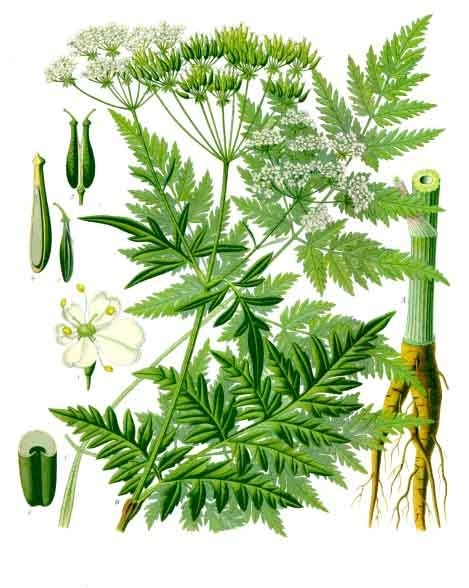
Anthriscus sylvestris (L.) Hoffm.
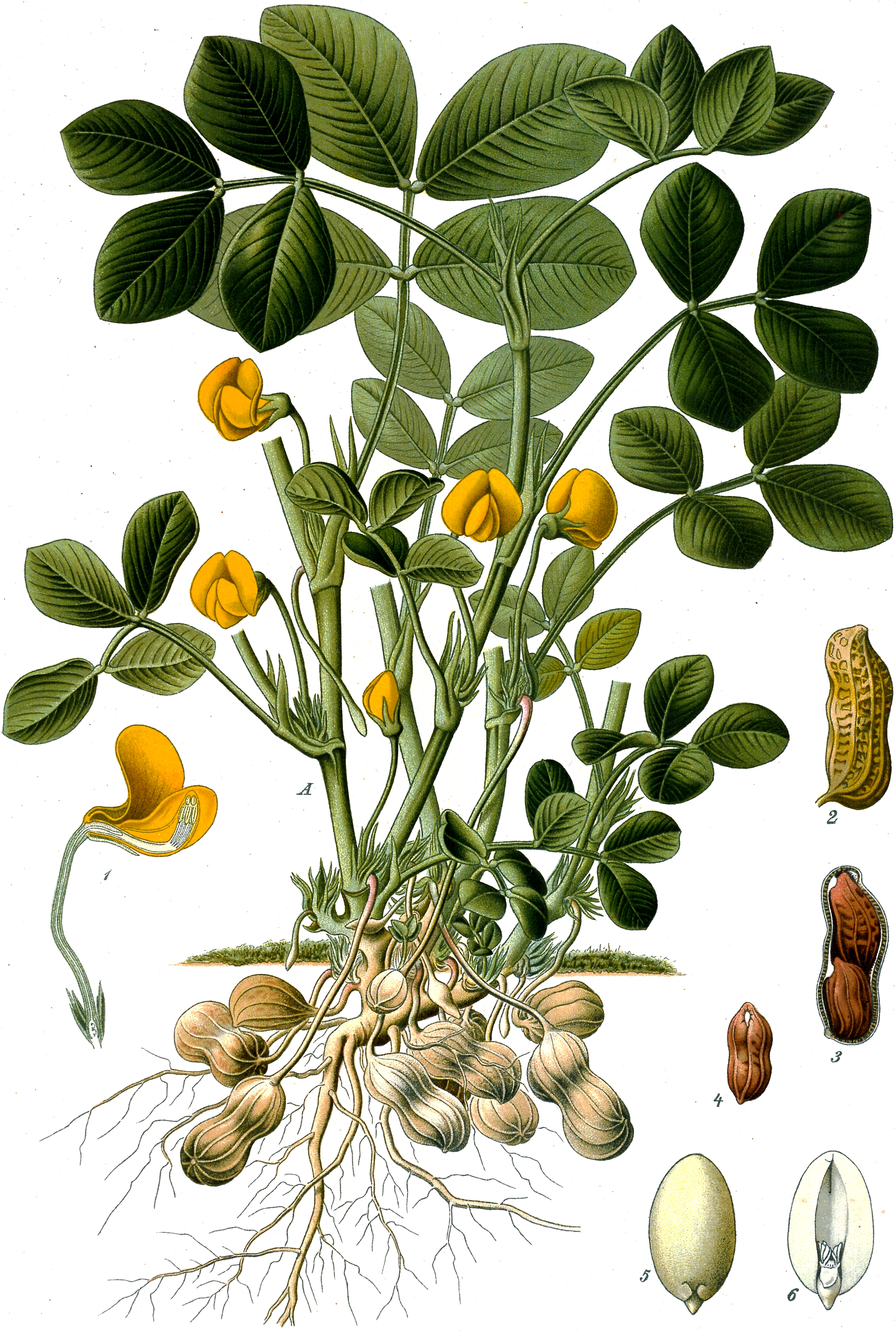
Arachis hypogaea L.
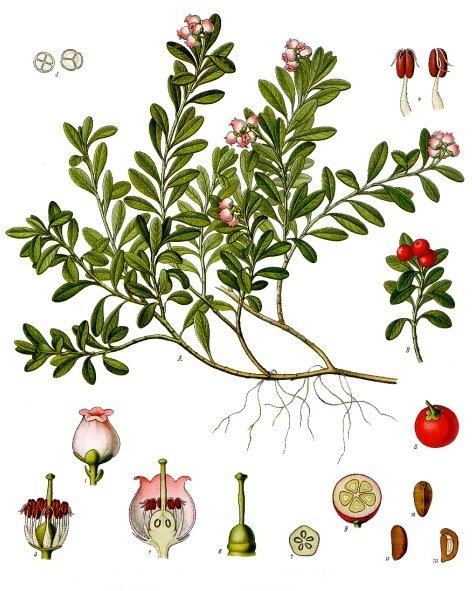
Arctostaphylos uva-ursi (L.) Spreng.
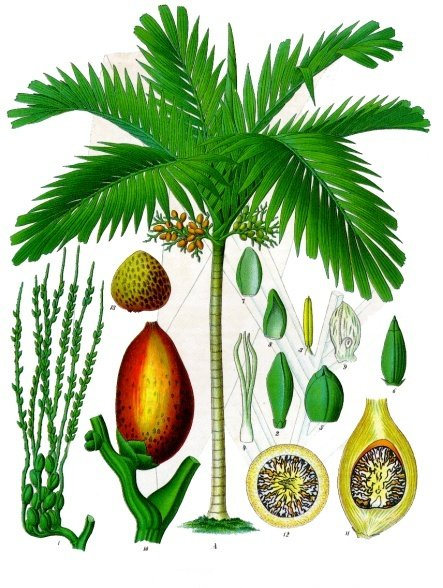
Areca catechu L.
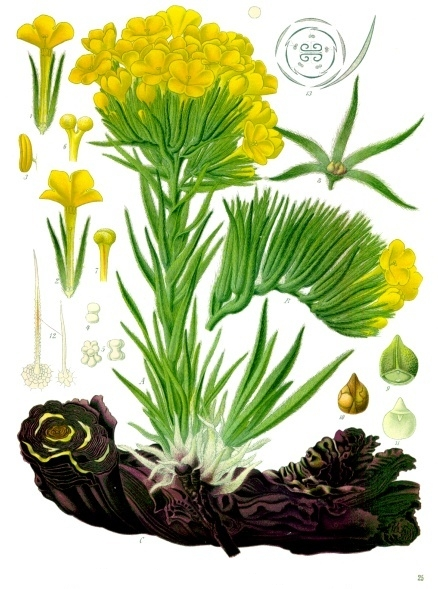
Arnebia densiflora Ledeb.
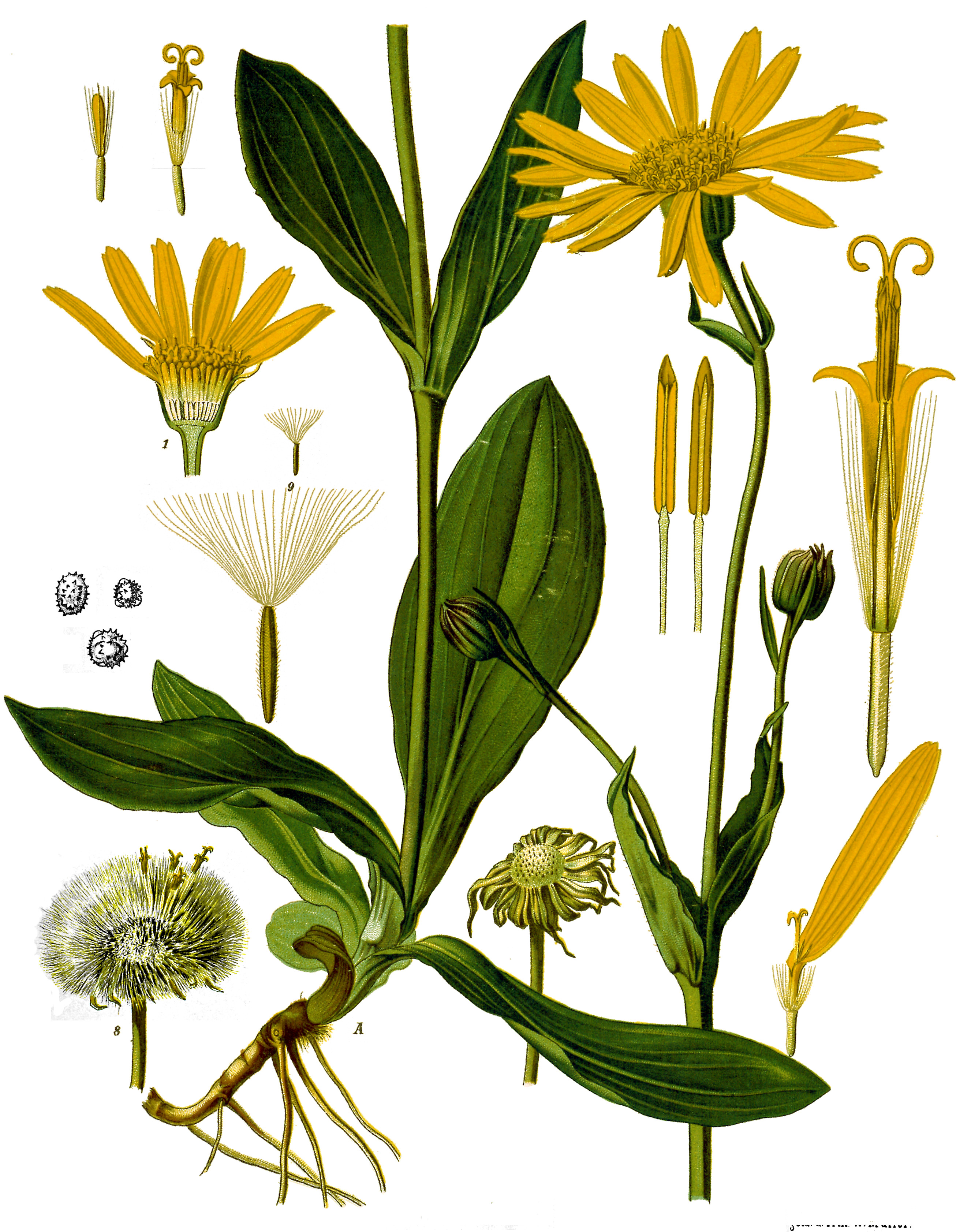
Arnica montana L.
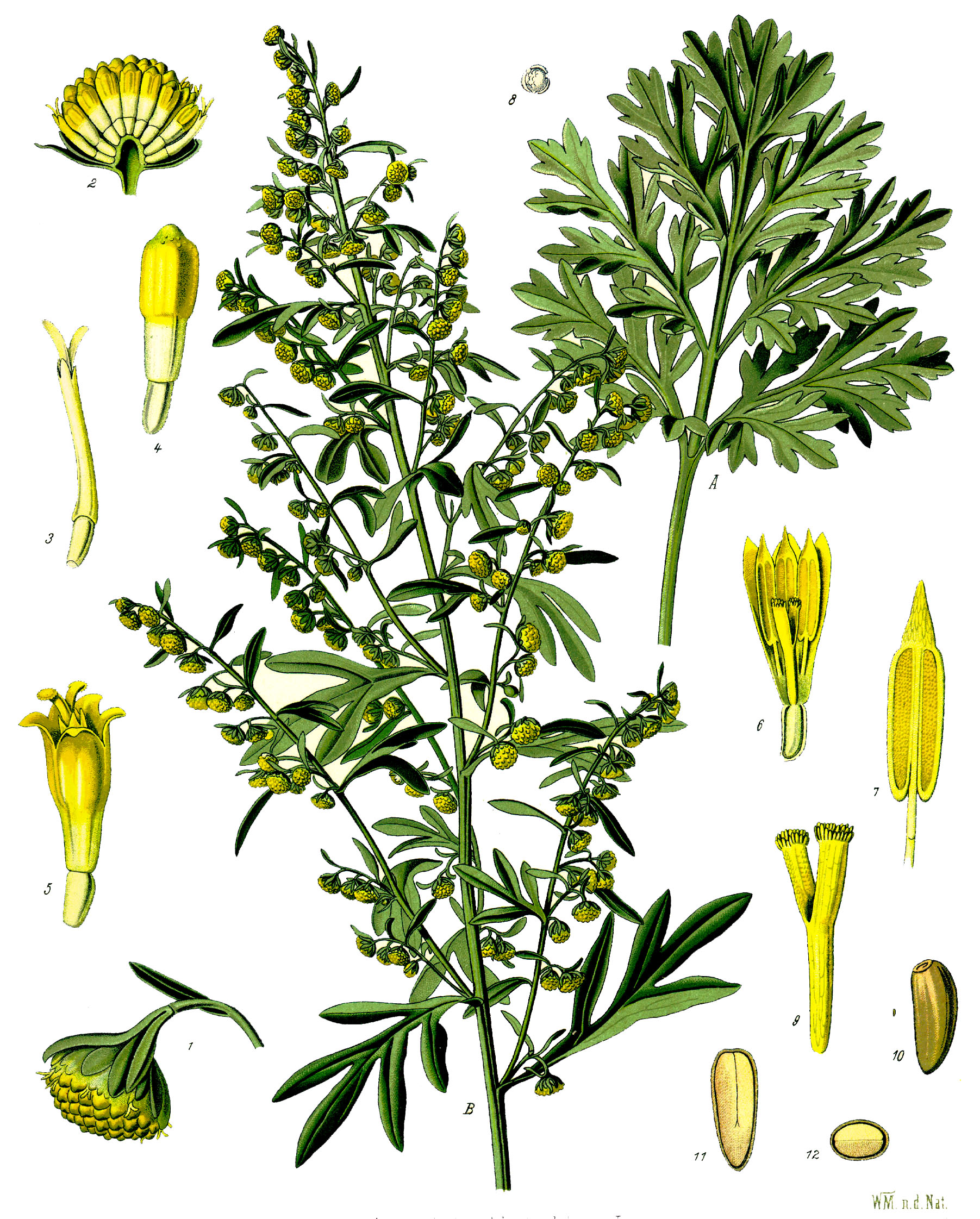
Artemisia absinthium L.
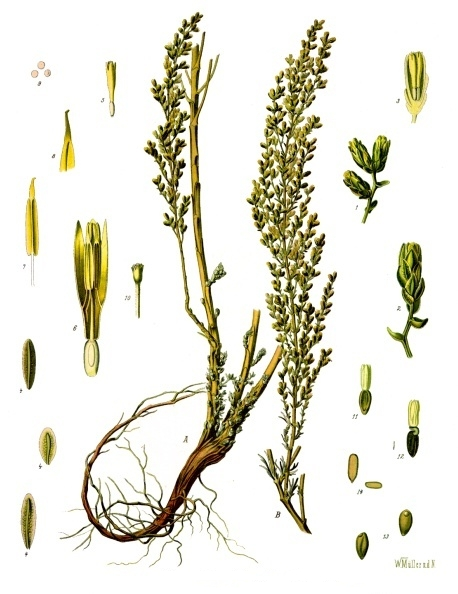
Artemisia cina O.Berg
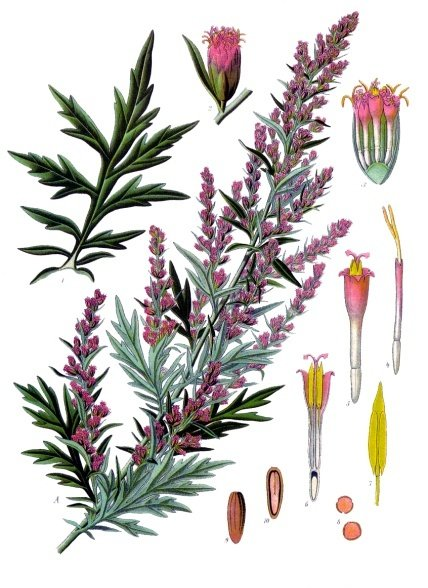
Artemisia vulgaris L.
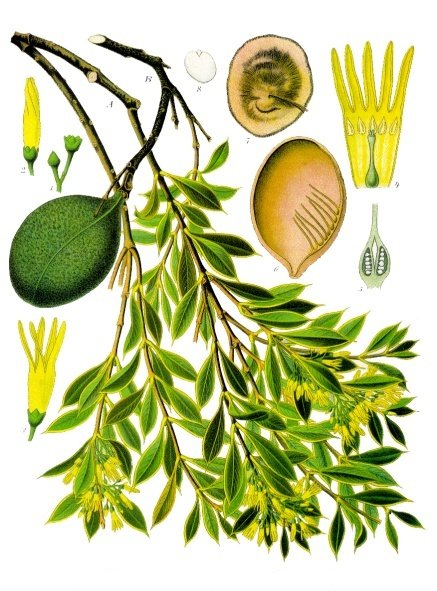
Aspidosperma quebracho-blanco Schltdl.
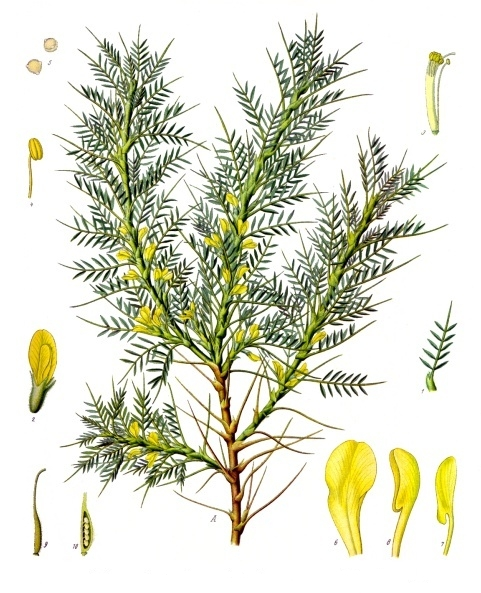
Astracantha adscendens Boiss. & Hausskn.
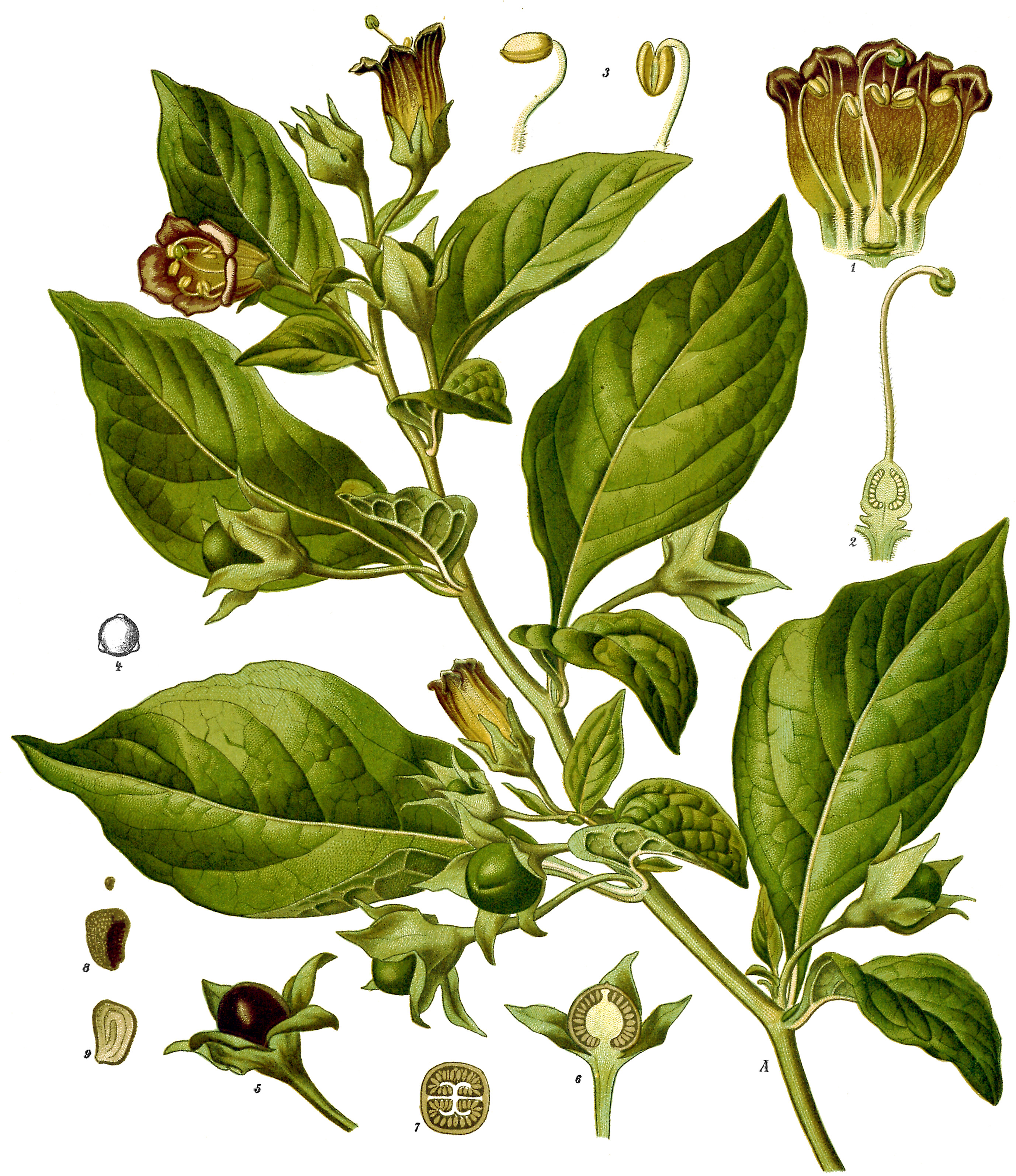
Atropa belladonna L.
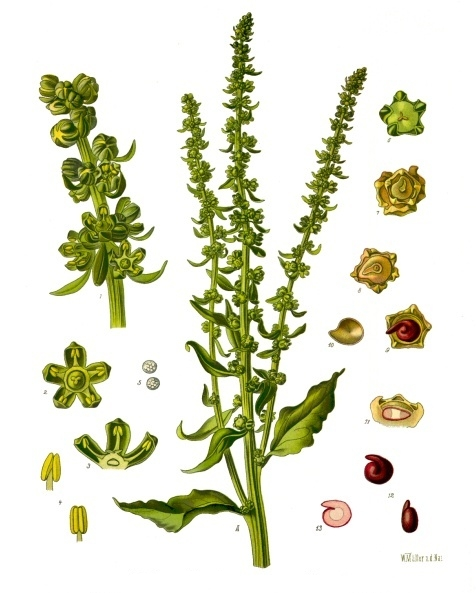
Beta vulgaris var. rapa Dum.
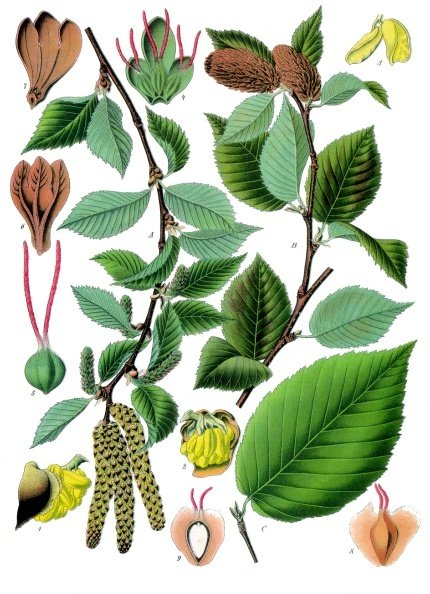
Betula lenta L.
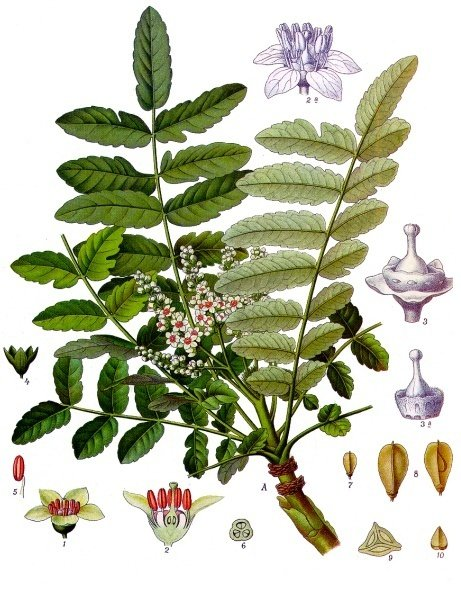
Boswellia sacra Flueck.
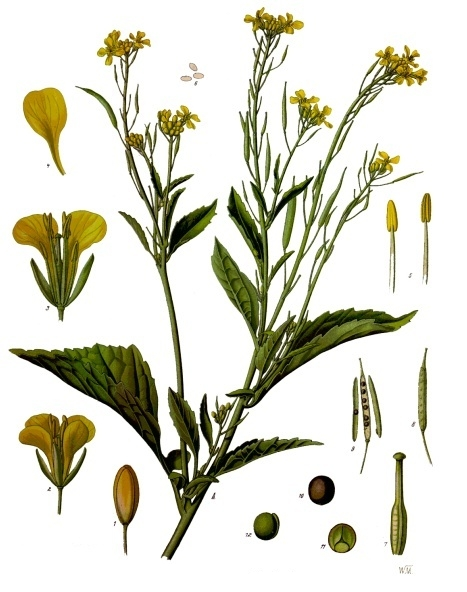
Brassica juncea (L.) Czern.
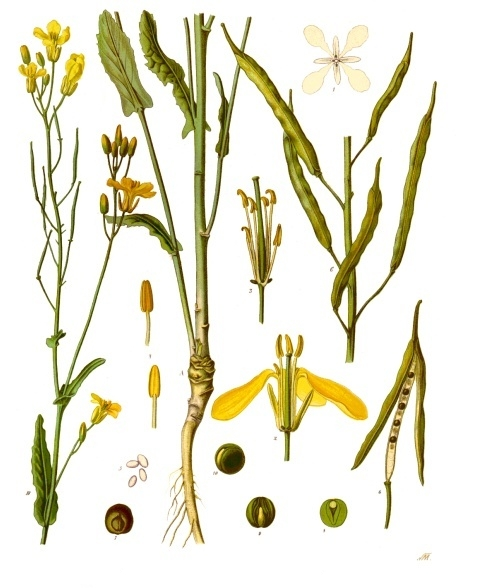
Brassica napus L. var. napus
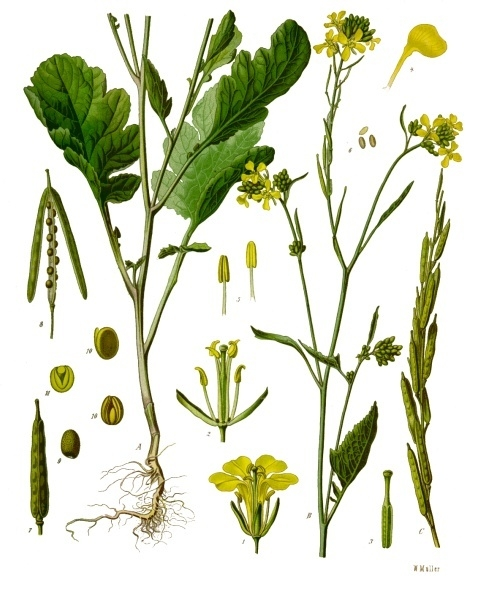
Brassica nigra (L.) W.D.J.Koch
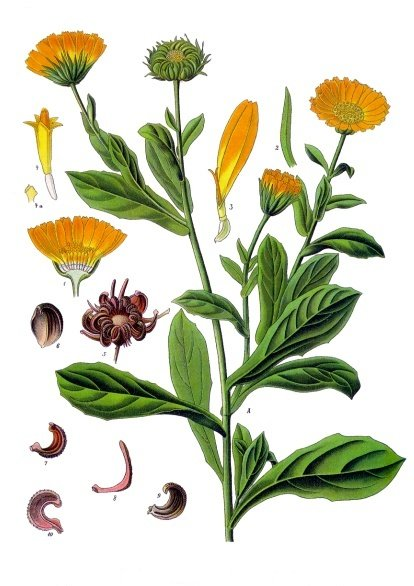
Calendula officinalis L.
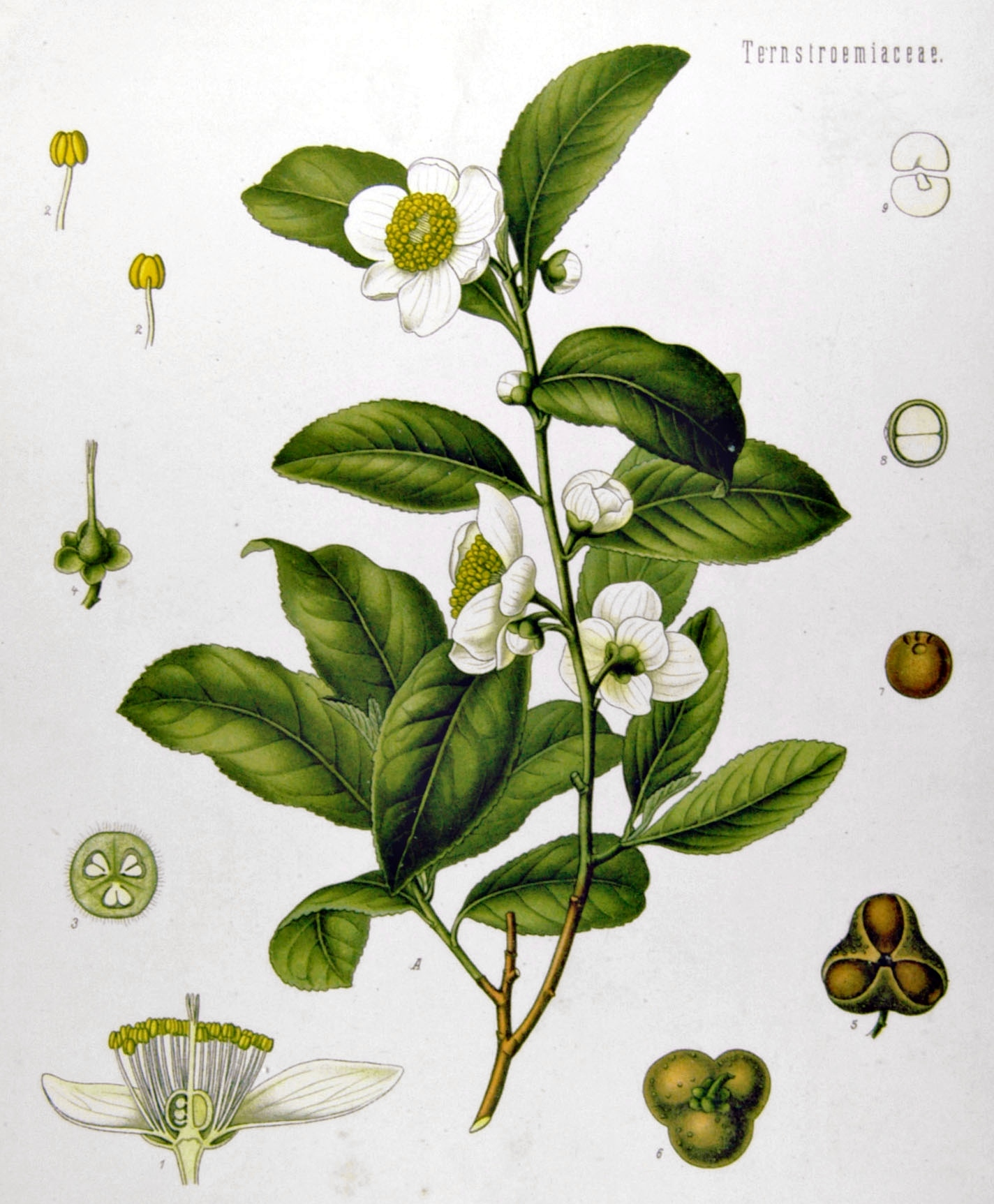
Camellia sinensis (L.) Kuntze var. sinensis
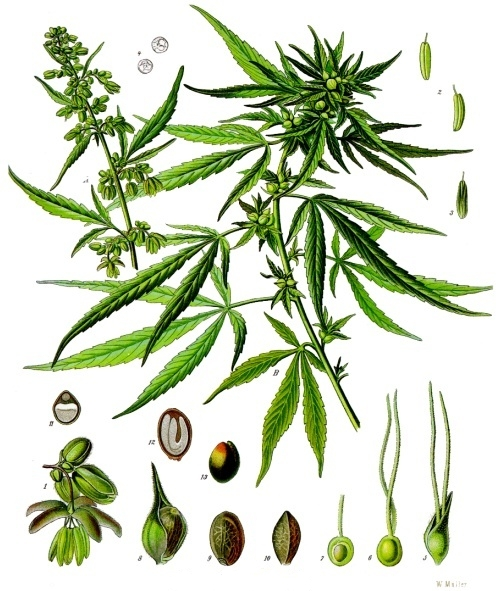
Cannabis sativa L.
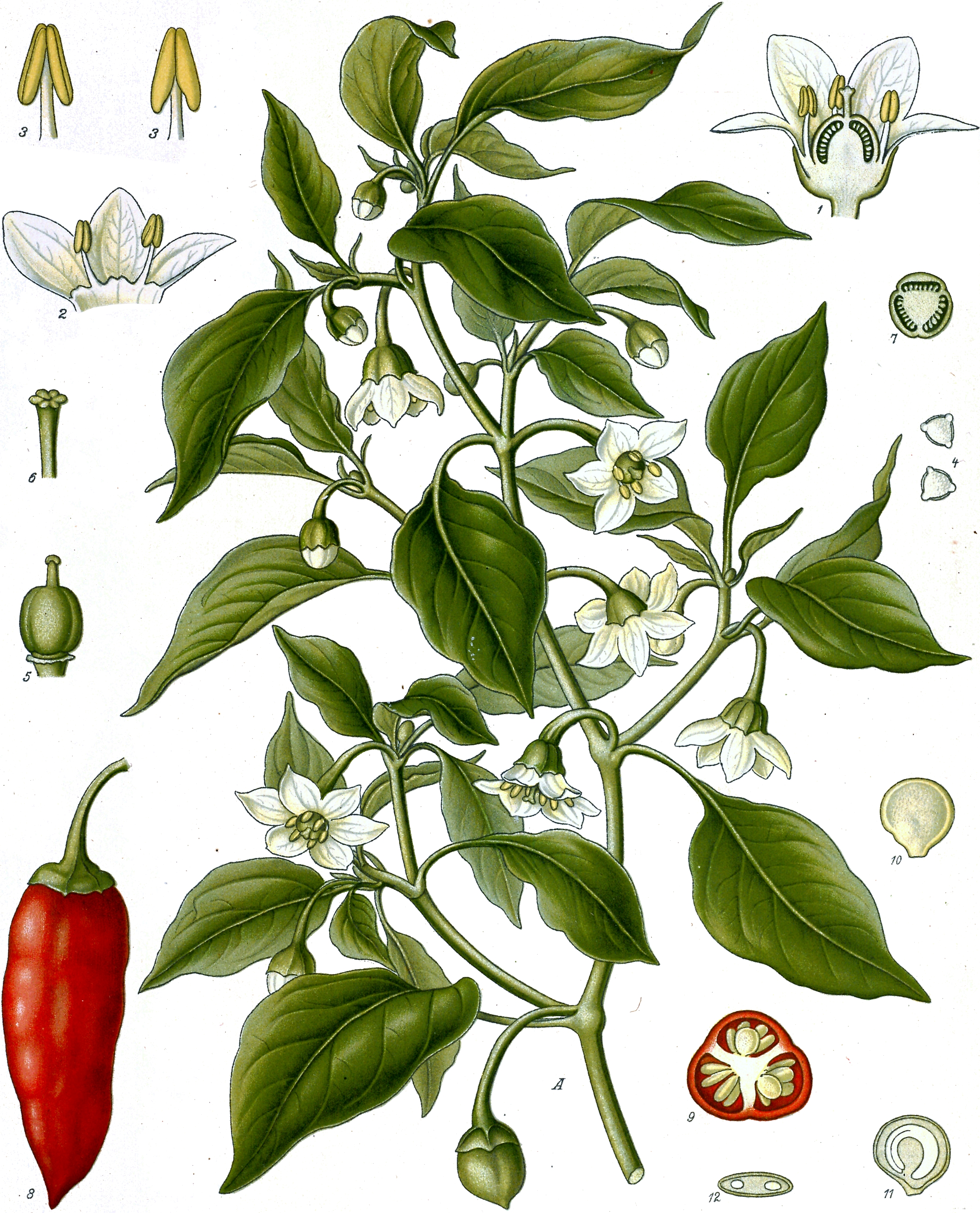
Capsicum annuum L.
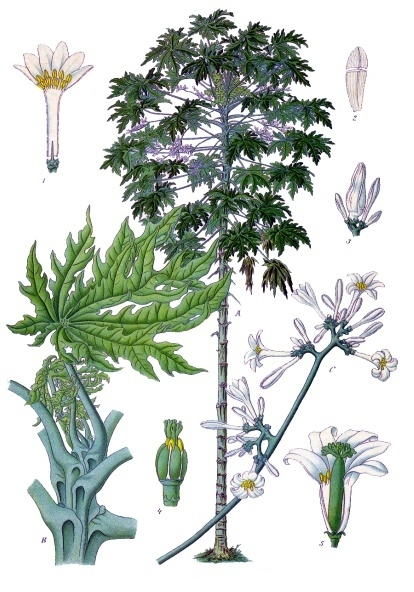
Carica papaya L. (whole plant, flowers)
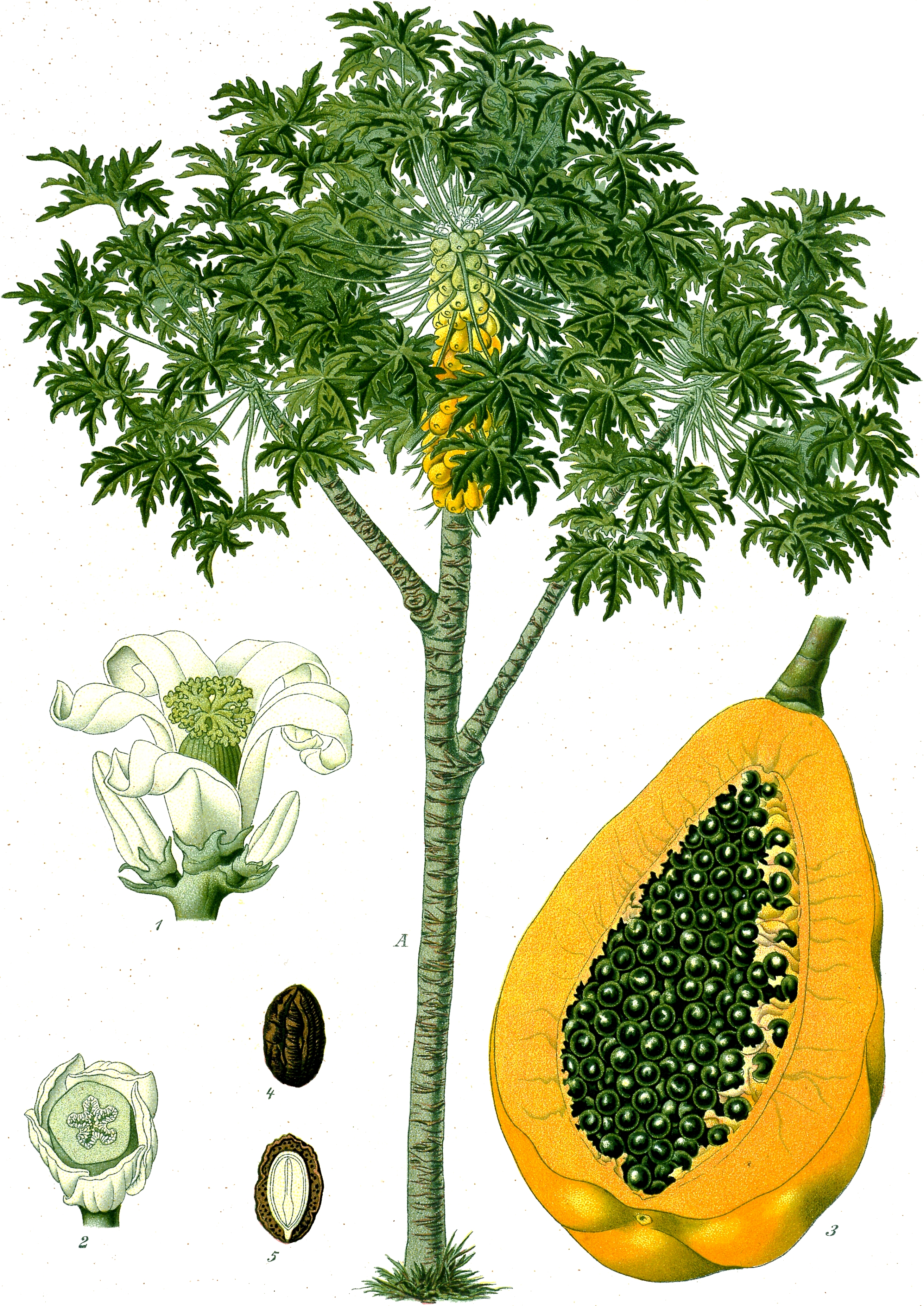
Carica papaya L. (whole plant, fruits)
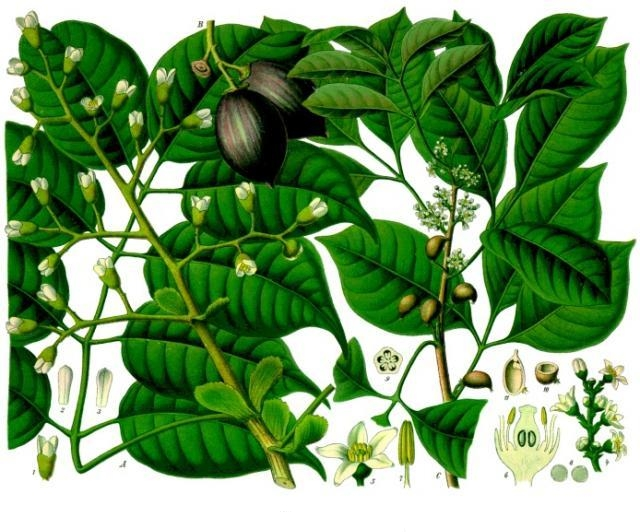
Canarium indicum L.
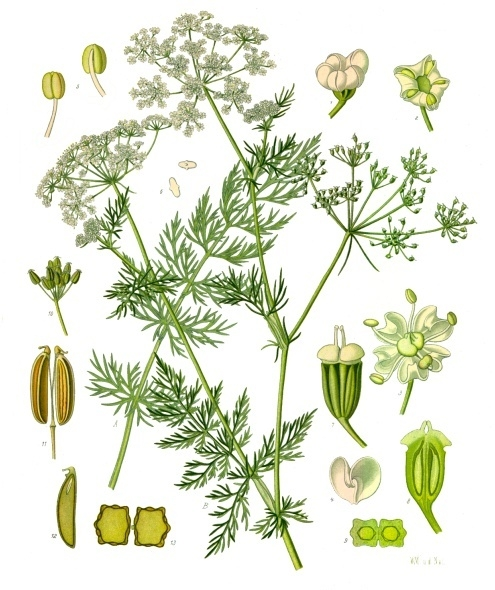
Carum carvi L.
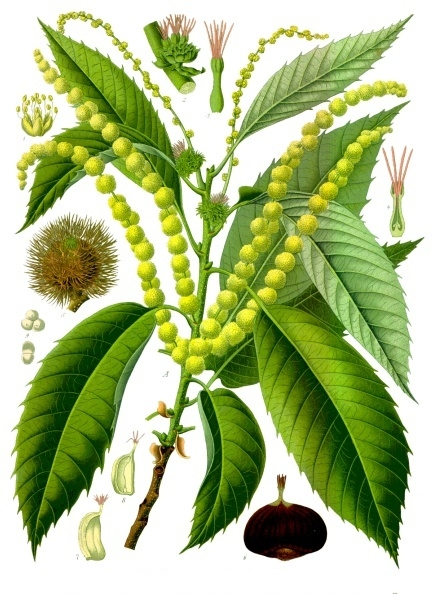
Castanea sativa Mill.
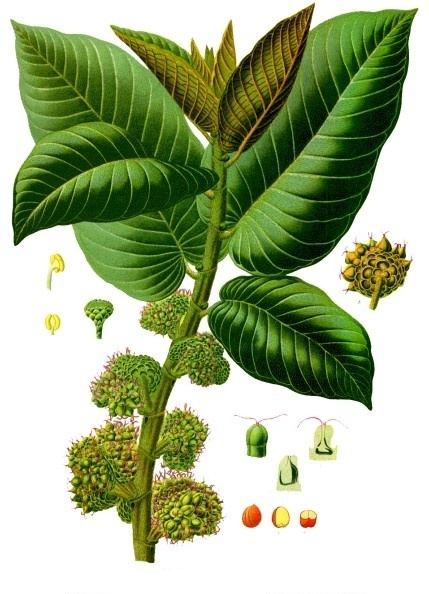
Castilla elastica Cerv.
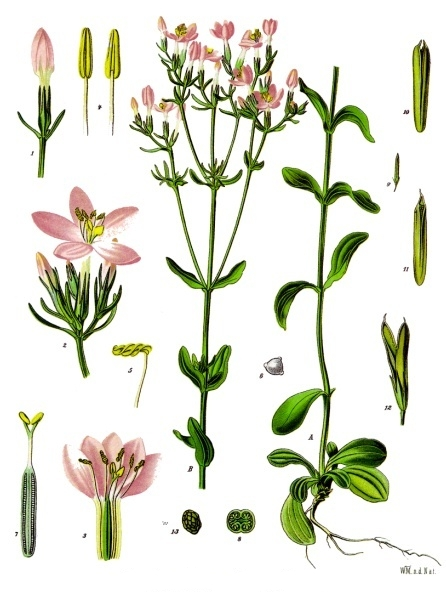
Centaurium erythraea Rafn.
Cerbera manghas L.
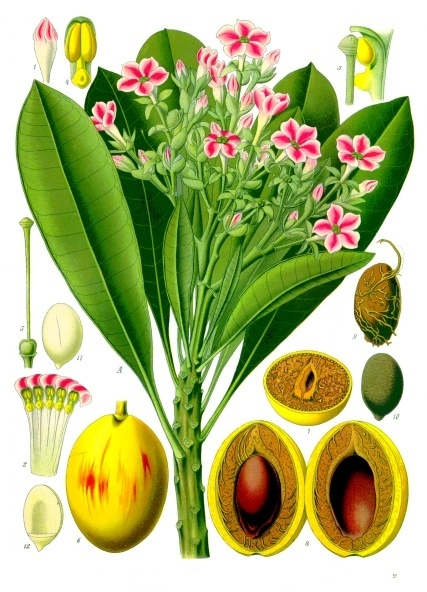
Cerbera tanghin Hook.
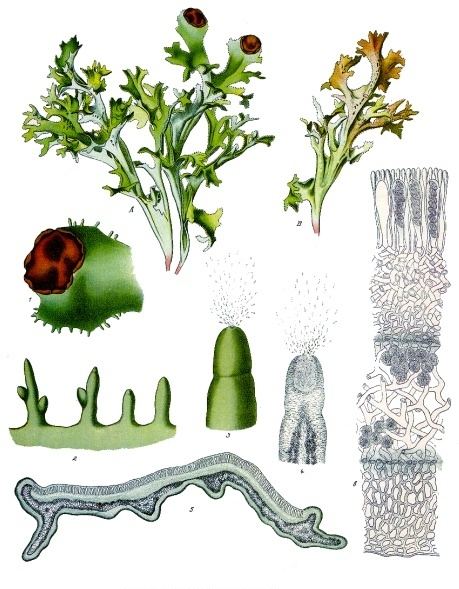
Cetraria islandica Acharius
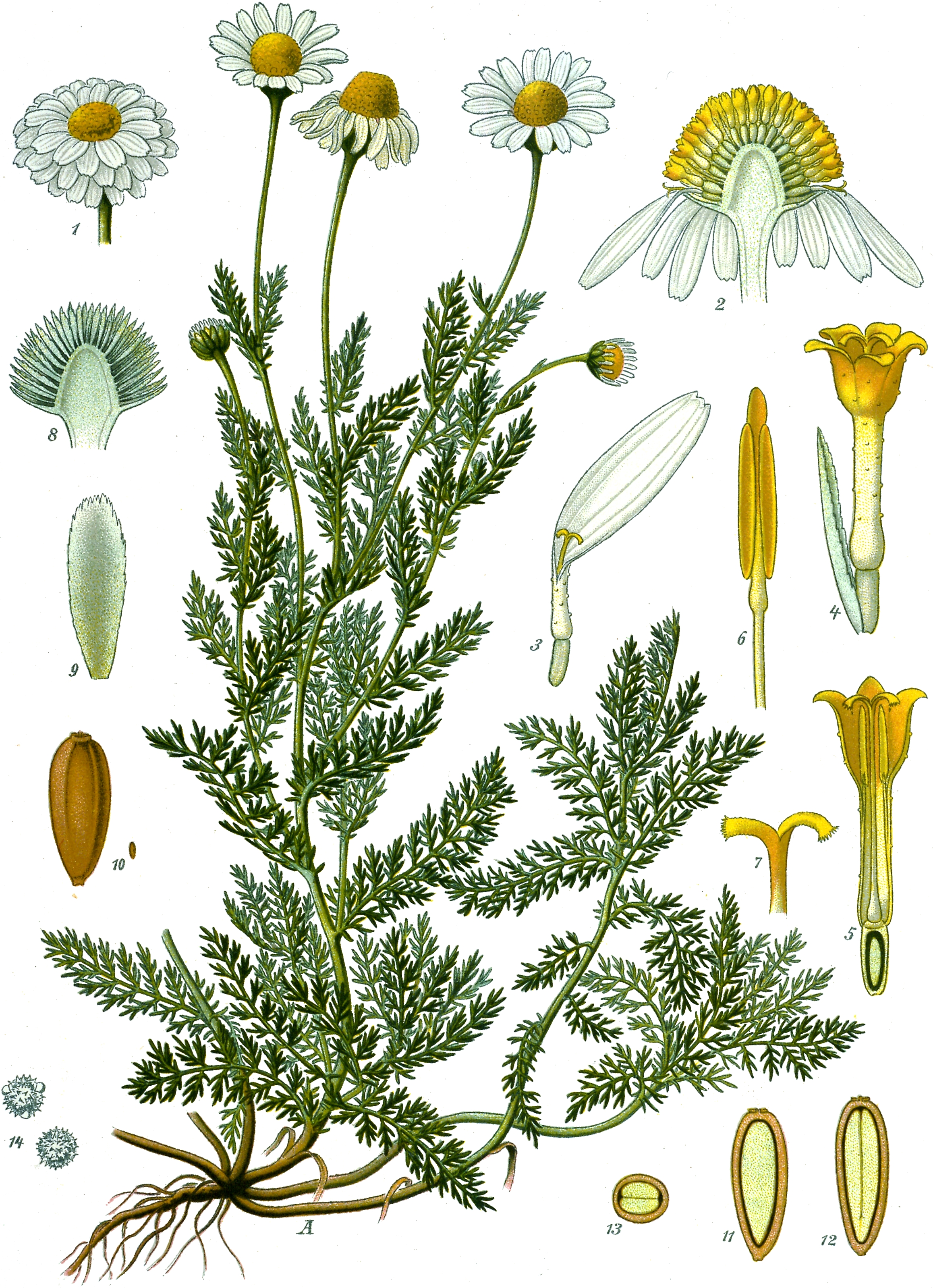
Chamaemelum nobile (L.) All.
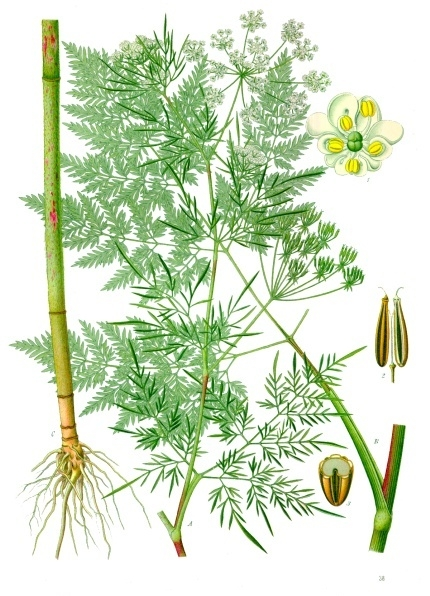
Chaerophyllum bulbosum L.
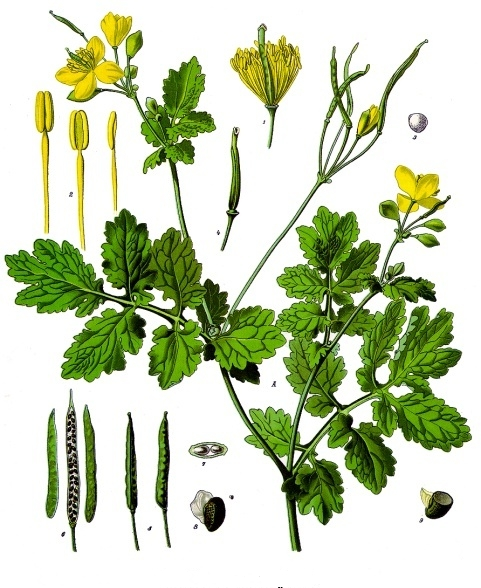
Chelidonium majus L.
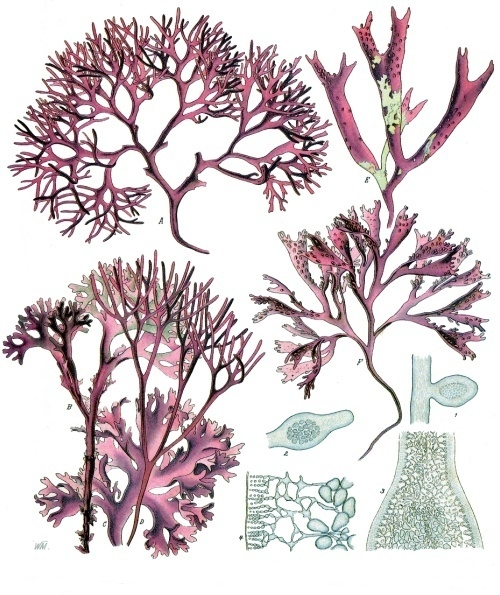
Chondrus crispus Lyngb.
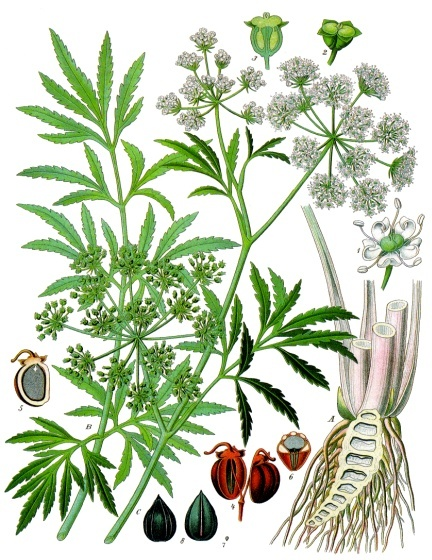
Cicuta virosa L.
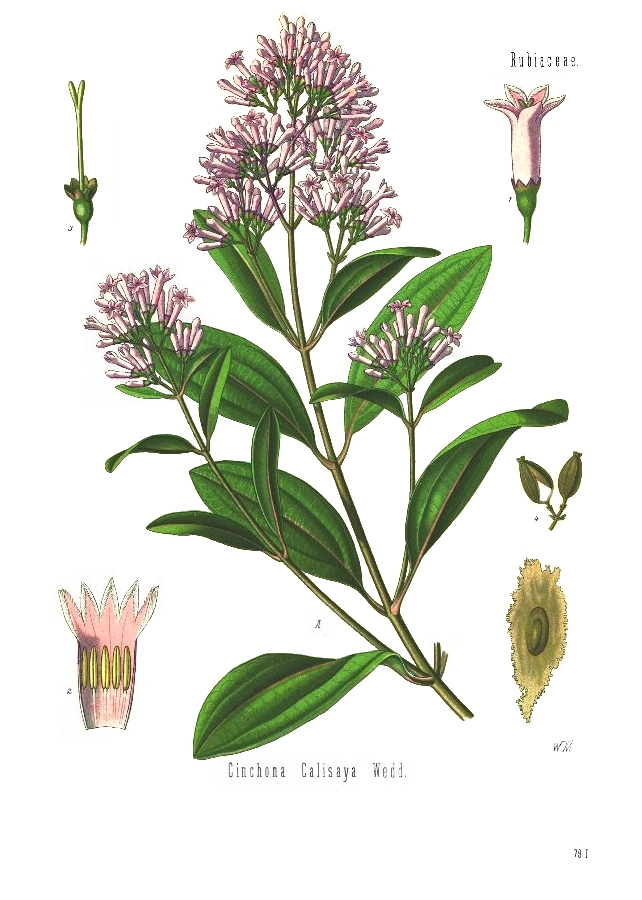
Cinchona calisaya Wedd.
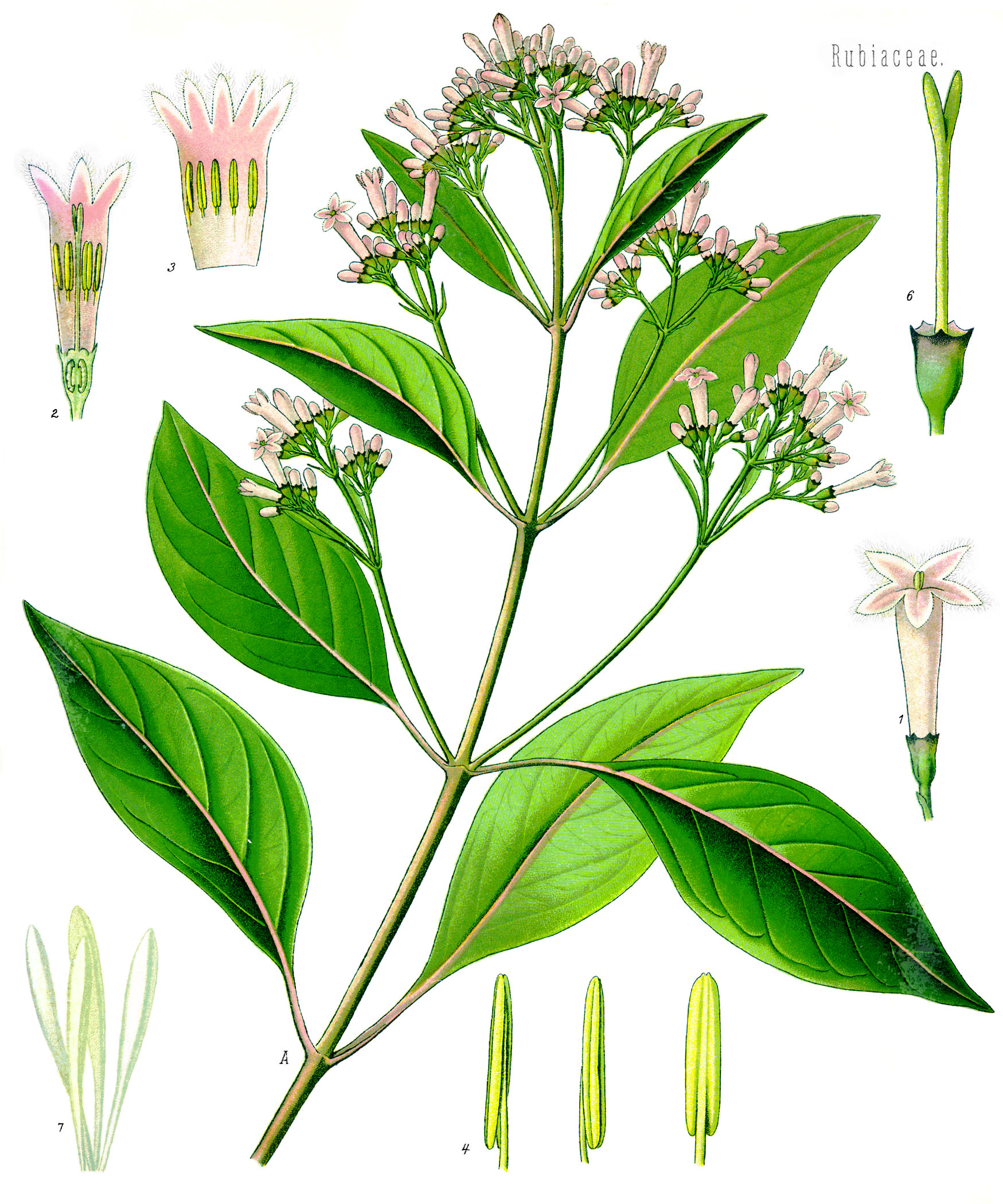
Cinchona officinalis L.
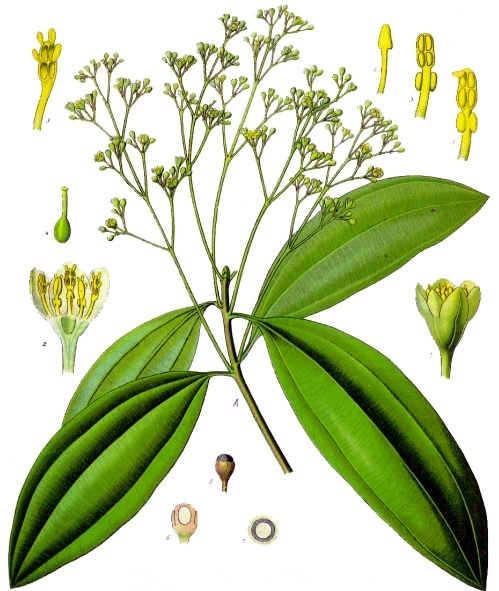
Cinnamomum aromaticum Nees
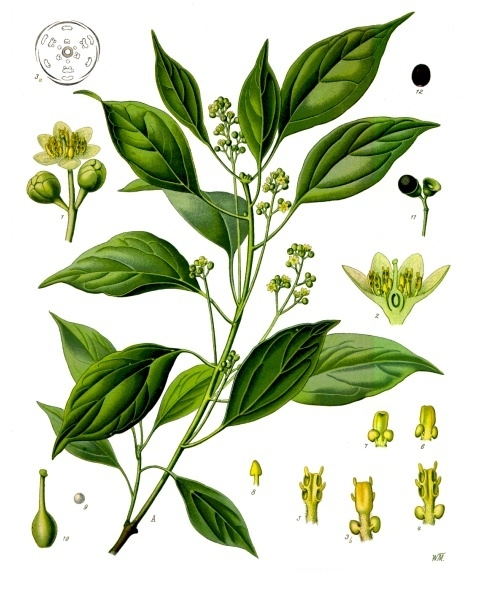
Cinnamomum camphora (L.) J.Presl
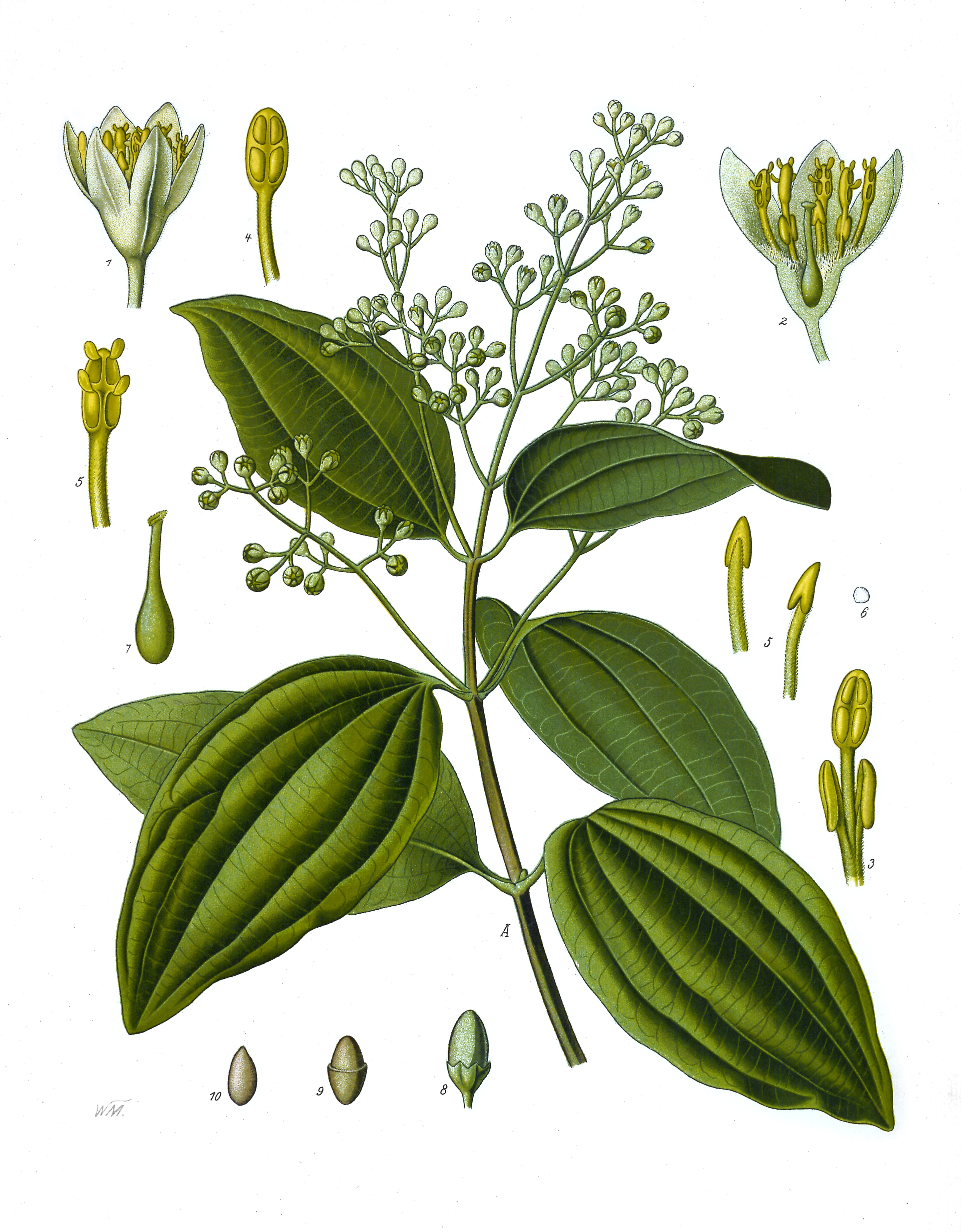
Cinnamomum verum J.Presl
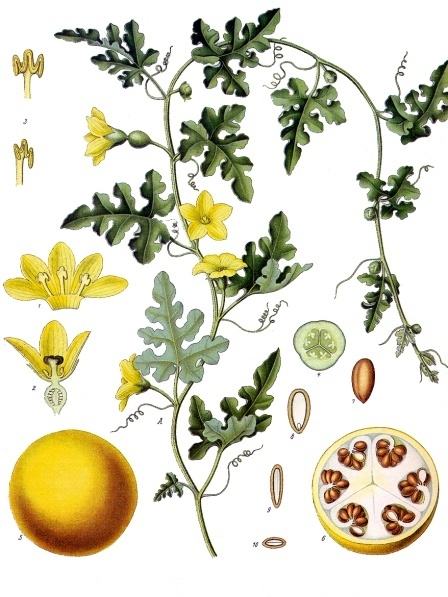
Citrullus colocynthis (L.) Schrad.
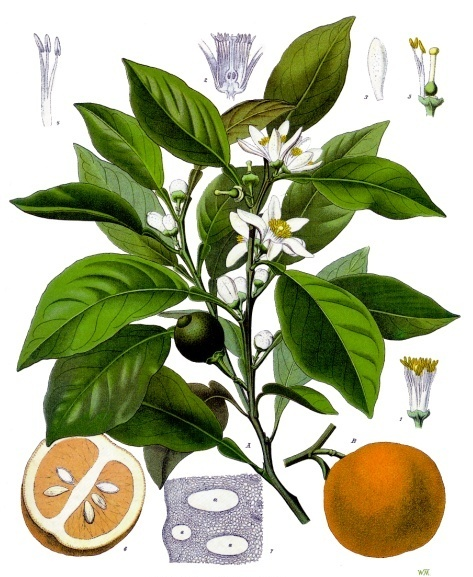
Citrus aurantium L.
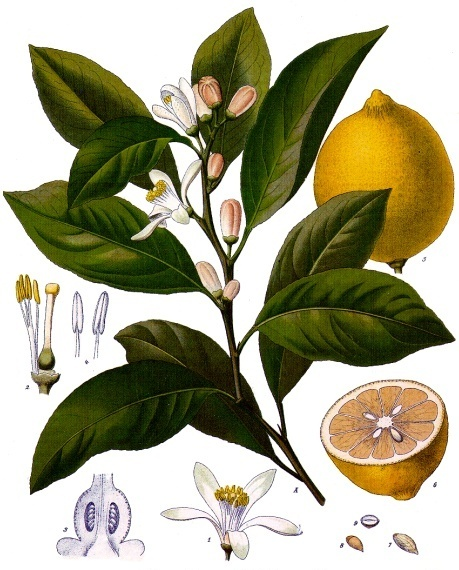
Citrus limon (L.) Burm.f.
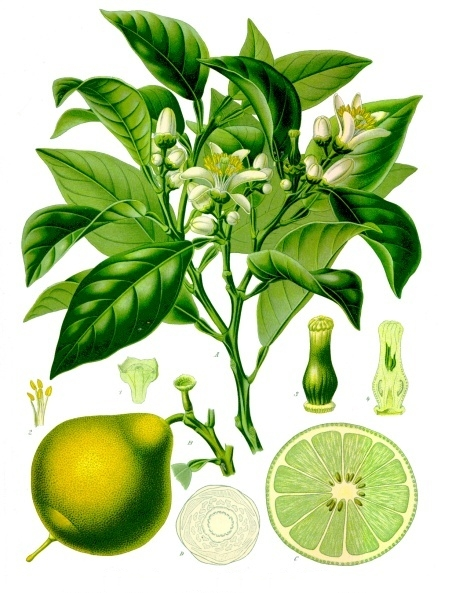
Citrus bergamia Risso & Poit.
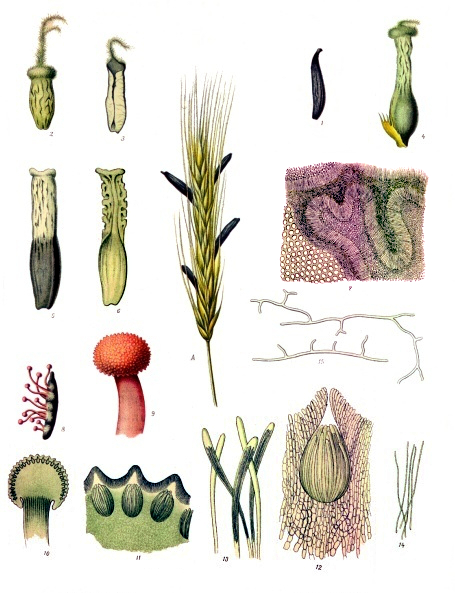
Claviceps purpurea
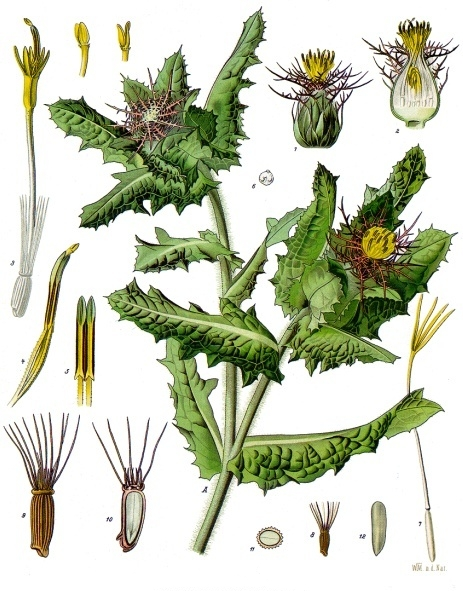
Cnicus benedictus L.
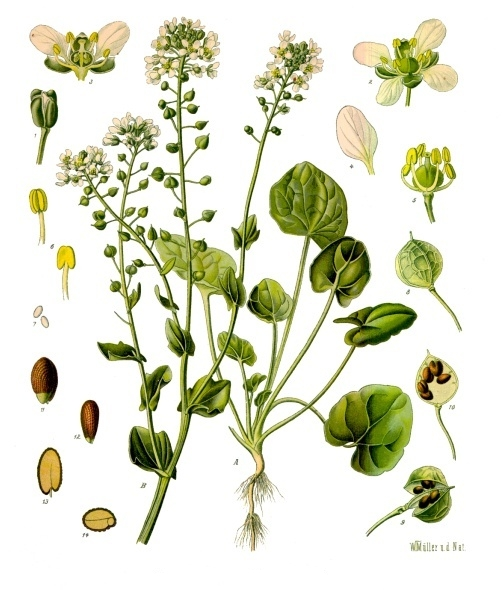
Cochlearia officinalis L.
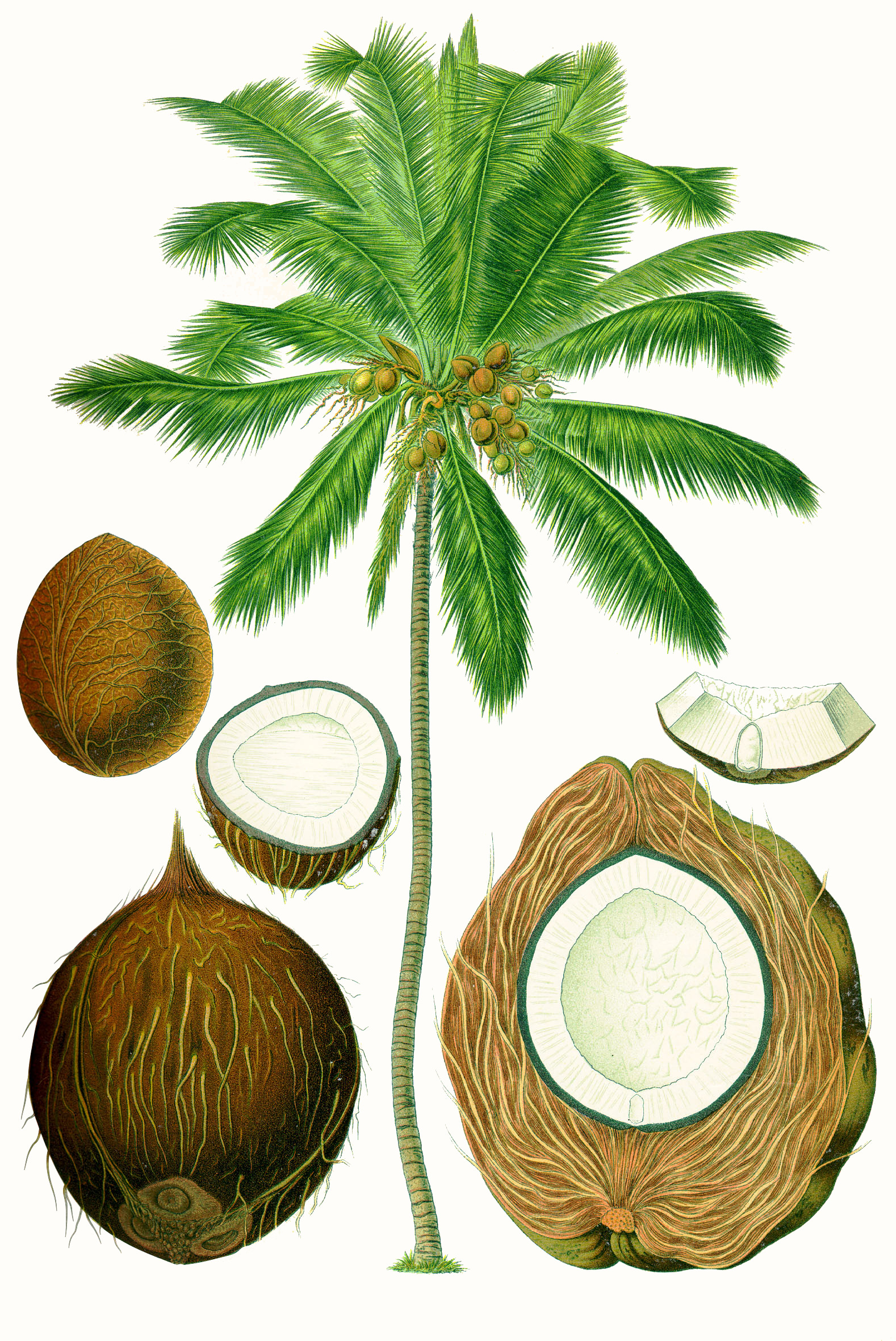
Cocos nucifera L. (1)
Cocos nucifera L. (2)
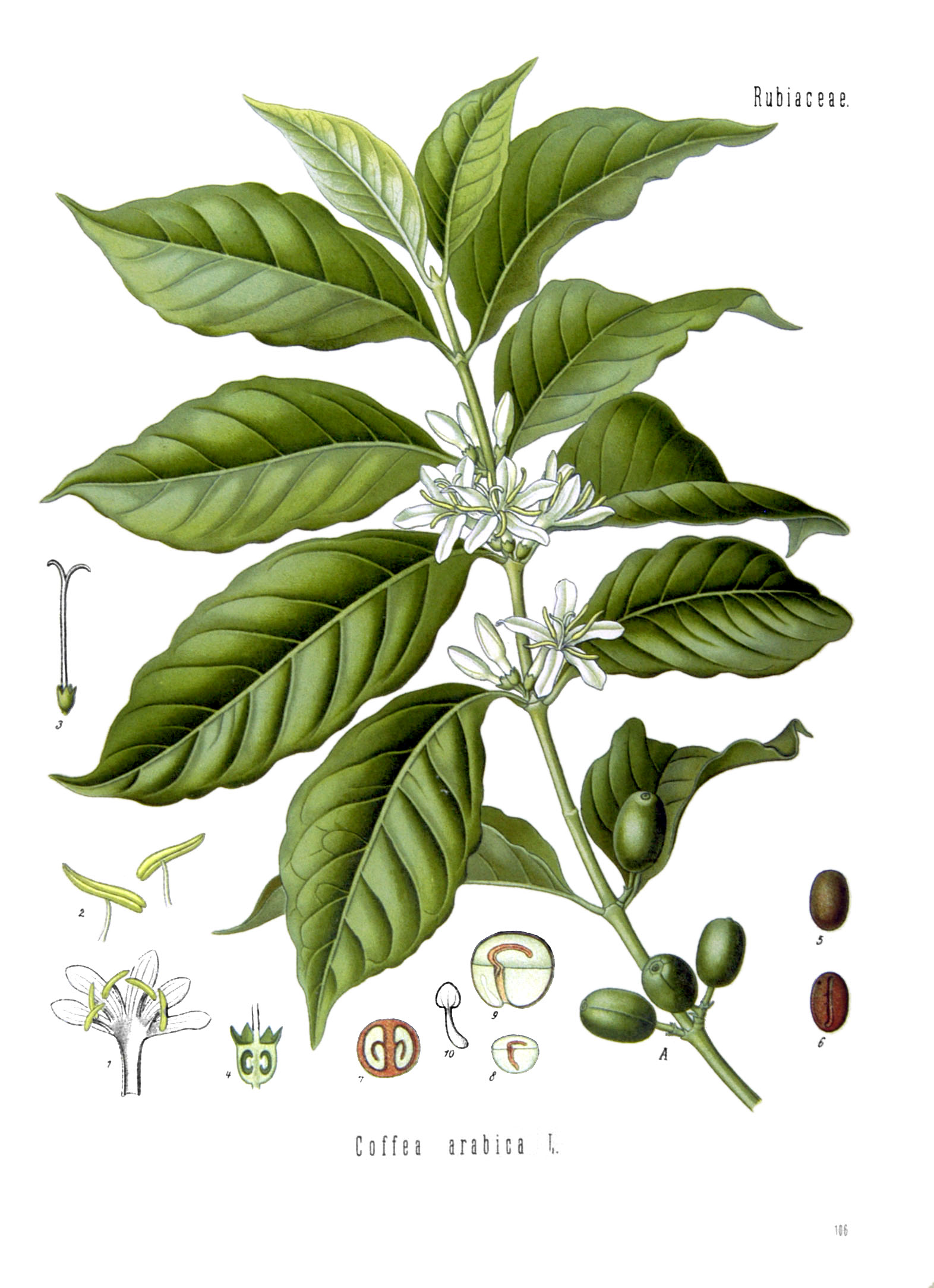
Coffea arabica L.
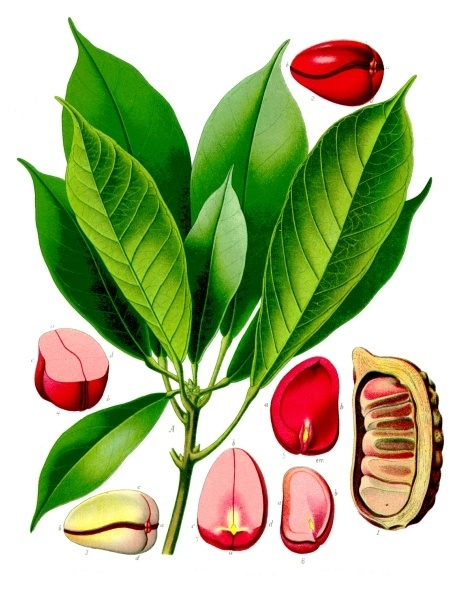
Cola acuminata (P.Beauv.) Schott & Endl.
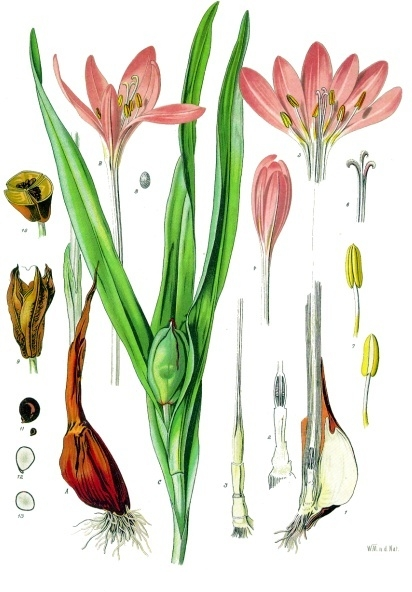
Colchicum autumnale L.
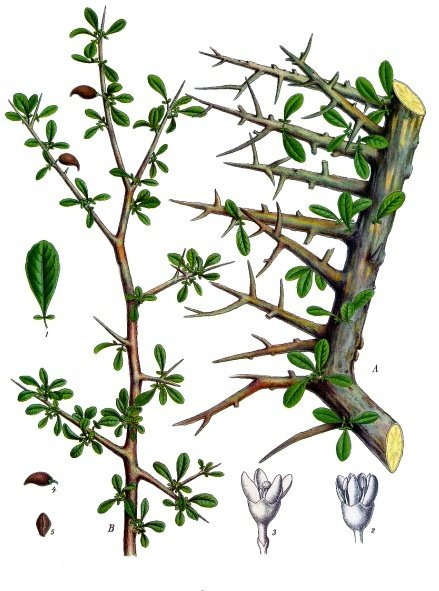
Commiphora myrrha (Nees) Engl.
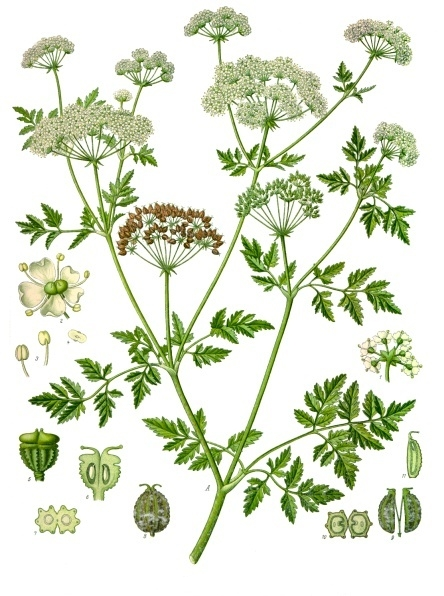
Conium maculatum L.
Convallaria majalis L.
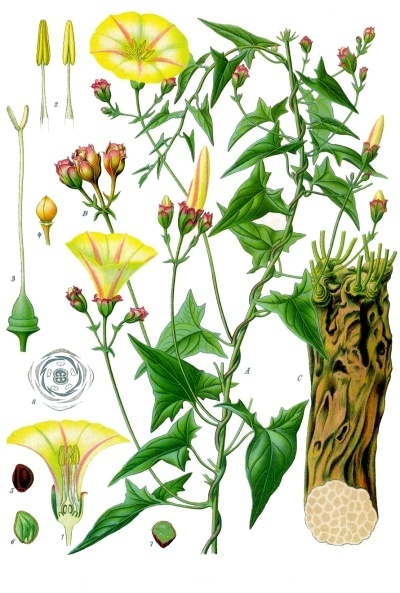
Convolvulus scammonia L.
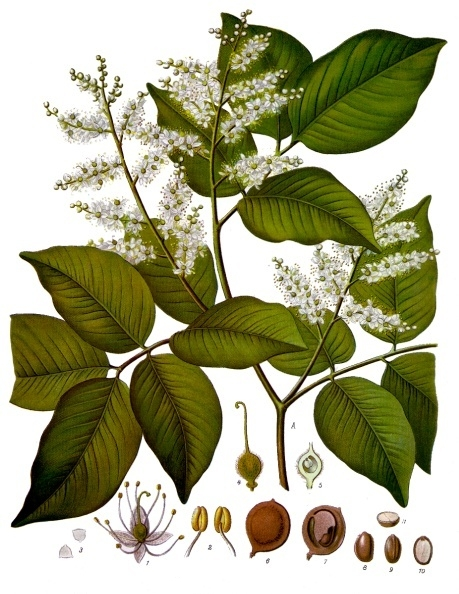
Copaifera officinalis (Jacq.) L.
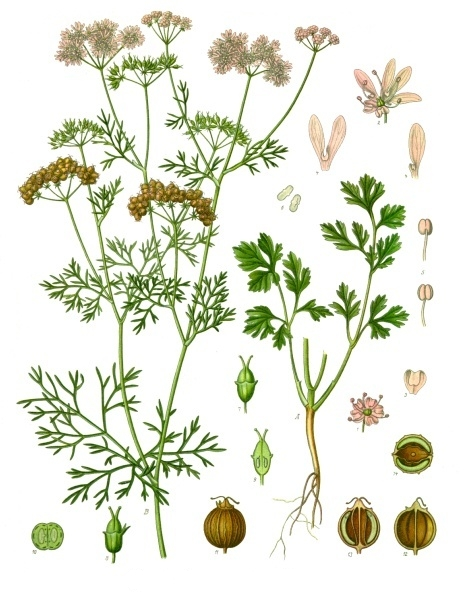
Coriandrum sativum L.
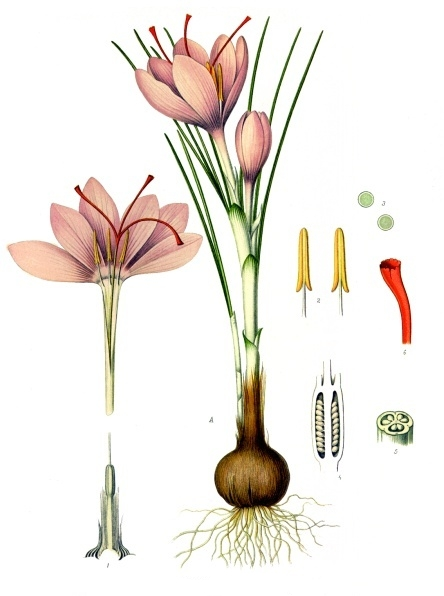
Crocus sativus L.
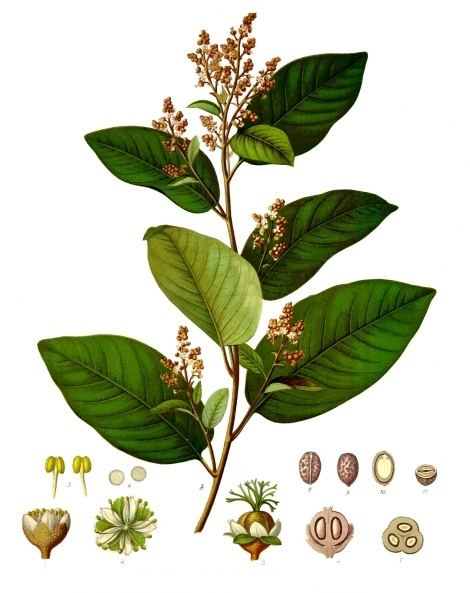
Croton eluteria (L.) Sw. (1)
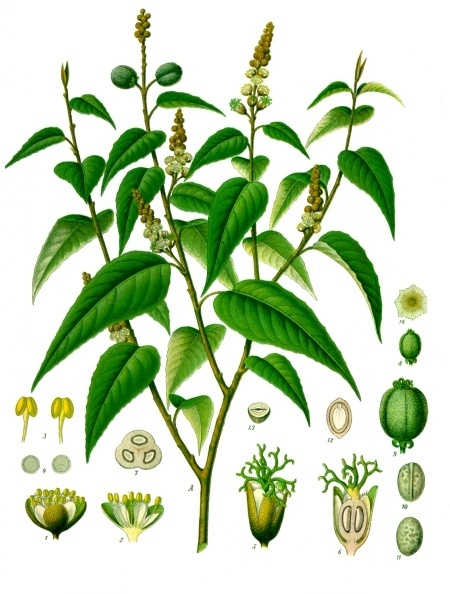
Croton eluteria (L.) Sw. (2)
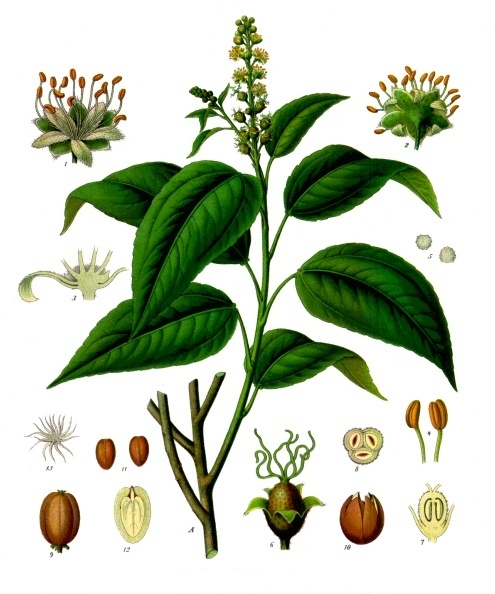
Croton tiglium L.
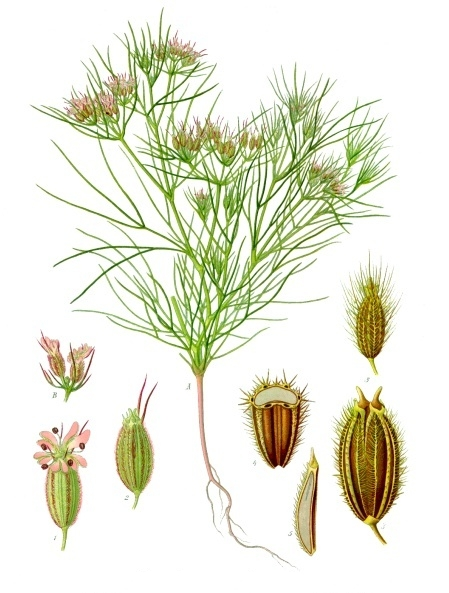
Cumimum cyminum L.
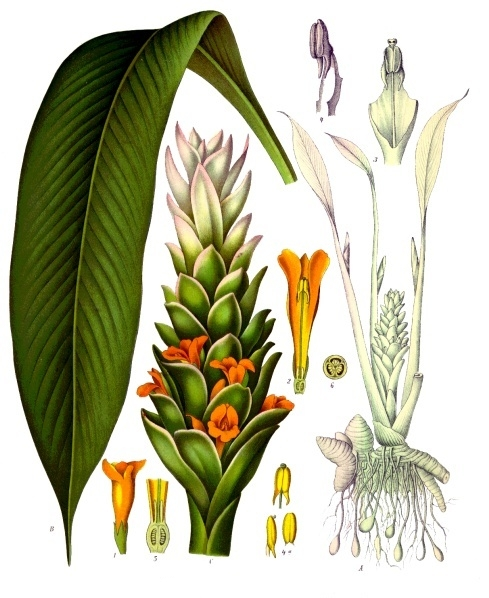
Curcuma longa L.
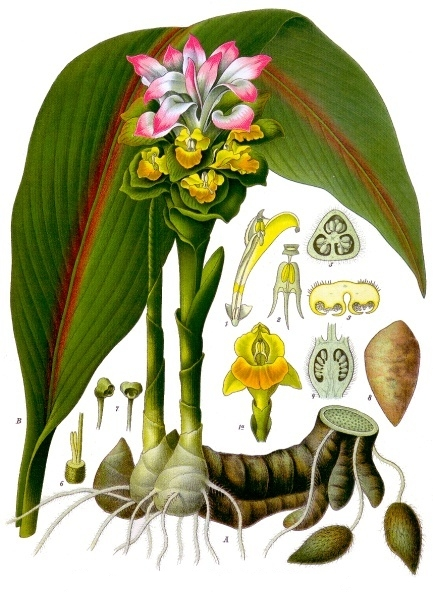
Curcuma zedoaria (Christm.) Roscoe
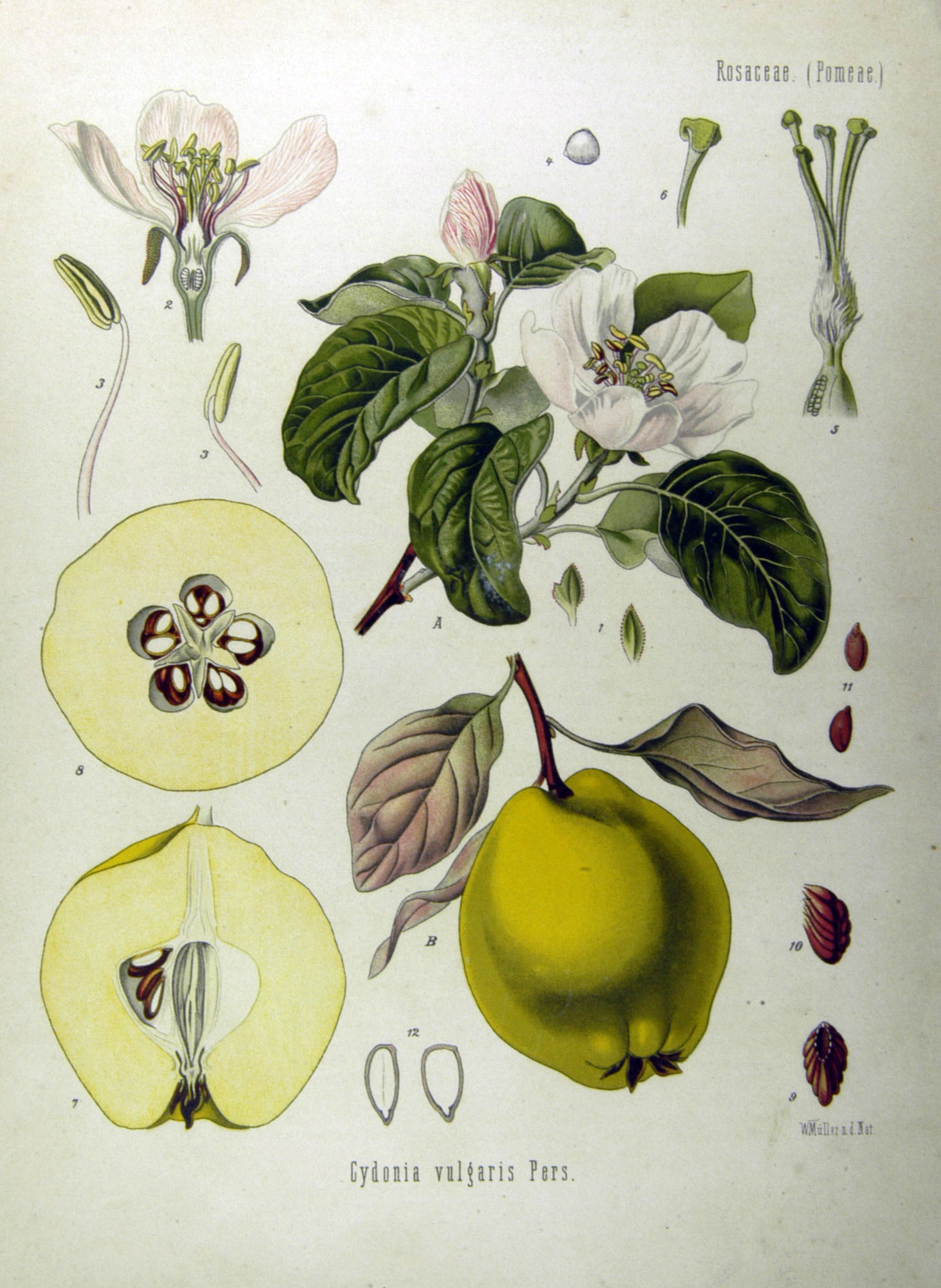
Cydonia oblonga Mill.
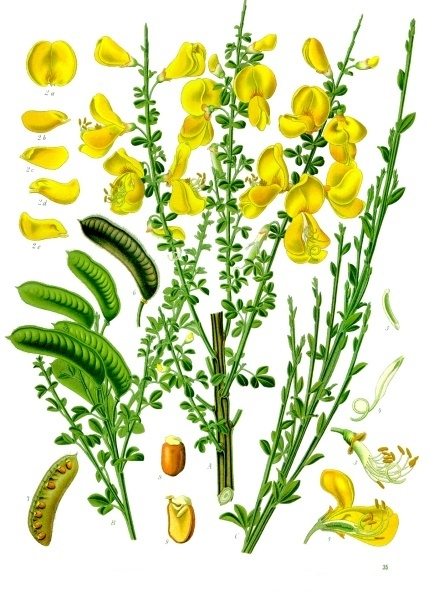
Cytisus scoparius (L.) Link
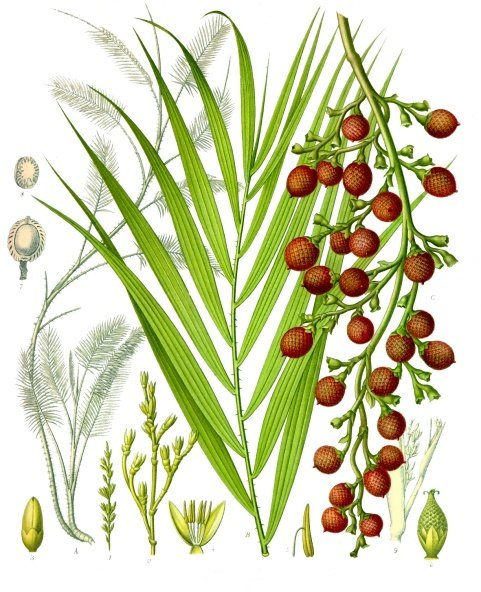
Daemonorops draco (Willd.) Blume
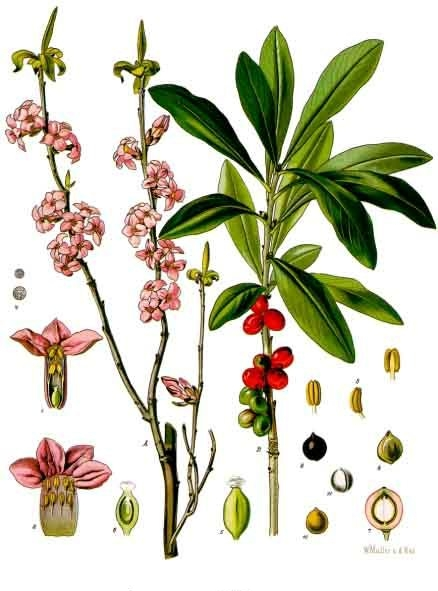
Daphne mezereum L.
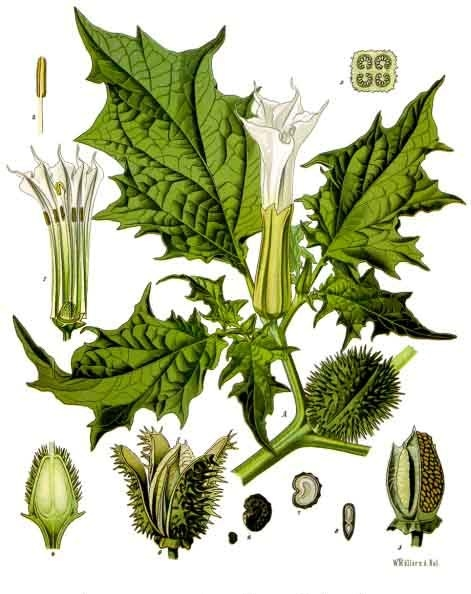
Datura stramonium L.
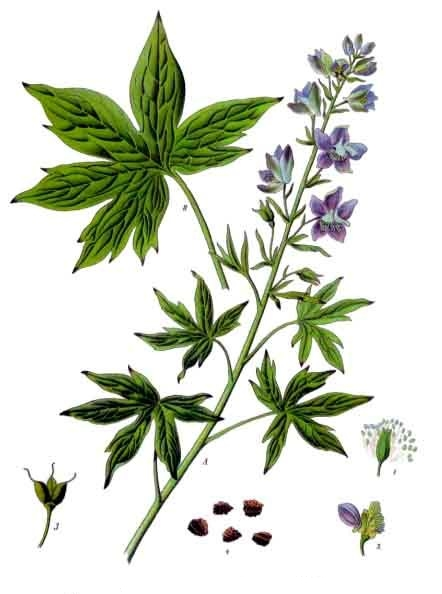
Delphinium staphisagria L.
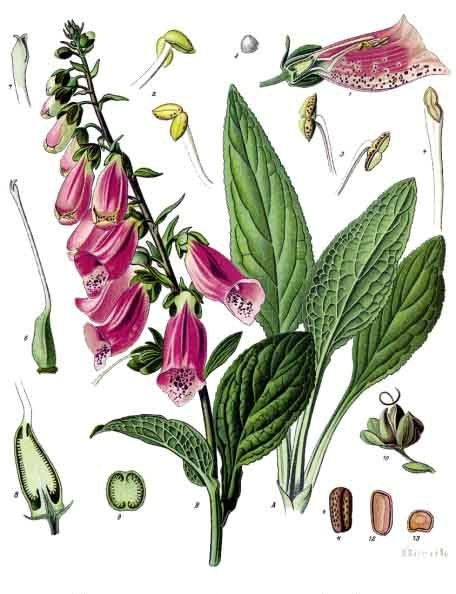
Digitalis purpurea L.
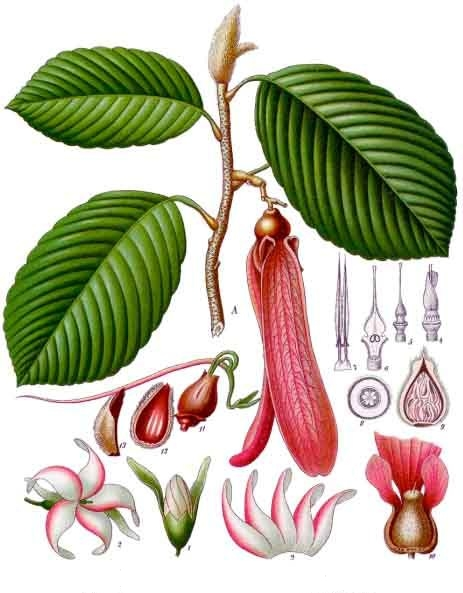
Dipterocarpus retusus Blume
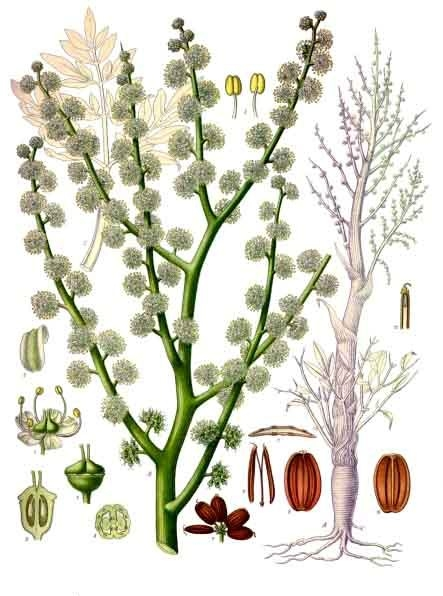
Dorema ammoniacum D.Don
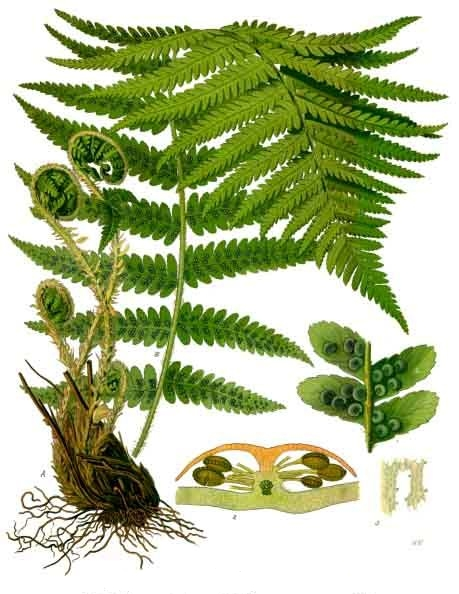
Dryopteris filix-mas (L.) Schott
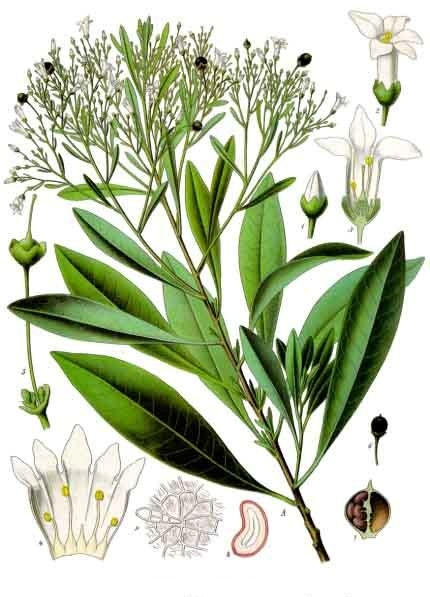
Duboisia myoporoides R.Br.
Elaeis guineensis Jacq.
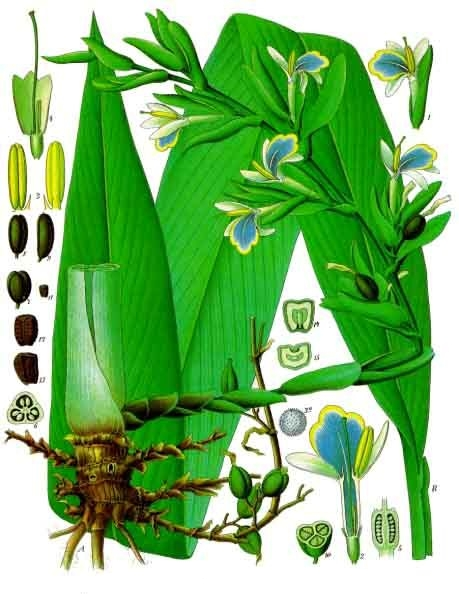
Elettaria cardamomum (L.) Maton
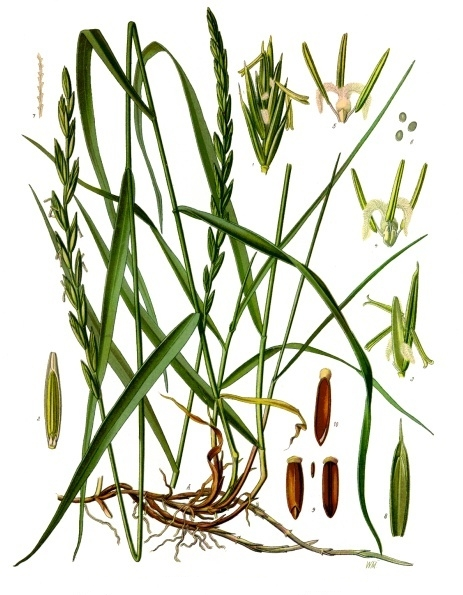
Elymus repens (L.) Desv. ex Nevski
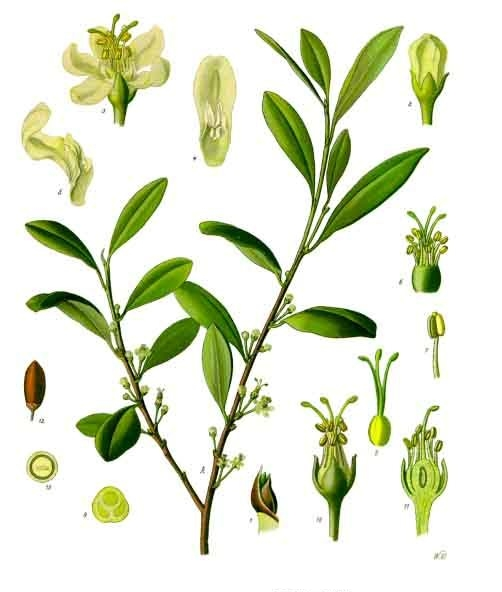
Erythroxylum coca Lam.
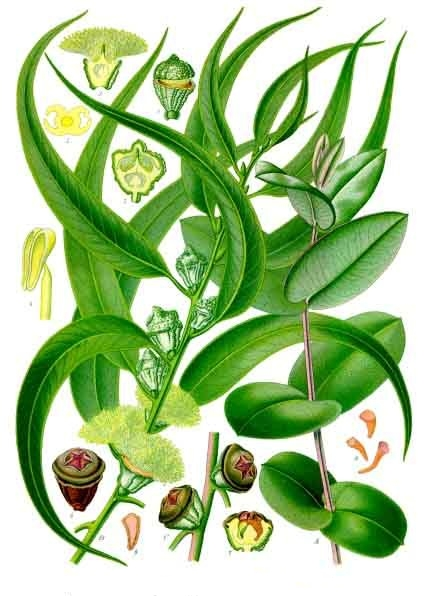
Eucalyptus globulus Labill.
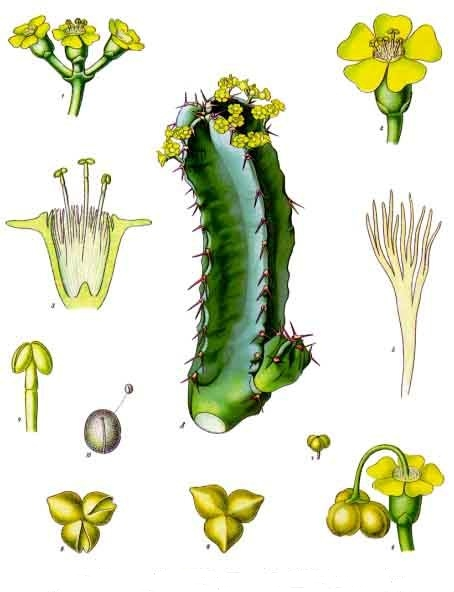
Euphorbia resinifera O.Berg & C.F.Schmidt
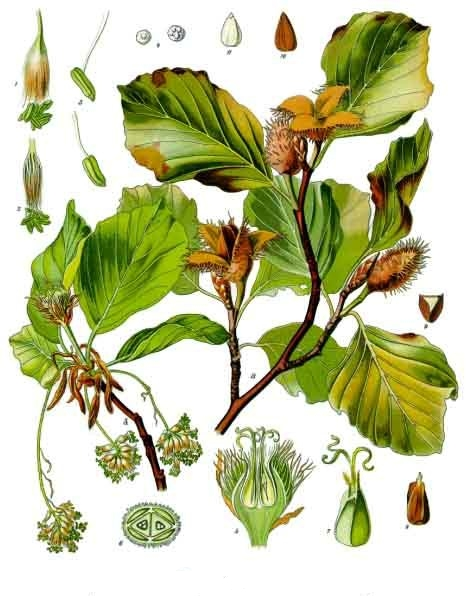
Fagus sylvatica L.
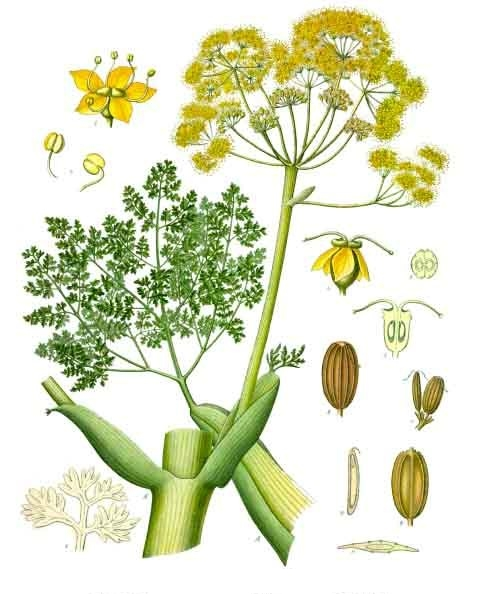
Ferula gummosa Boiss.
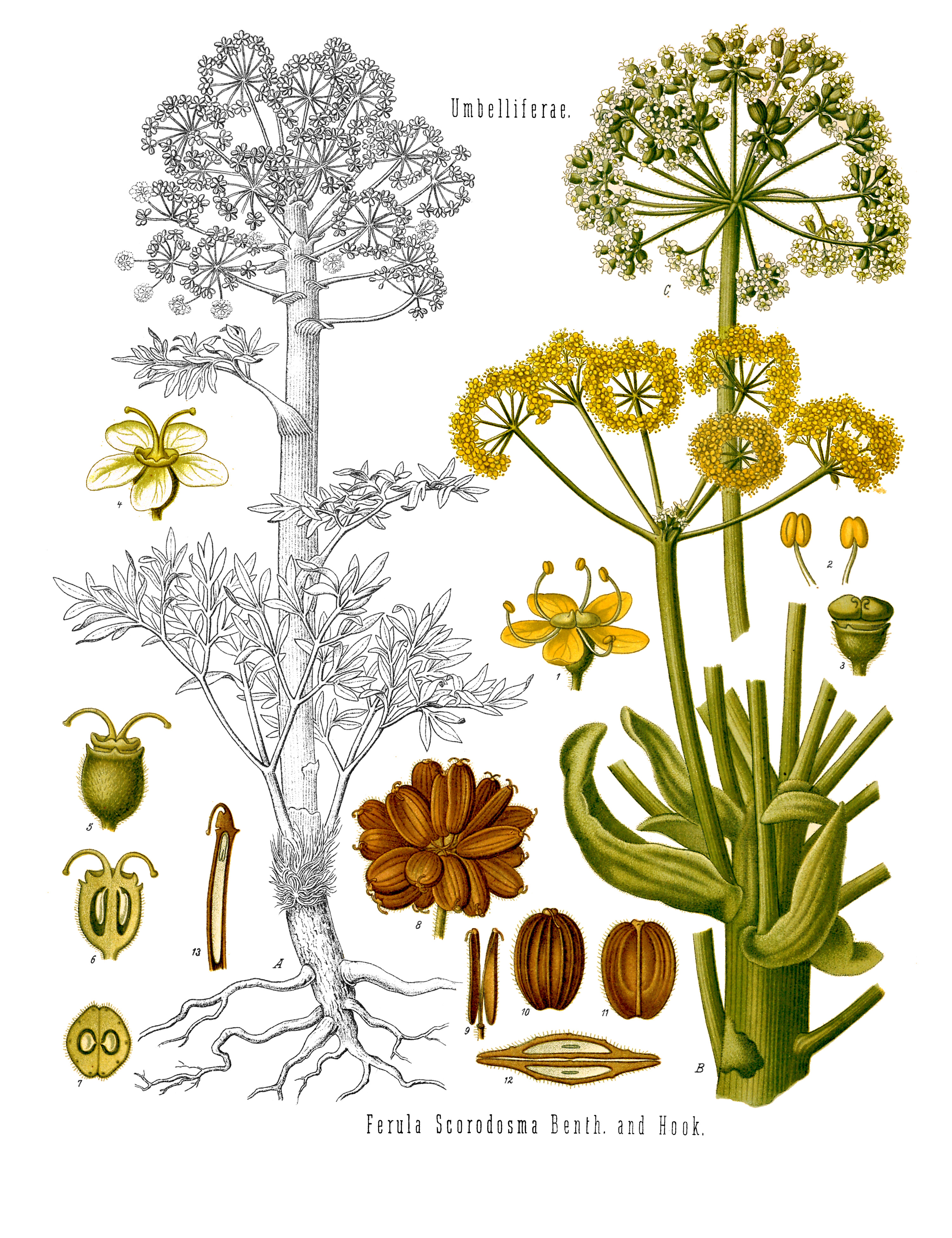
Ferula foetida Regel
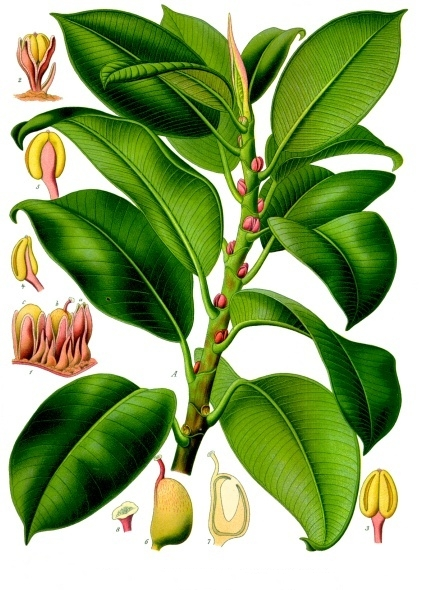
Ficus elastica Roxb. ex Hornem.
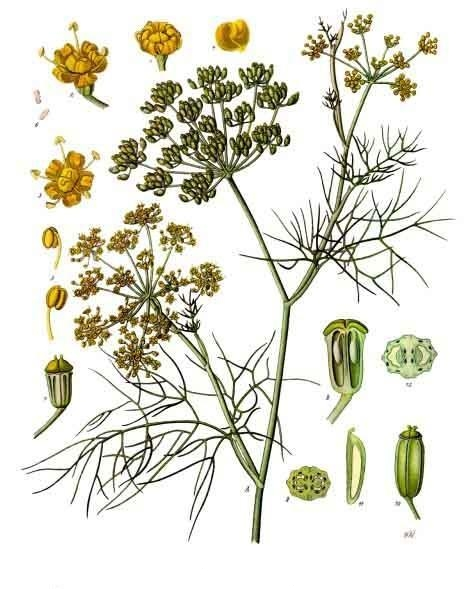
Foeniculum vulgare Mill.
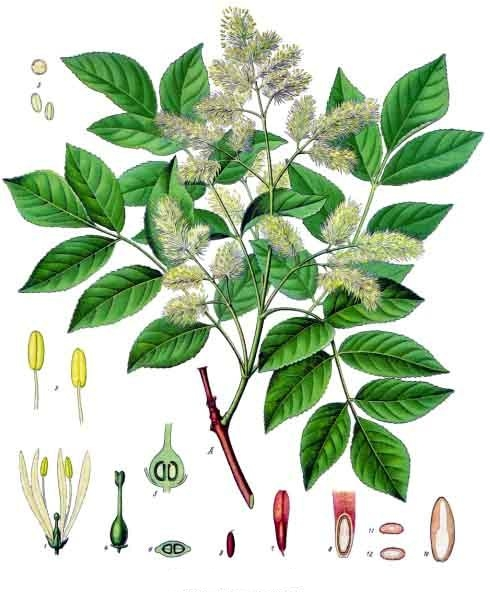
Fraxinus ornus L.
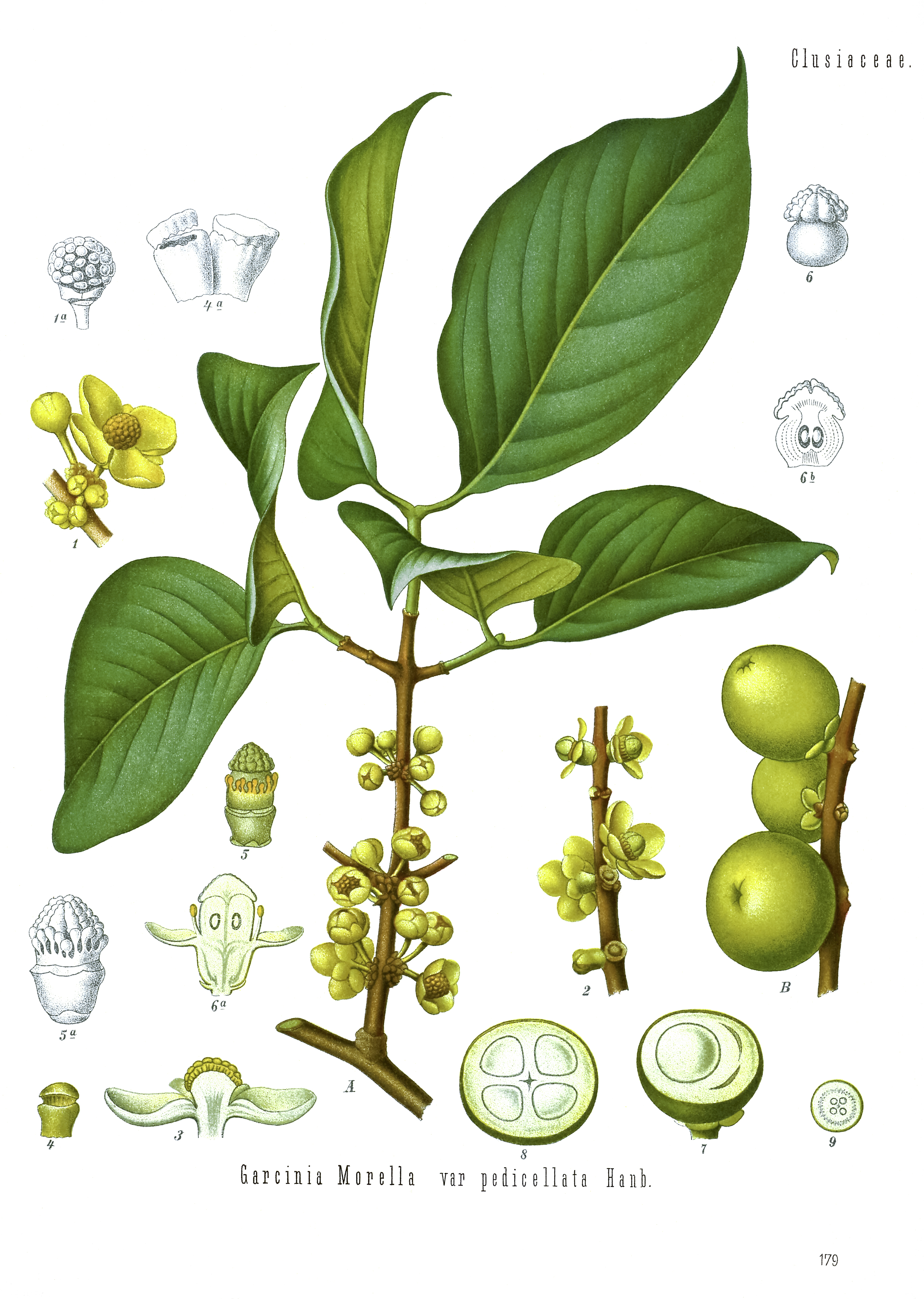
Garcinia morella (Gaertn.) Desr.
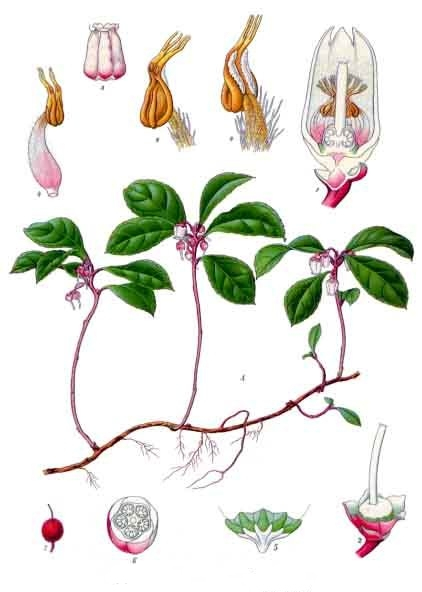
Gaultheria procumbens L.
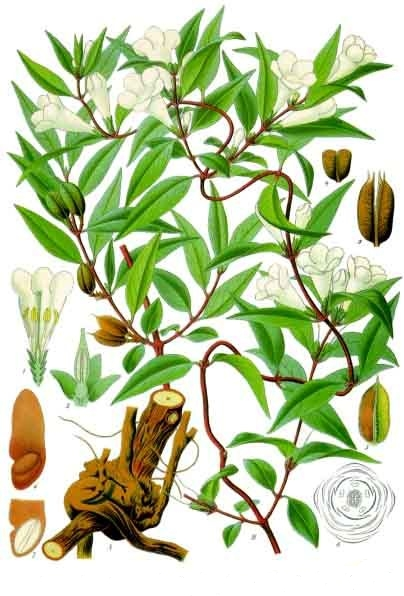
Gelsemium sempervirens (L.) J.St.-Hil.
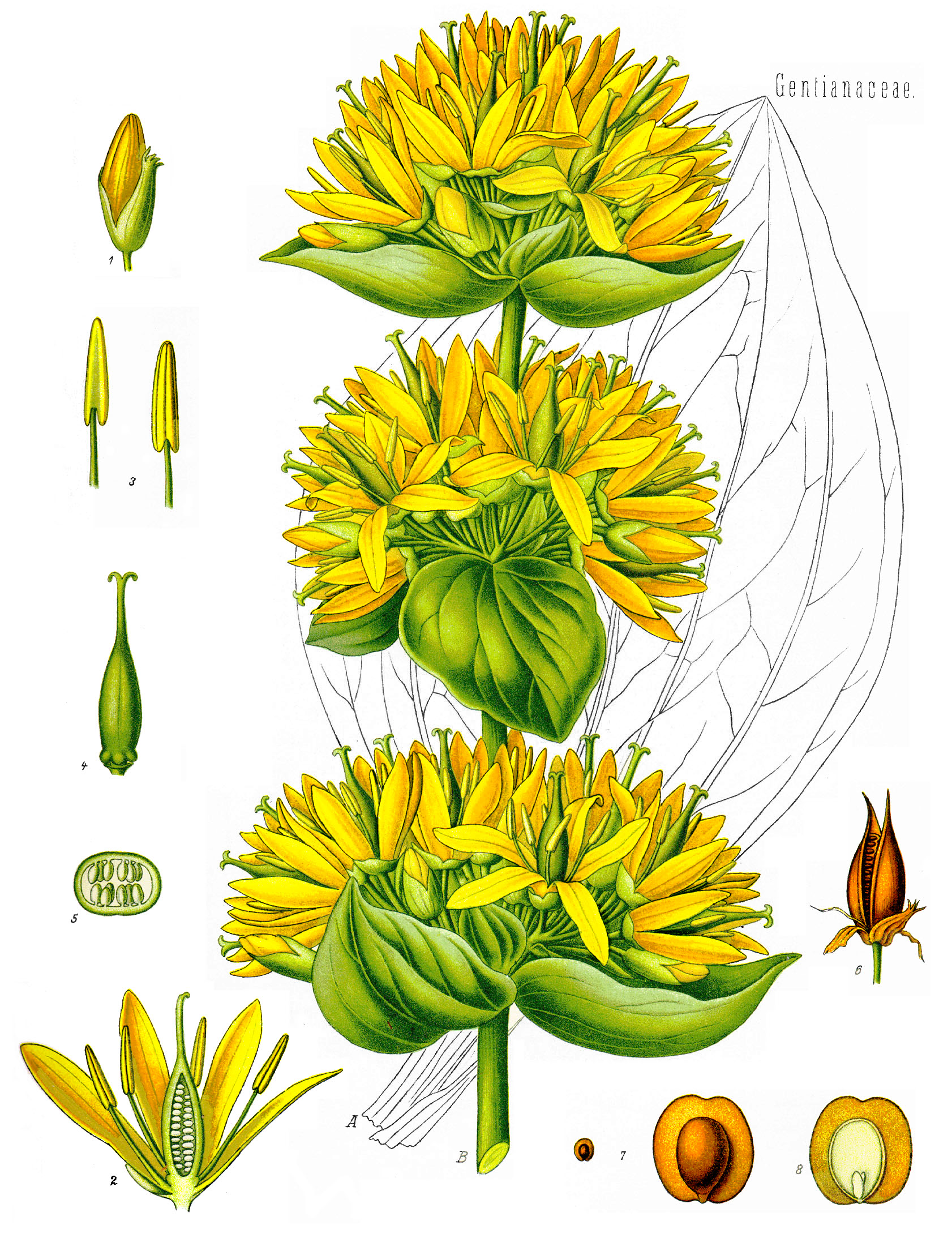
Gentiana lutea L.
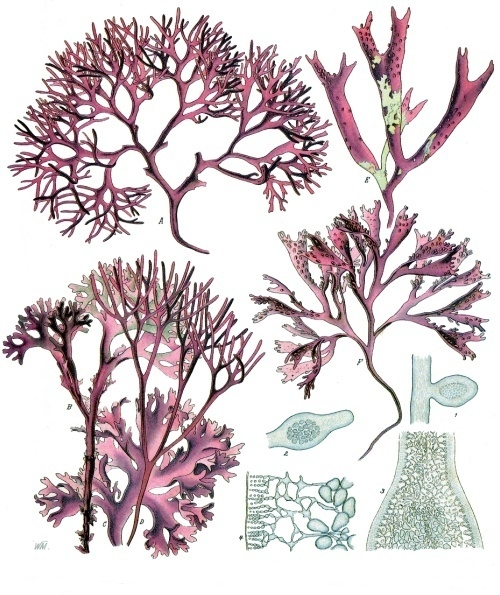
Gigartina mamillosa J.Ag.
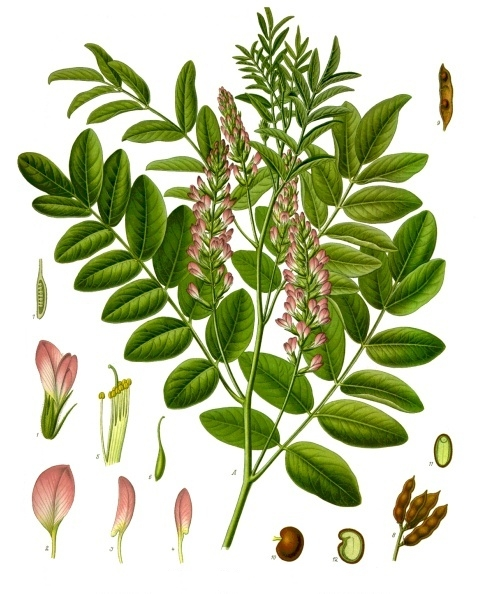
Glycyrrhiza glabra L.
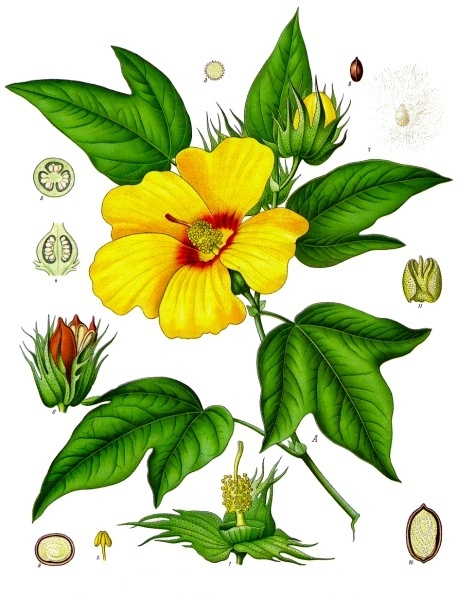
Gossypium barbadense L.
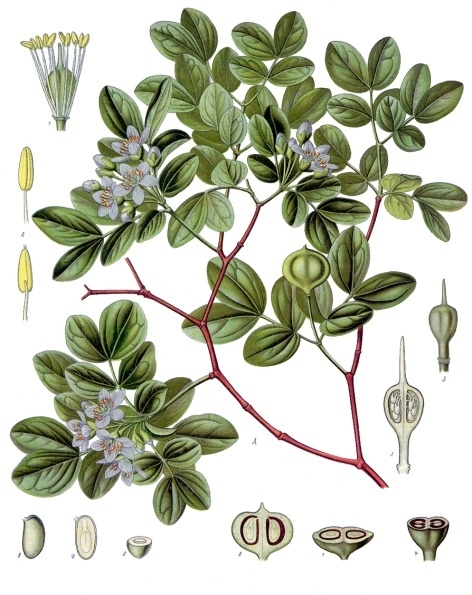
Guaiacum officinale L.
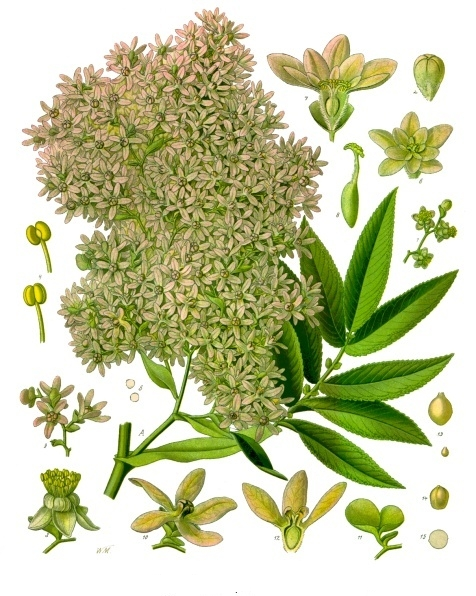
Hagenia abyssinica (Bruce) J.F.Gmel.
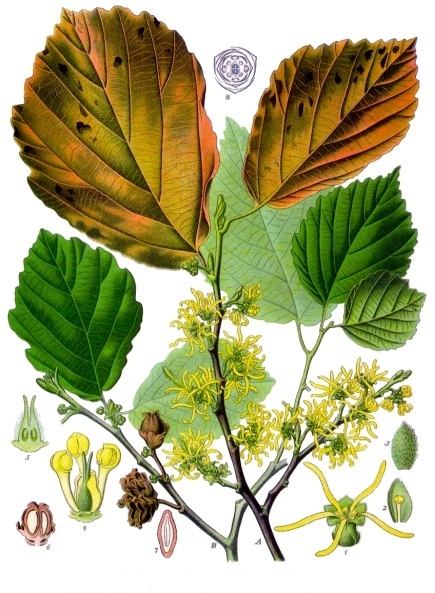
Hamamelis virginiana L.
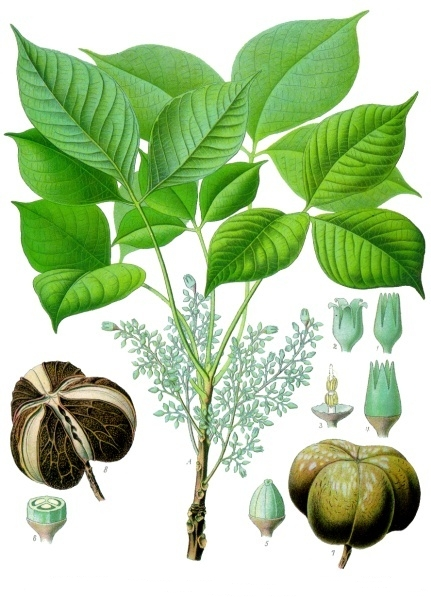
Hevea brasiliensis (Willd. ex A.Juss.) Mull.Arg.
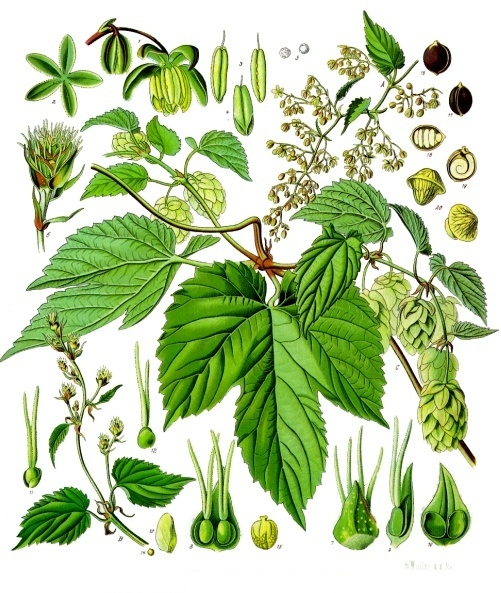
Humulus lupulus L.
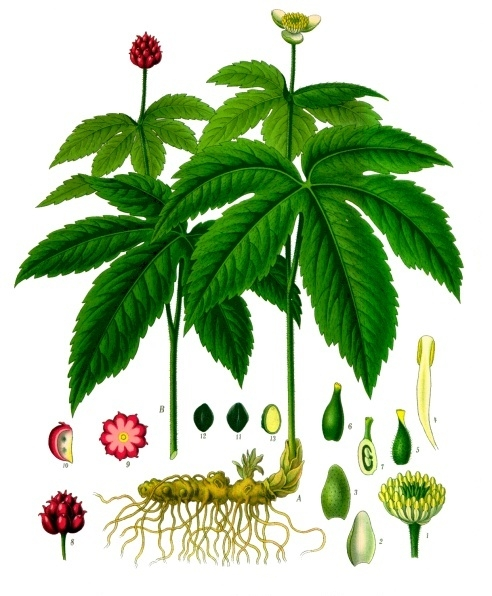
Hydrastis canadensis L.
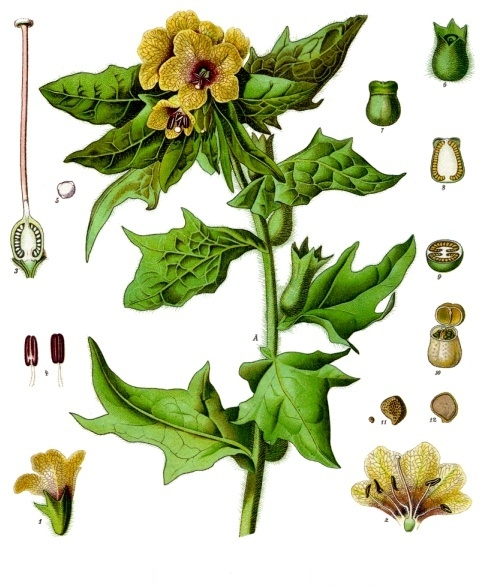
Hyoscyamus niger L.
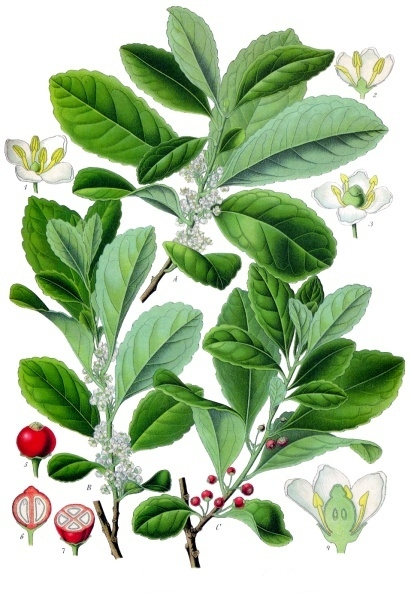
Ilex paraguariensis A.St.-Hil.
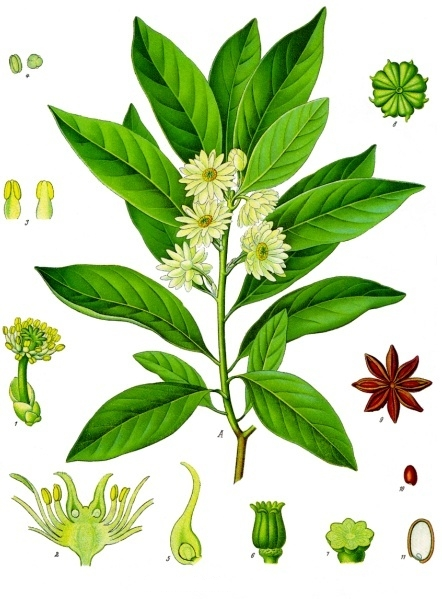
Illicium anisatum L.
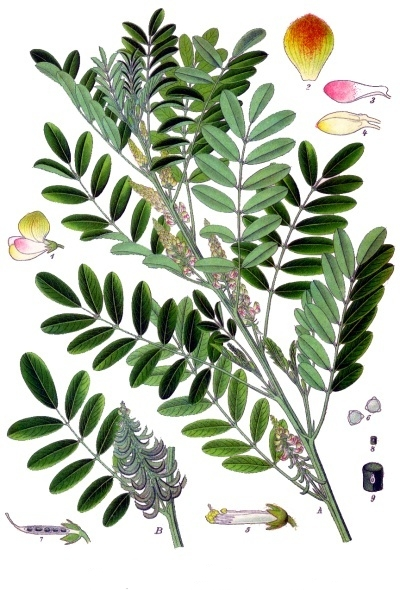
Indigofera suffruticosa Mill.
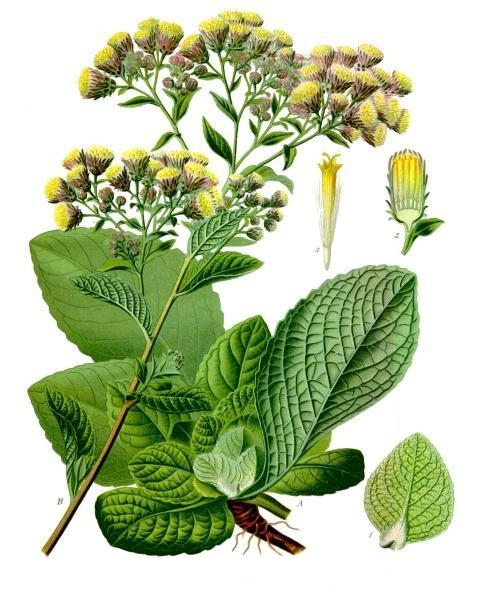
Inula conyzae (Griess.) Meikle
Inula helenium L.
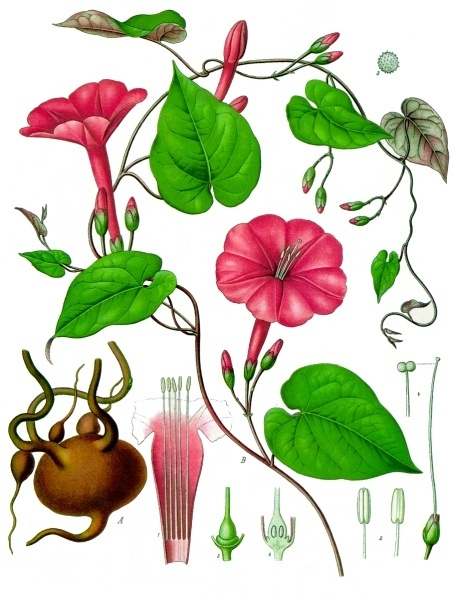
Ipomoea purga (Wender.) Hayne
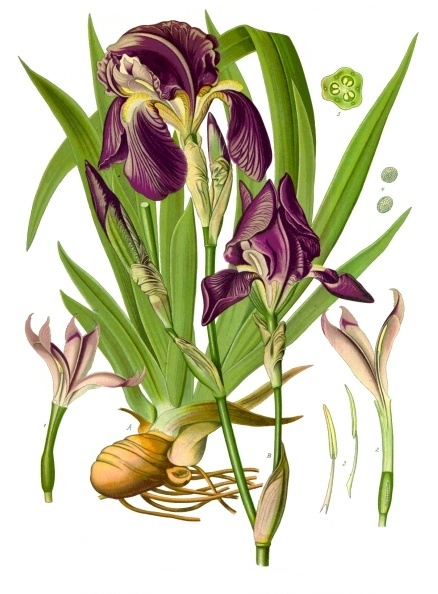
Iris germanica L.
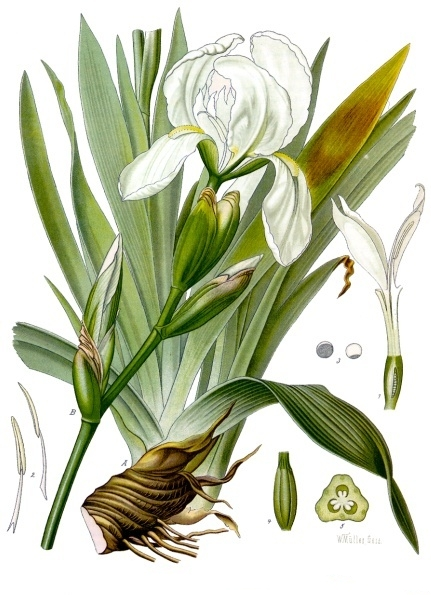
Iris germanica L. var. florentina Dykes
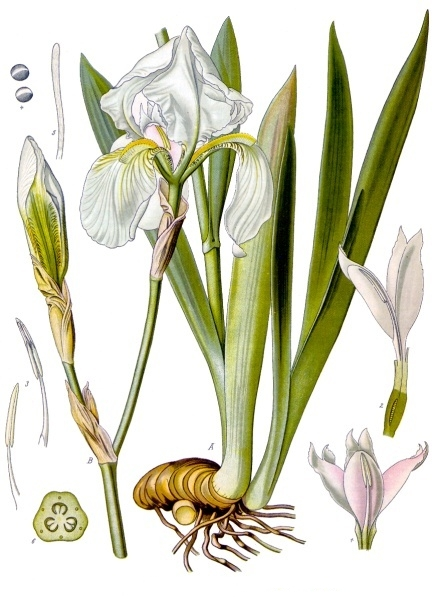
Iris pallida Lam.
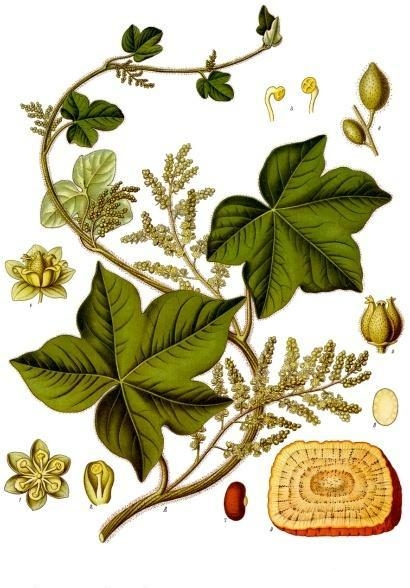
Jateorhiza palmata (Lam.) Miers
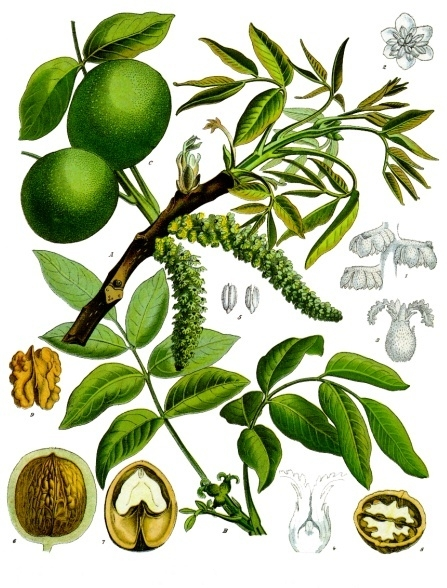
Juglans regia L.
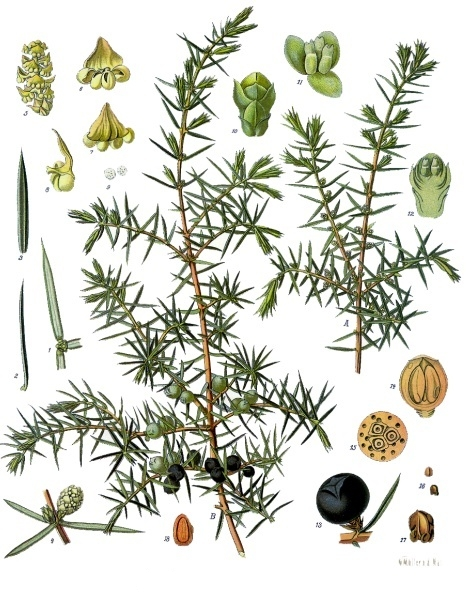
Juniperus communis L.
Juniperus oxycedrus L.
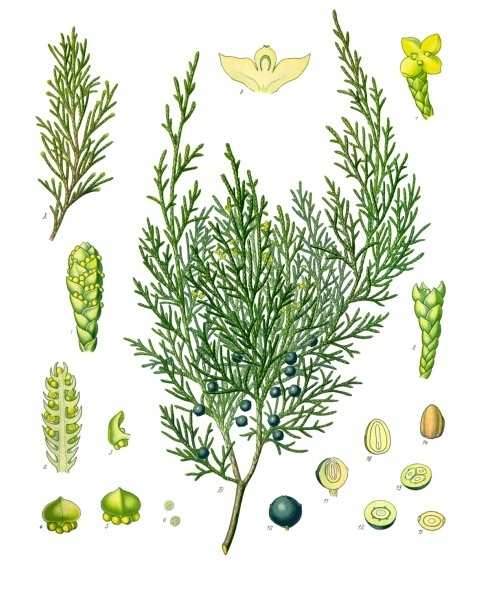
Juniperus sabina L.
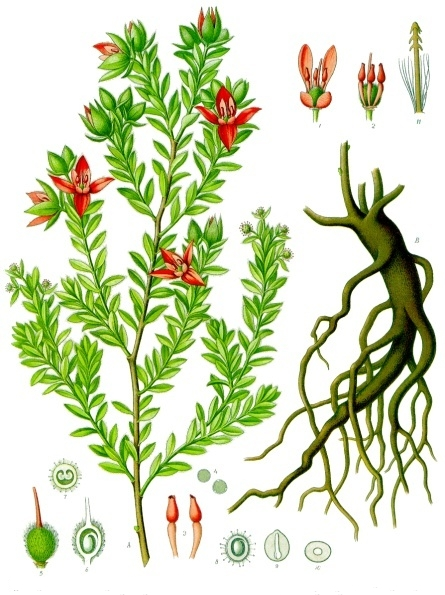
Krameria lappacea (Dombey) Burdet & B.B.Simpson
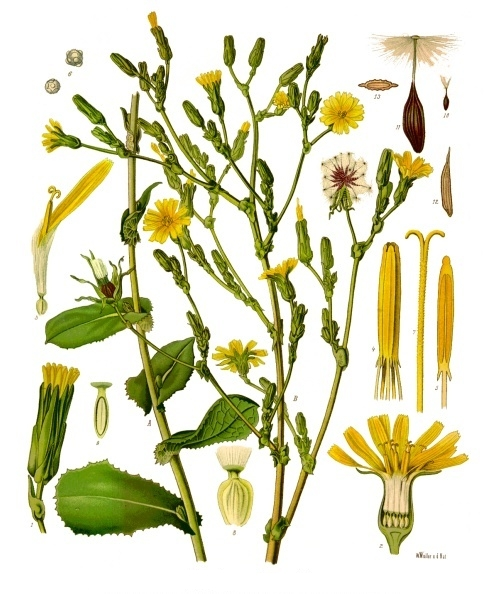
Lactuca virosa L.
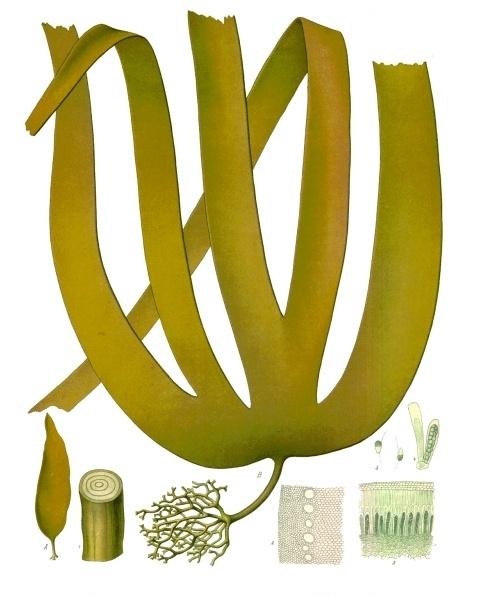
Laminaria cloustoni
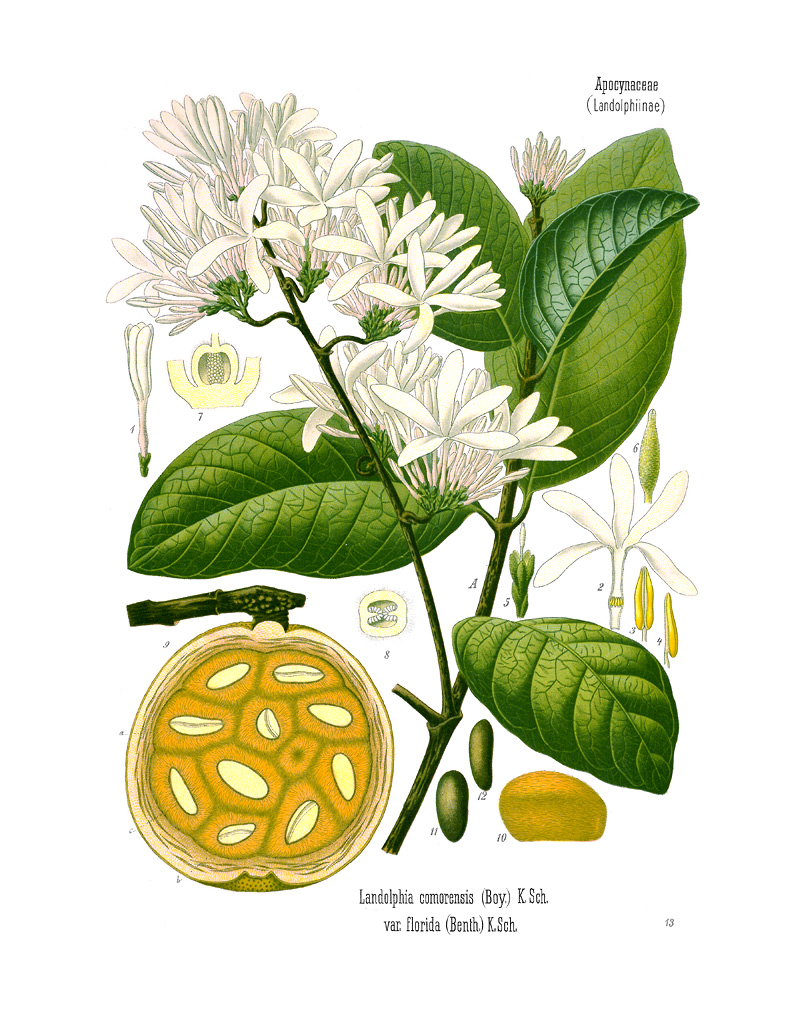
Landolphia comorensis (Boy.) K.Sch. var. florida (Benth.) K.Sch.
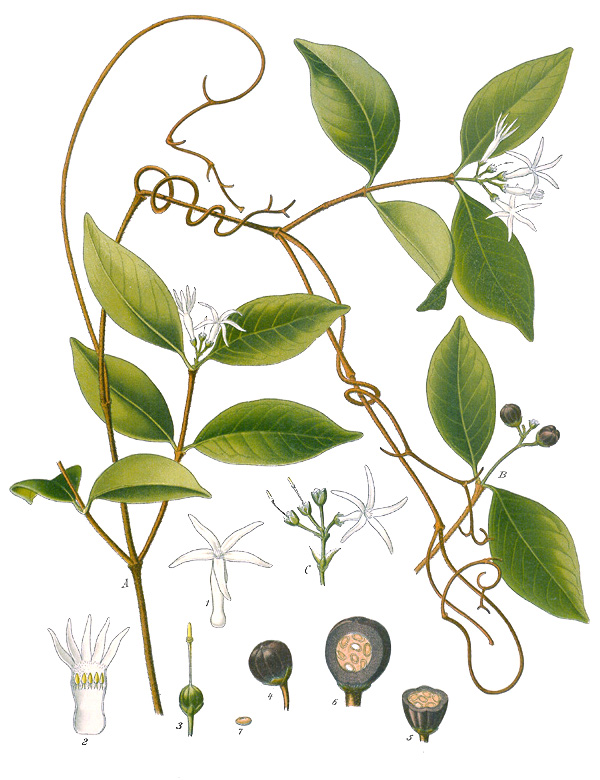
Landolphia watsoniana Vogtherr
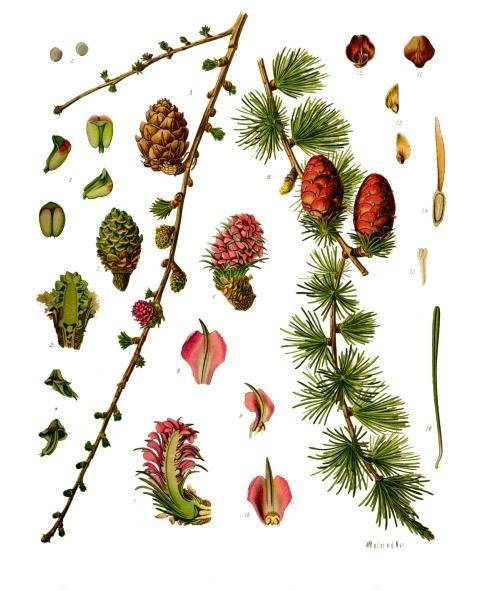
Larix decidua Mill.
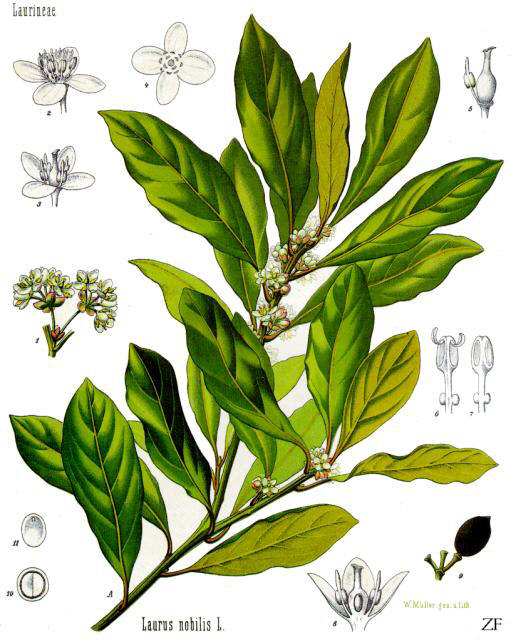
Laurus nobilis L.
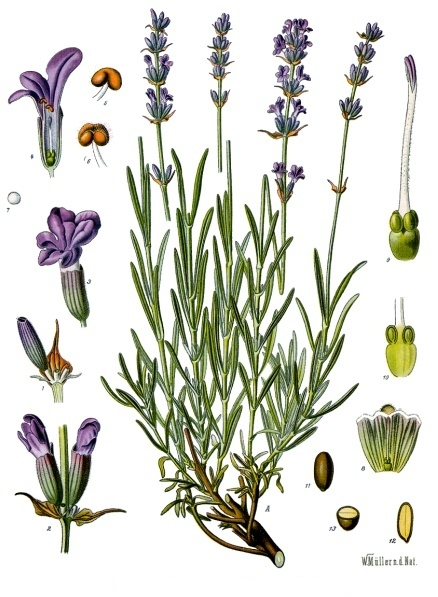
Lavandula angustifolia Mill.
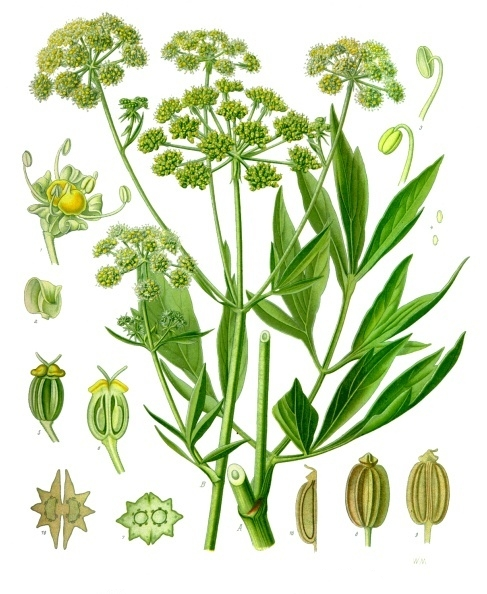
Levisticum officinale W.D.J.Koch
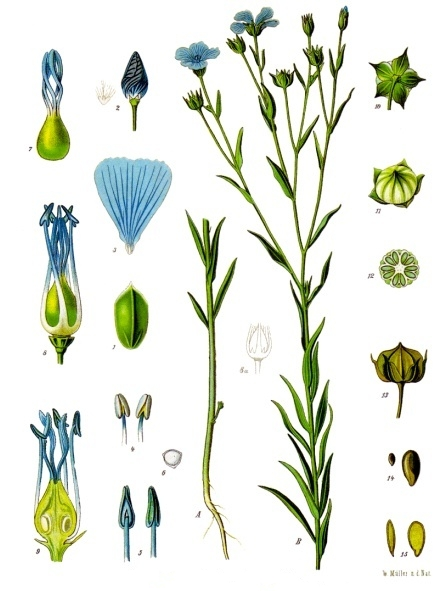
Linum usitatissimum L.
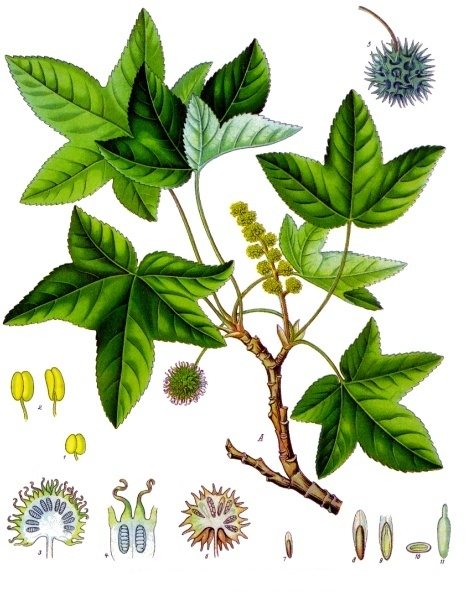
Liquidambar orientalis Miller
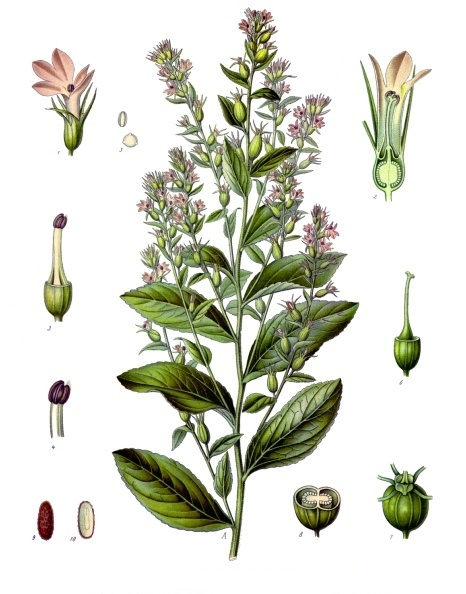
Lobelia inflata L.
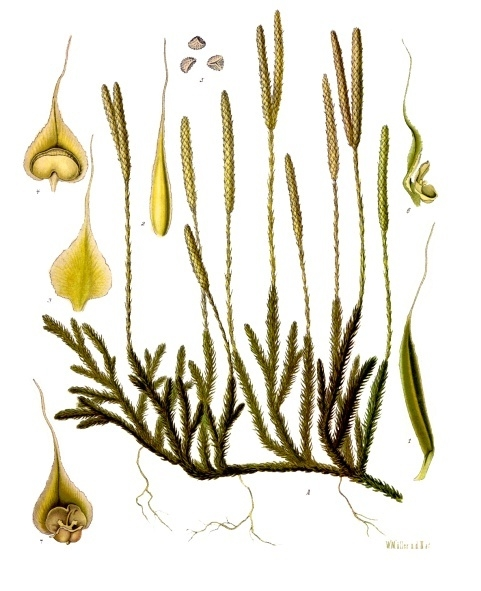
Lycopodium clavatum L.
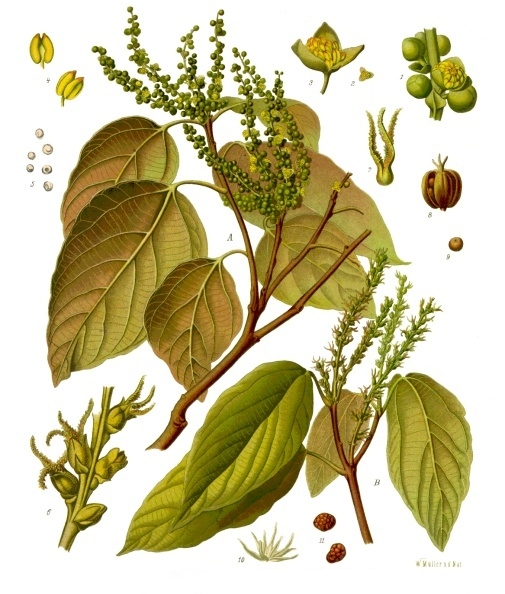
Mallotus philippensis (Lam.) Mull.Arg.
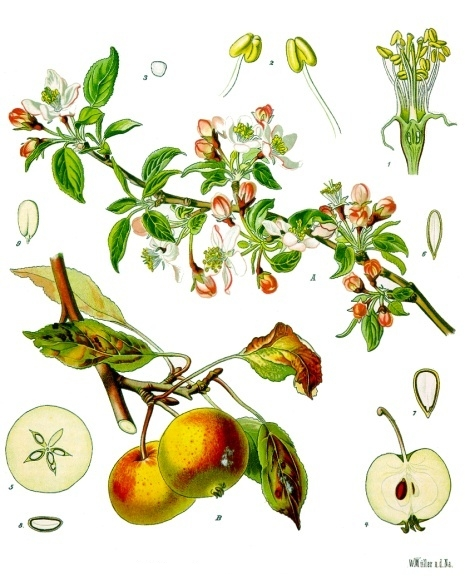
Malus domestica Borkh.
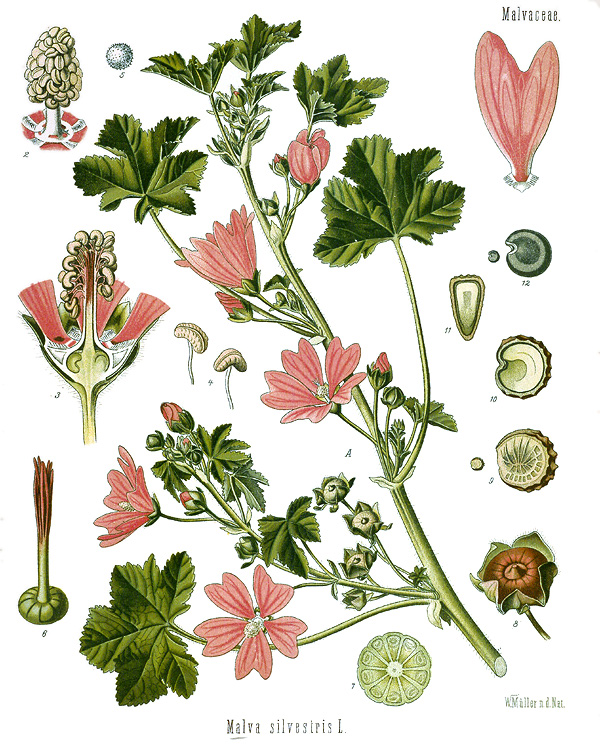
Malva sylvestris L.
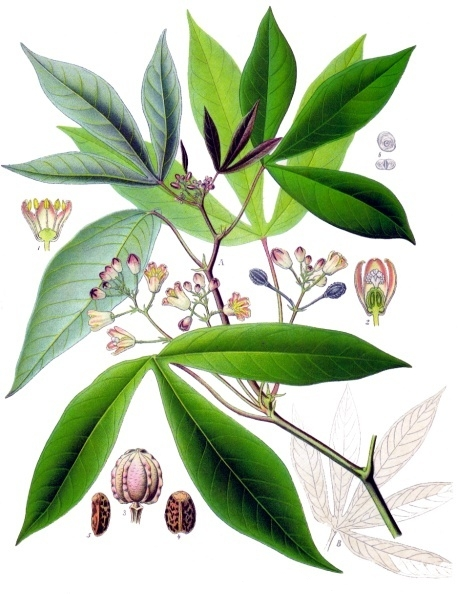
Manihot esculenta Crantz
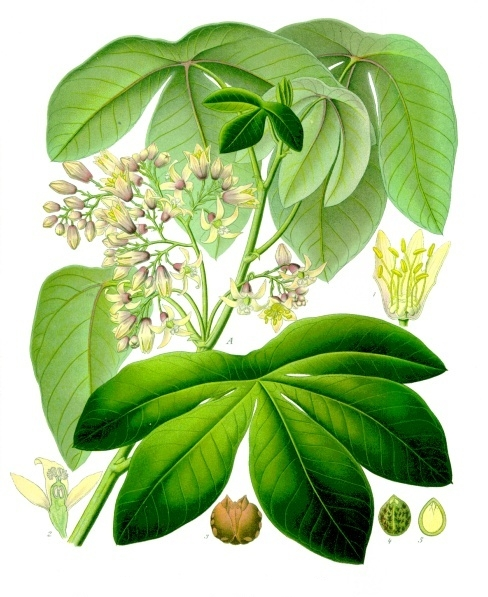
Manihot glaziovii Müll.Arg.
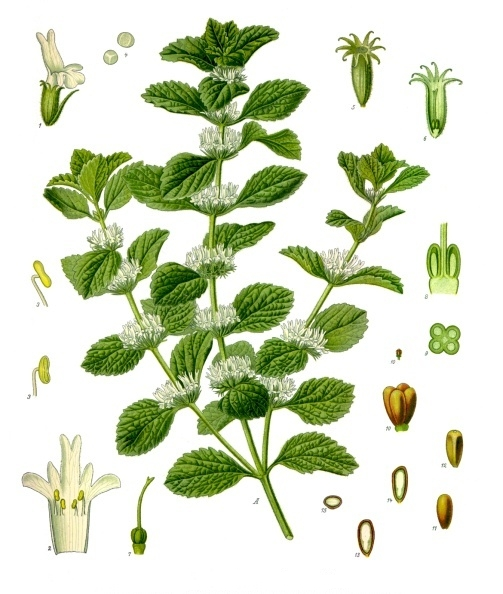
Marrubium vulgare L.
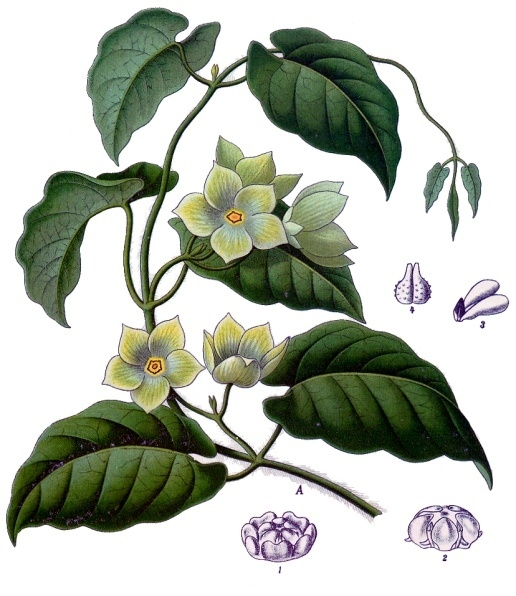
Matelea denticulata (Vahl) Fontella & E.A.Schwarz
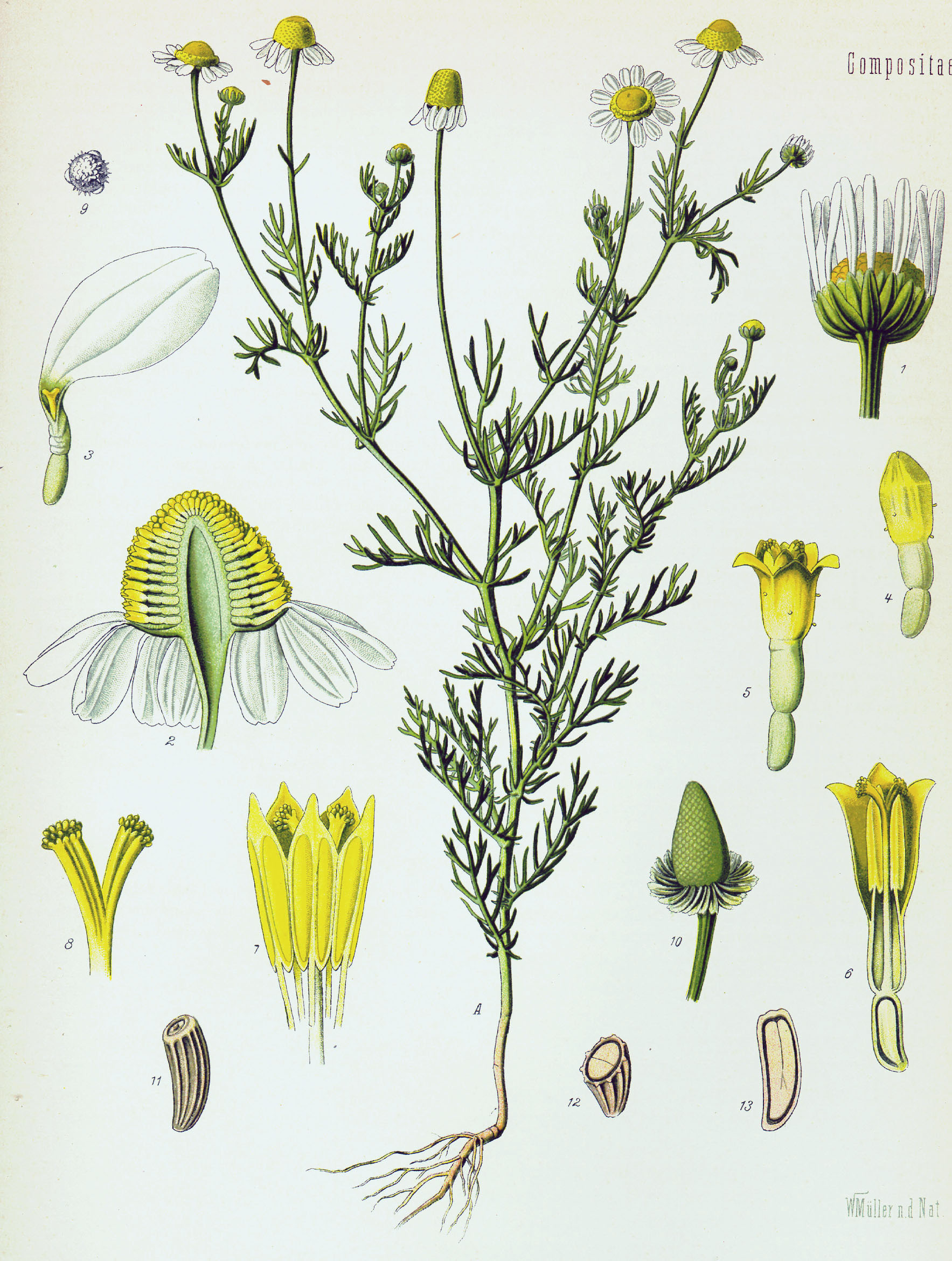
Matricaria chamomilla L. (bajo el sinónimo Matricaria recutita L.)
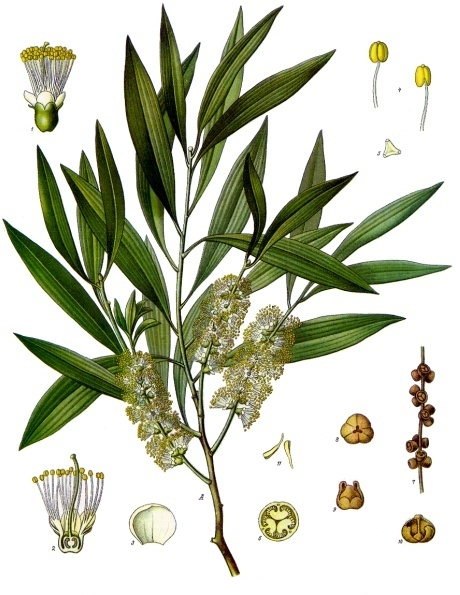
Melaleuca leucadendra (L.) L.
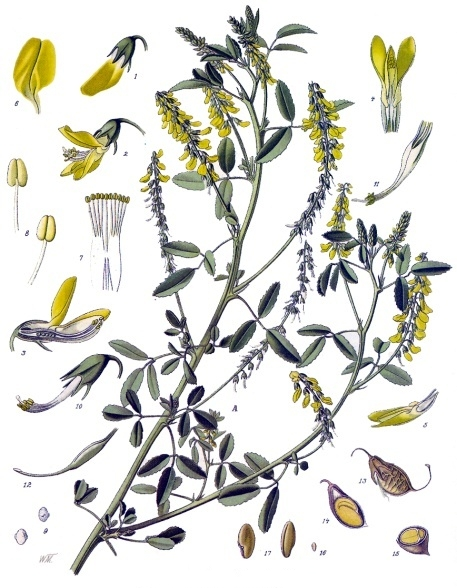
Melilotus officinalis Lam.
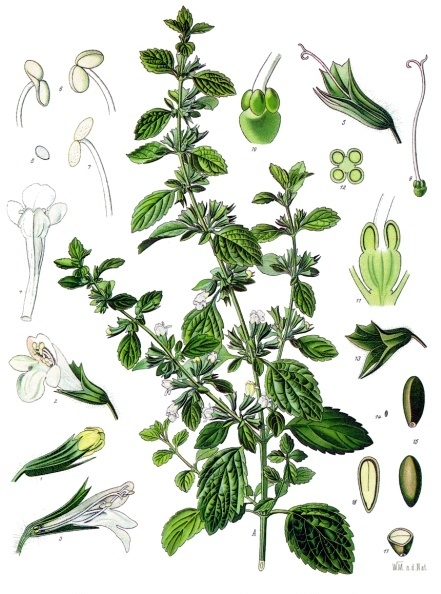
Melissa officinalis L.
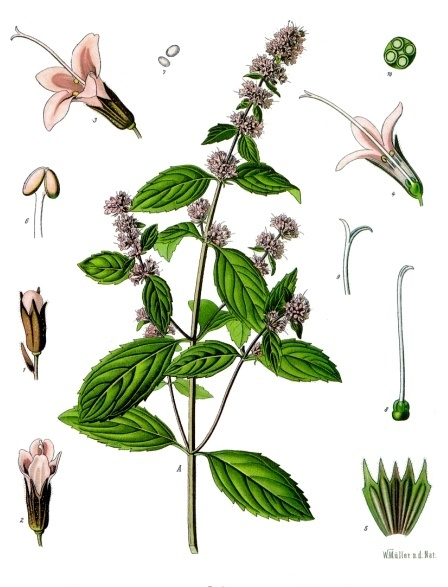
Mentha piperita L.
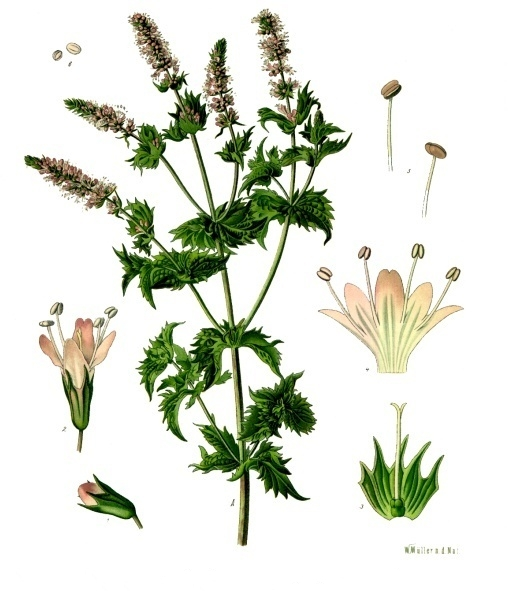
Mentha spicata L. var. crispata Schrad.
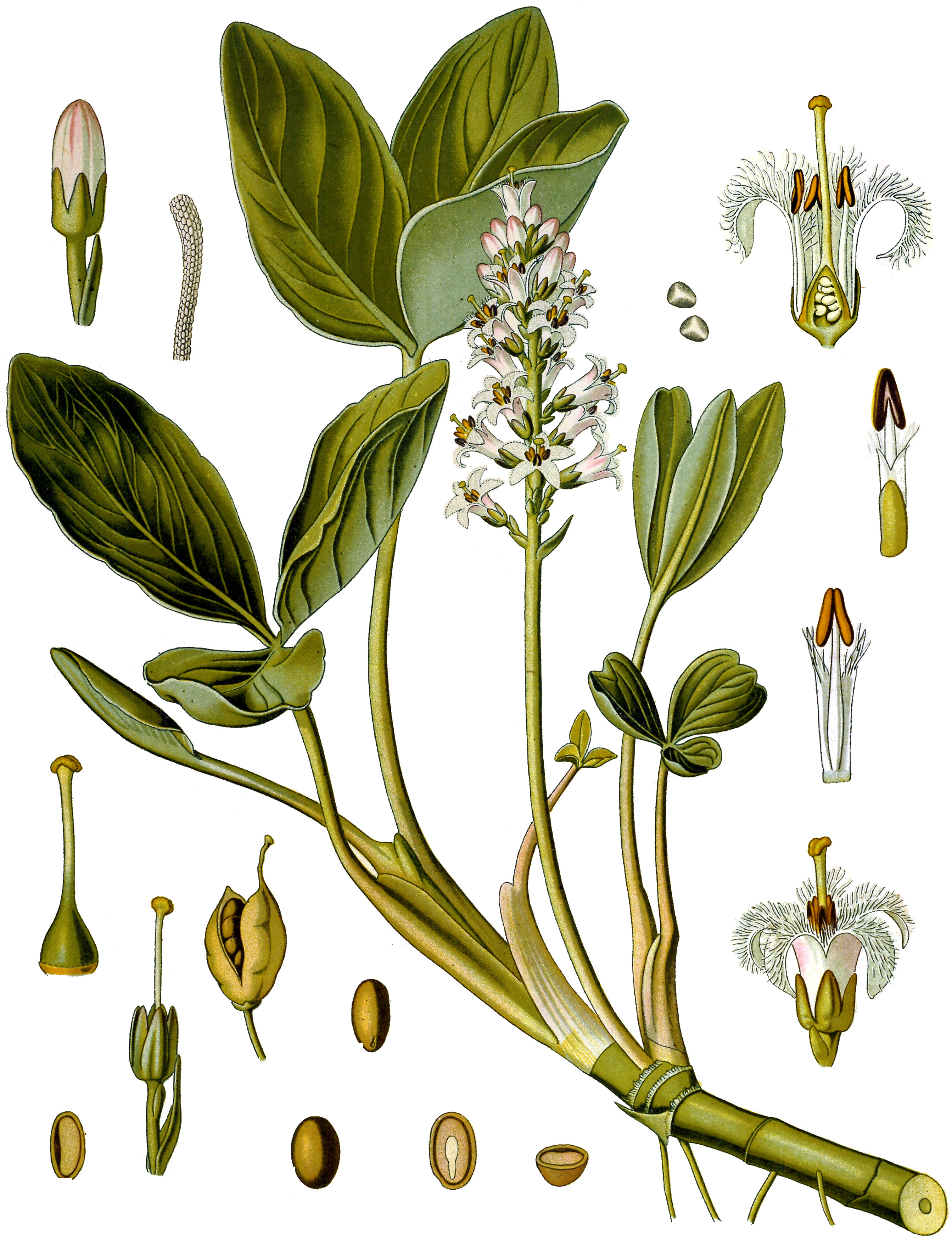
Menyanthes trifoliata L.
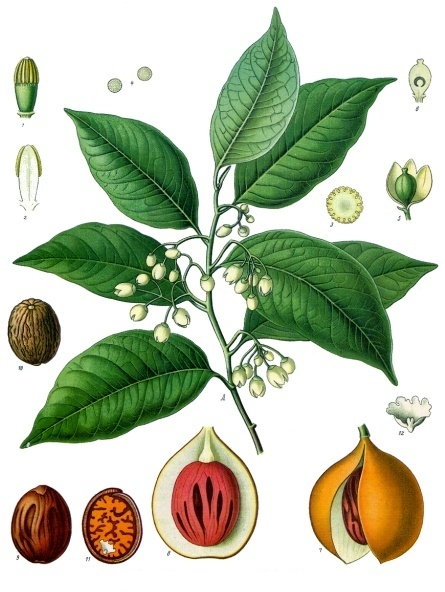
Myristica fragrans Houtt.
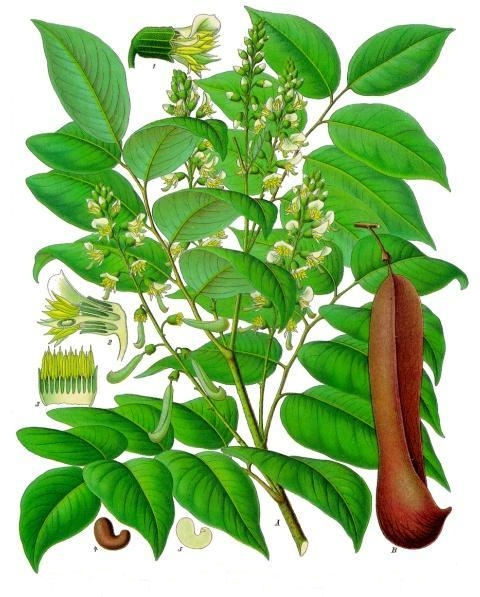
Myroxylon balsamum (L.) Harms var. balsamum
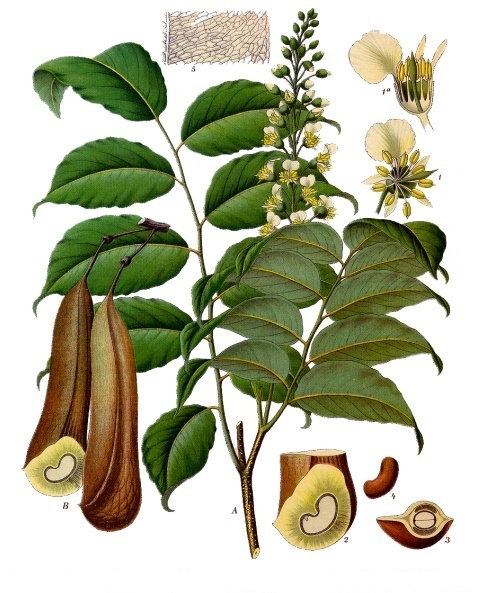
Myroxylon balsamum var. pereirae (Royle) Harms
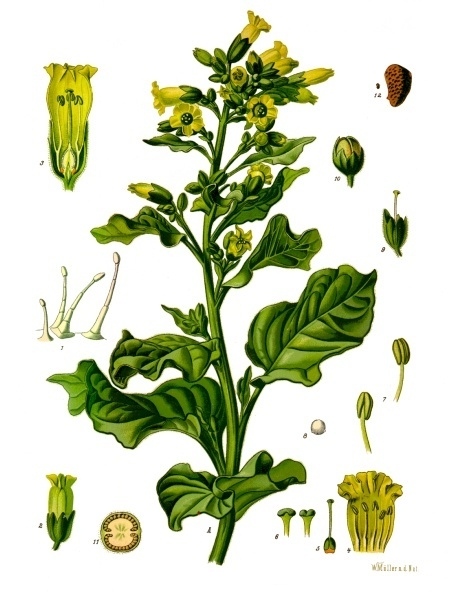
Nicotiana rustica L.
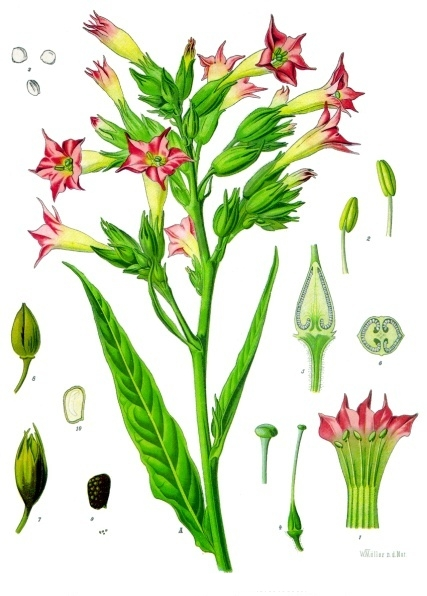
Nicotiana tabacum L.
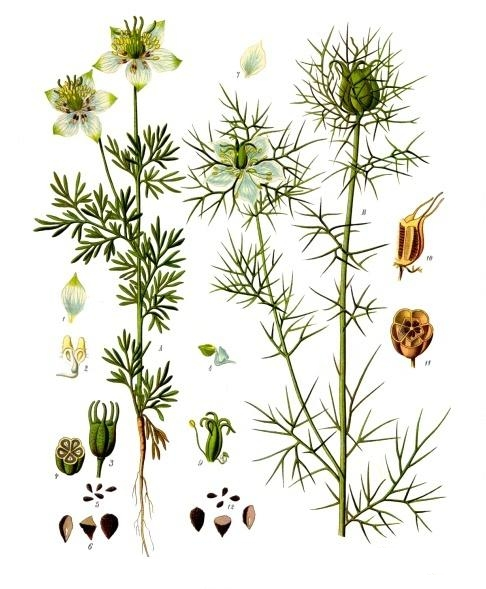
Nigella sativa L.
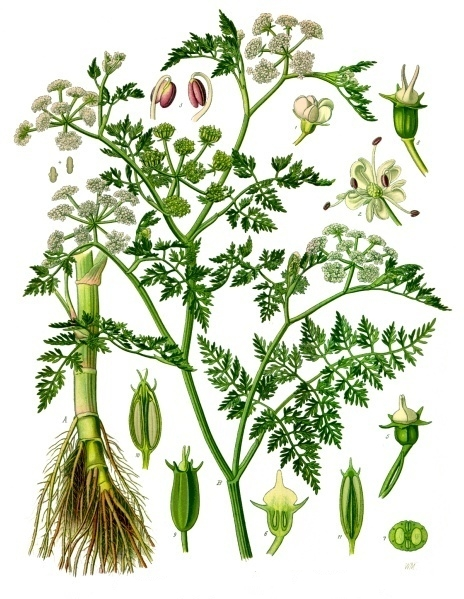
Oenanthe aquatica (L.) Poir.
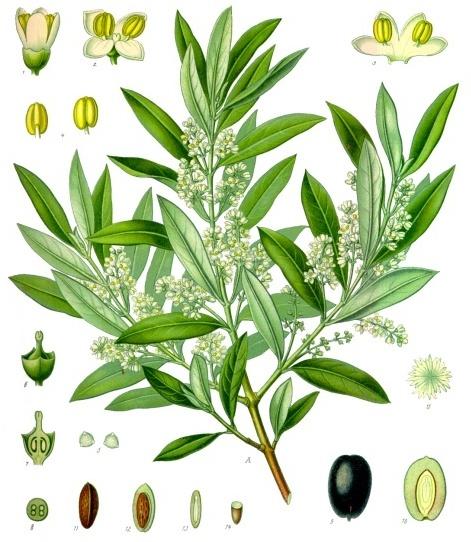
Olea europaea L.
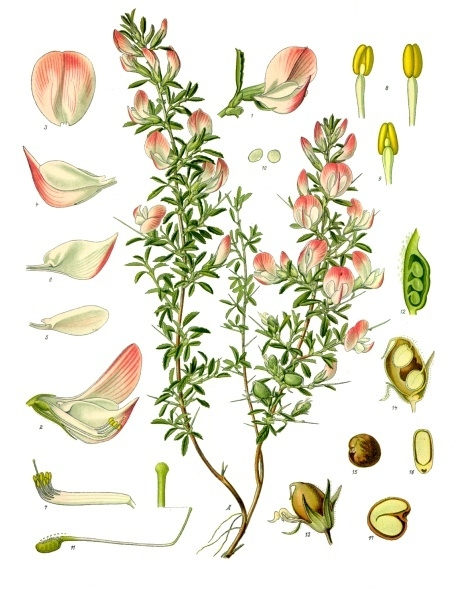
Ononis spinosa L.
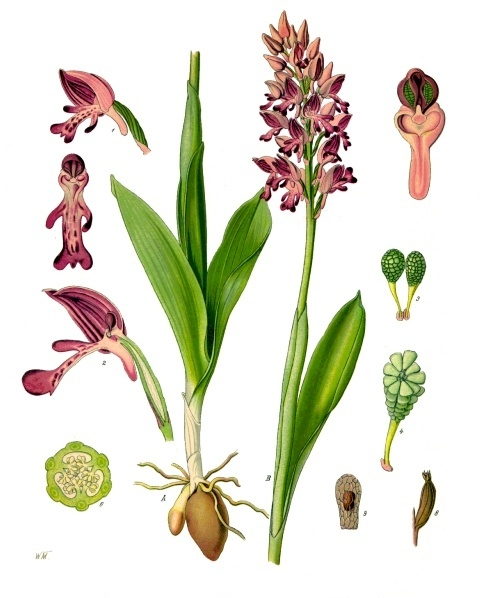
Orchis militaris L.
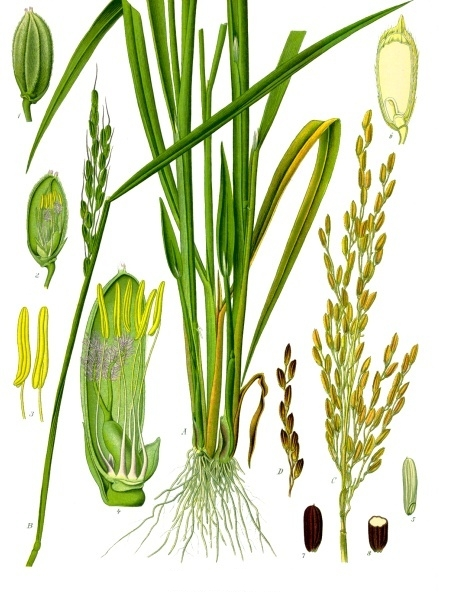
Oryza sativa L.
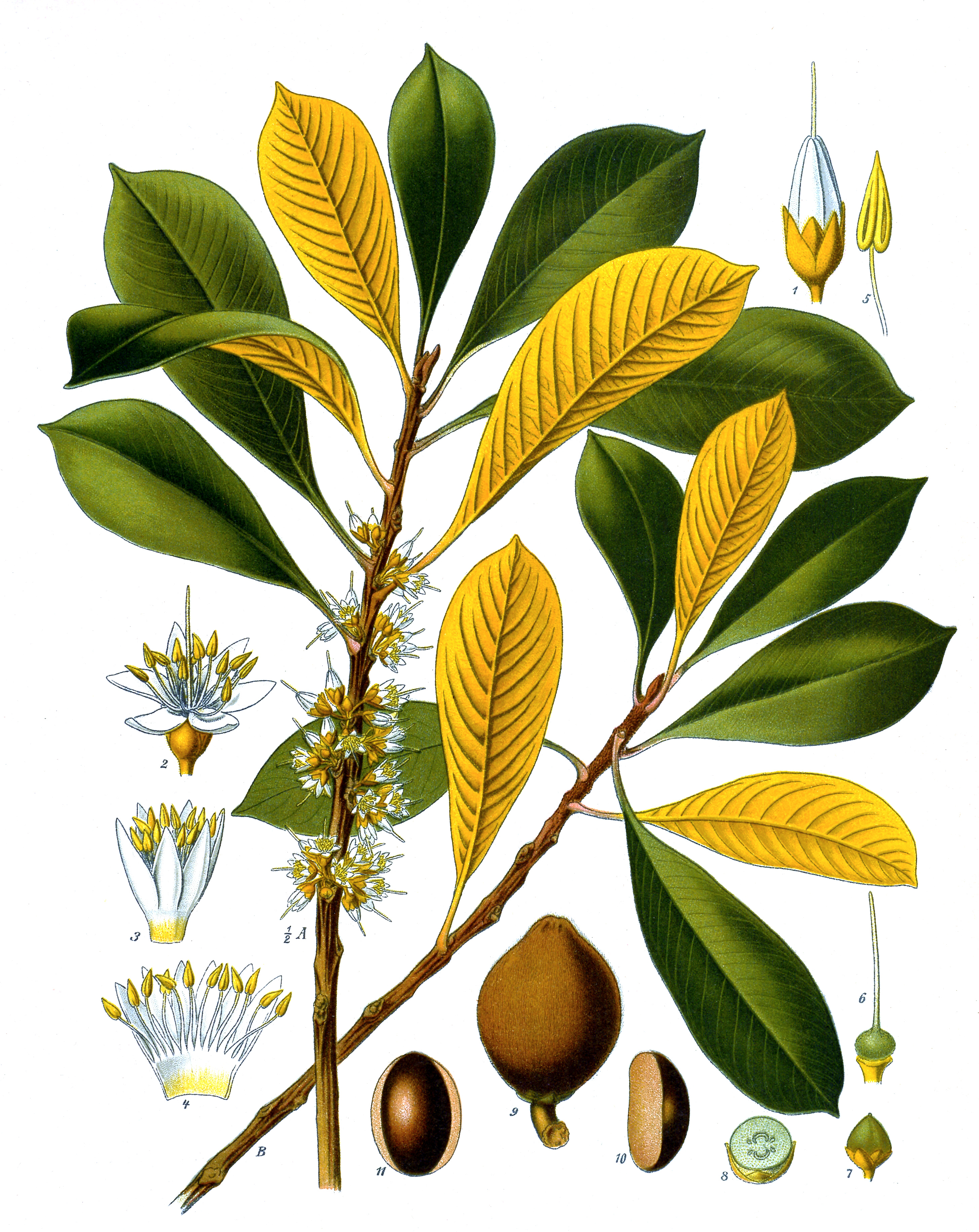
Palaquium gutta (Hook.) Baill.
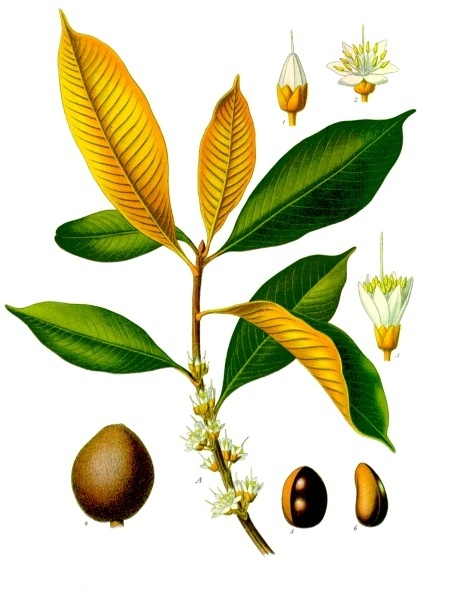
Palaquium oblongifolium Burck
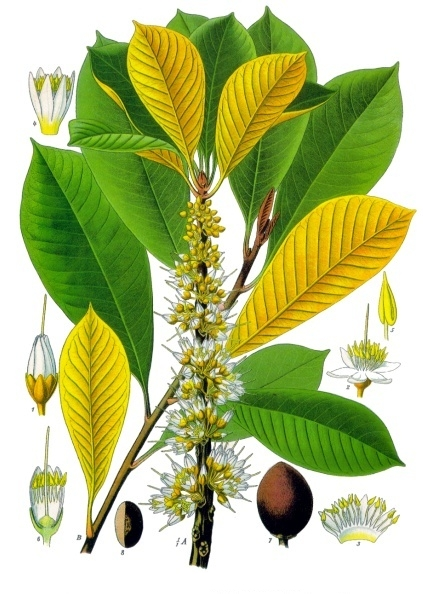
Palaquium treubii Burck.
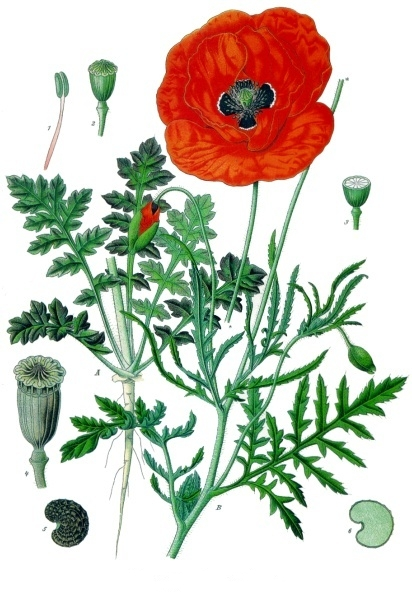
Papaver rhoeas L.
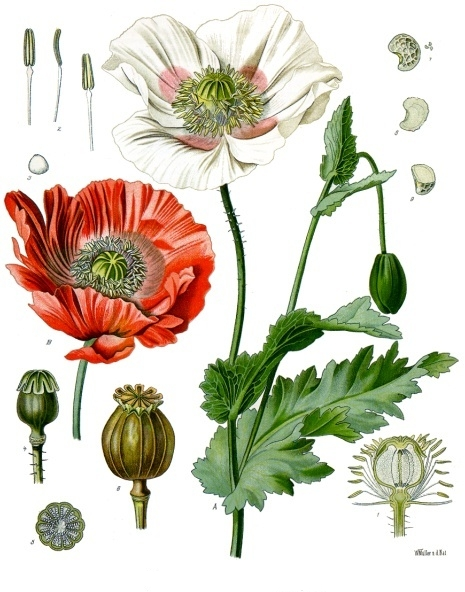
Papaver somniferum L.
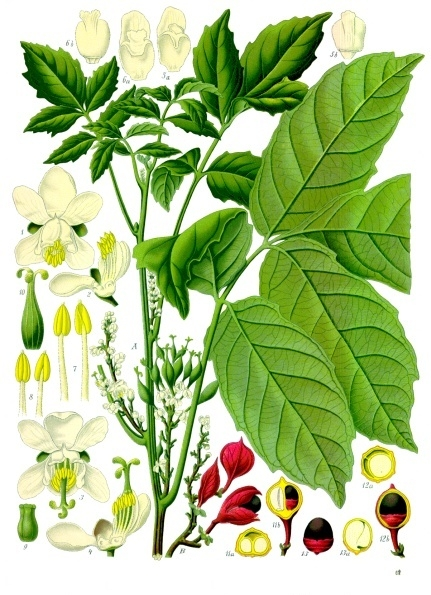
Paullinia cupana Kunth
Petroselinum crispum (Mill.) Nyman ex A.W.Hill
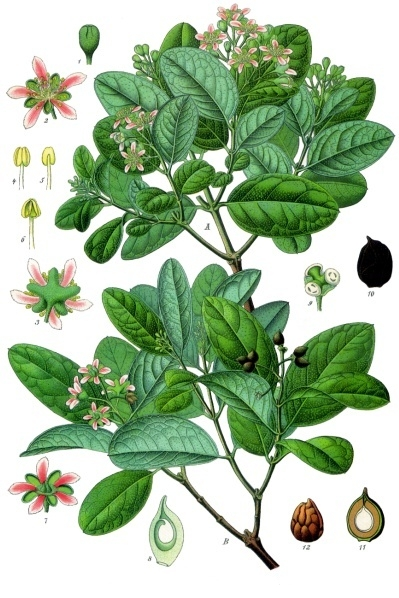
Peumus boldus Molina
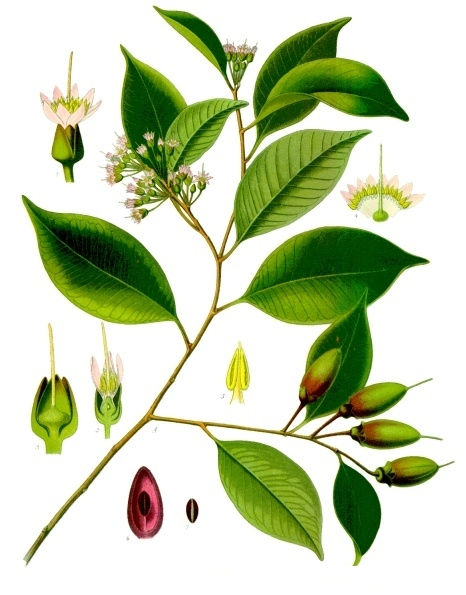
Payena leeri (Teijsm. & Binn.) Kurz
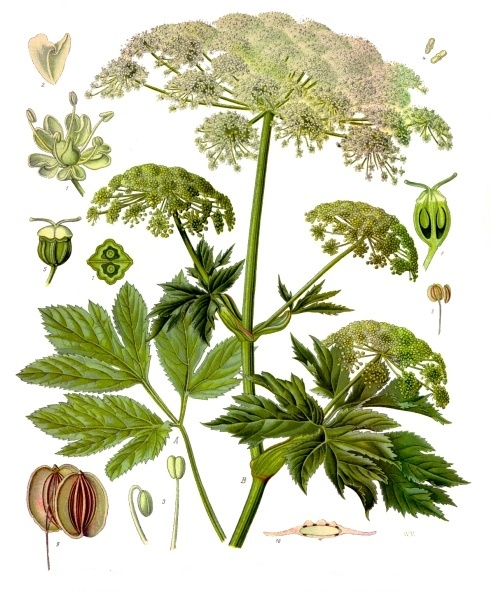
Peucedanum ostruthium (L.) W. D. J. Koch
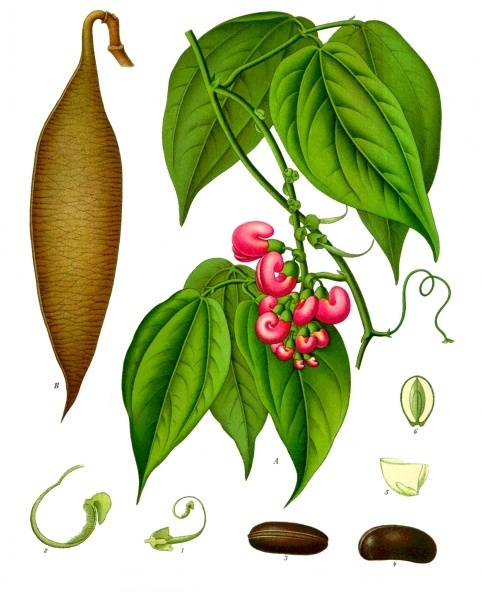
Physostigma venenosum Balf.
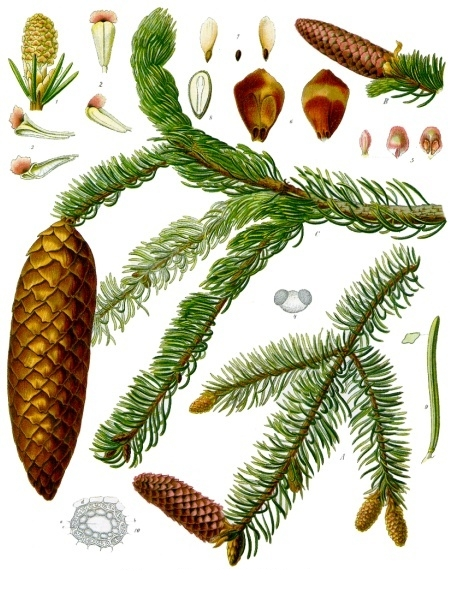
Picea abies (L.) H.Karst.
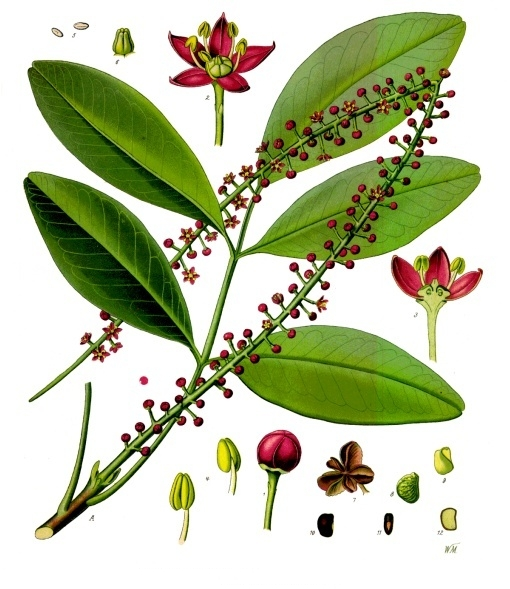
Pilocarpus pennatifolius Lem.
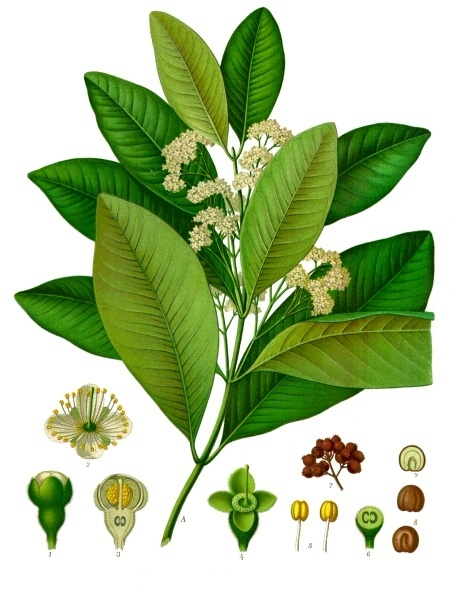
Pimenta dioica (L.) Merr.
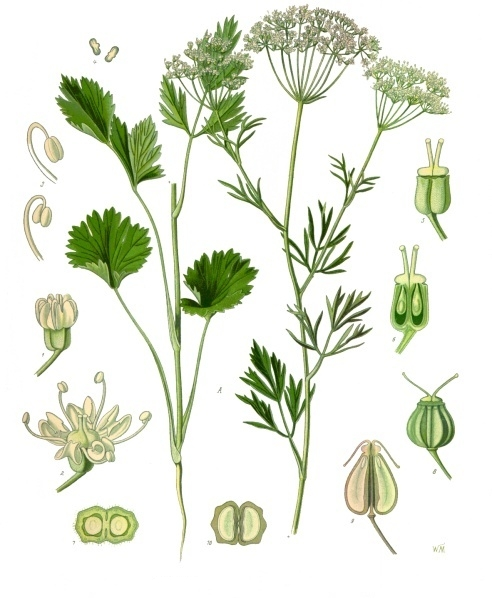
Pimpinella anisum L.
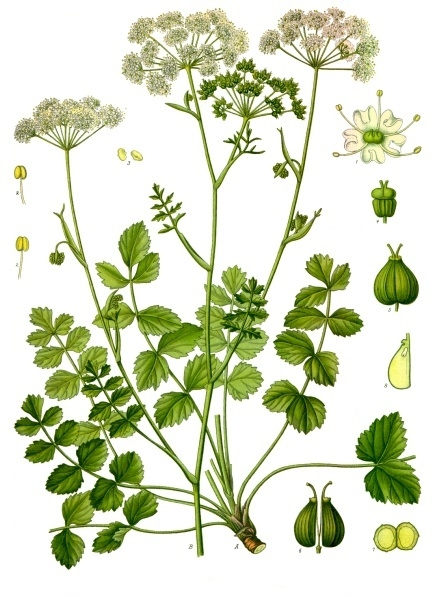
Pimpinella saxifraga L.
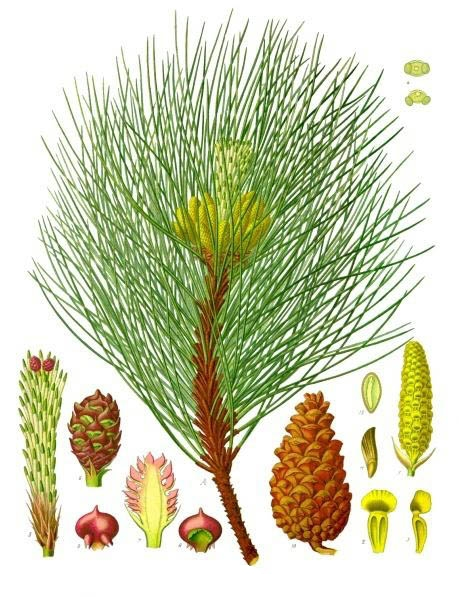
Pinus nigra Arnold
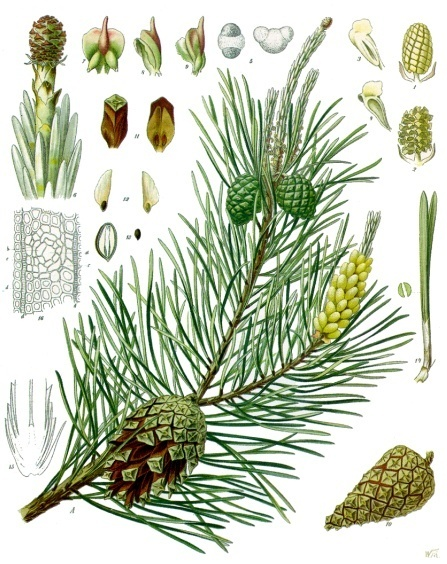
Pinus sylvestris L.
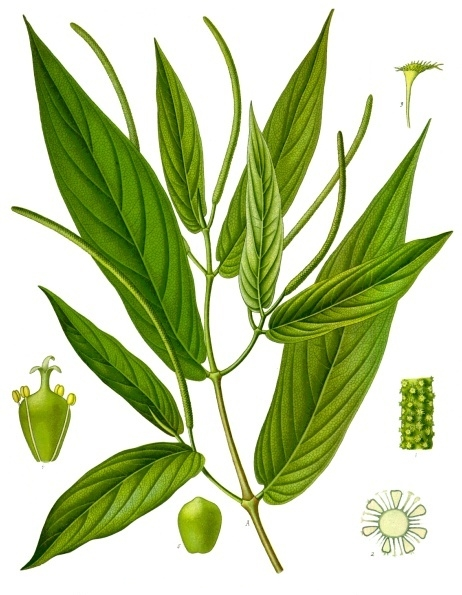
Piper angustifolium Lam.
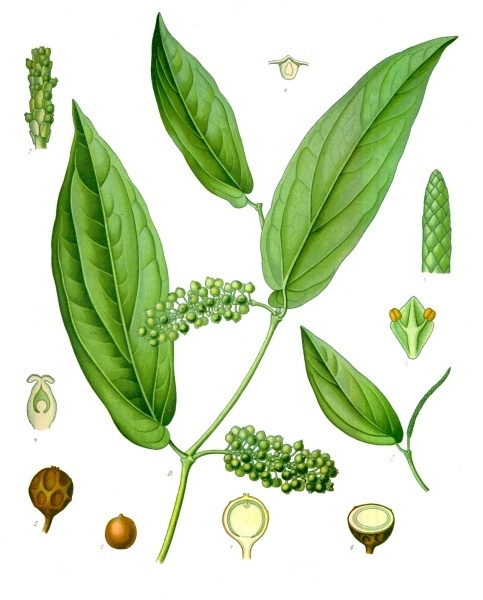
Piper cubeba L.f.
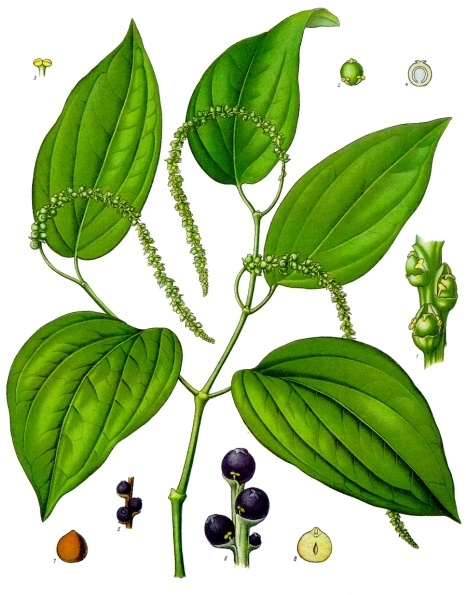
Piper nigrum L.
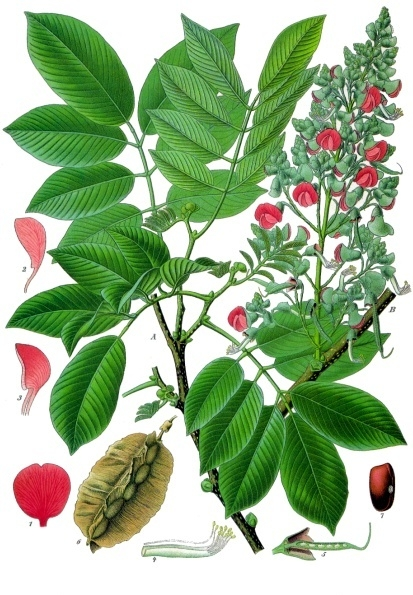
Piscidia piscipula (L.) Sarg.
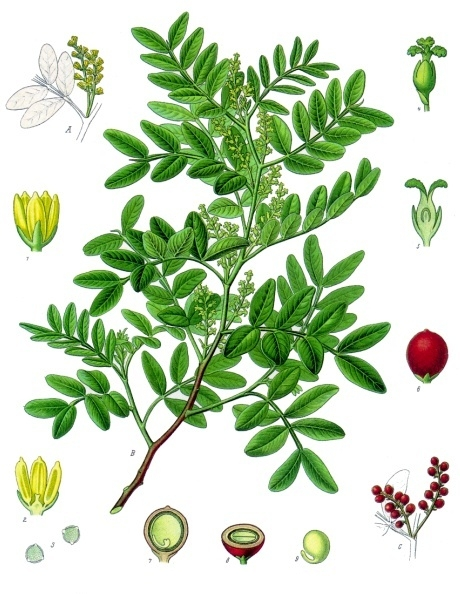
Pistacia lentiscus L.
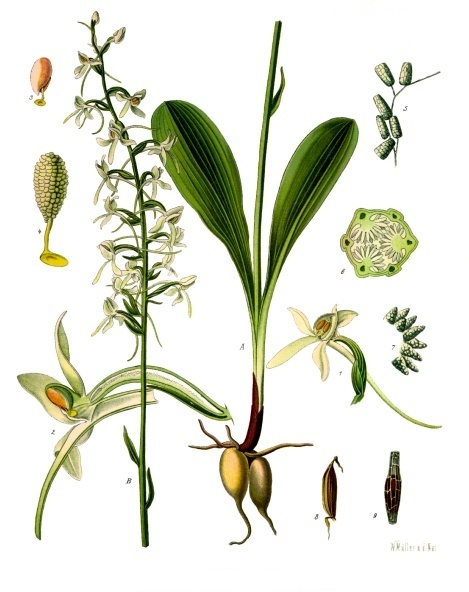
Platanthera bifolia (L.) Rich.
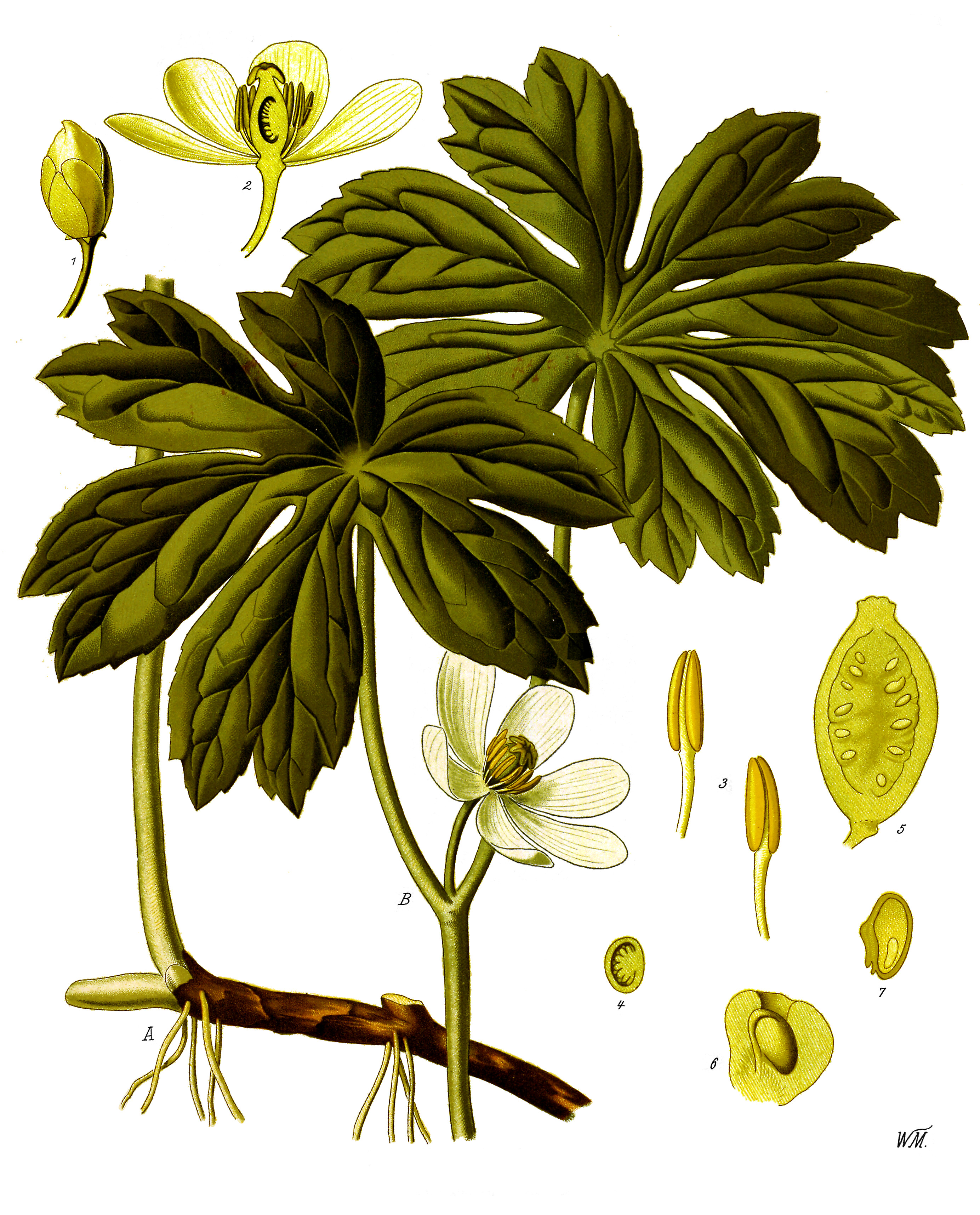
Podophyllum peltatum L.
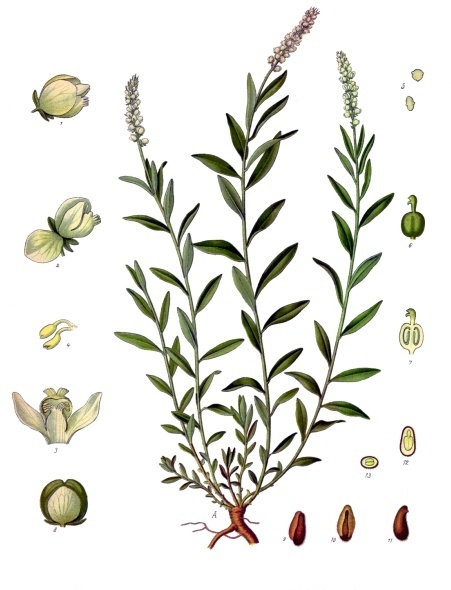
Polygala senega L.
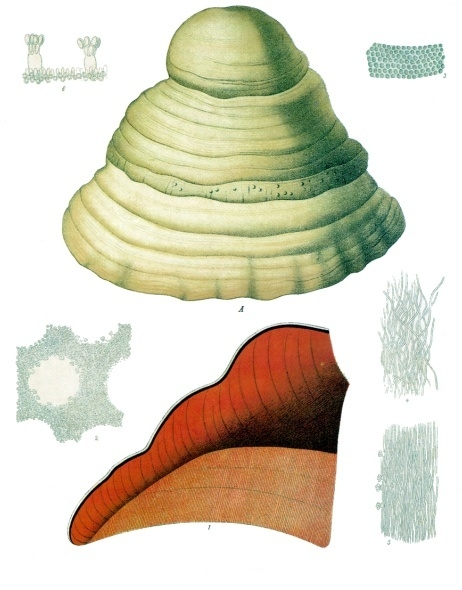
Polyporus fomentarius Fries
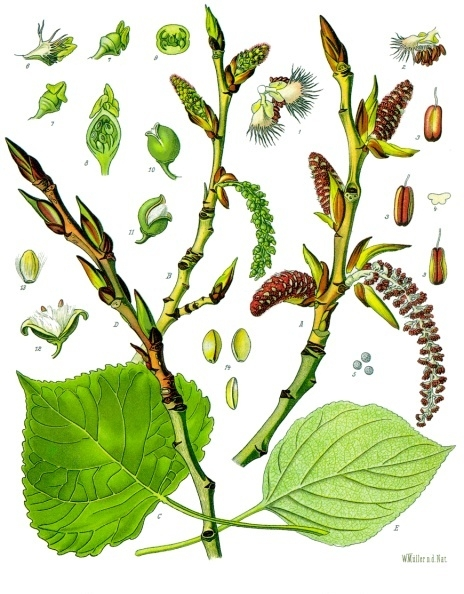
Populus nigra L.
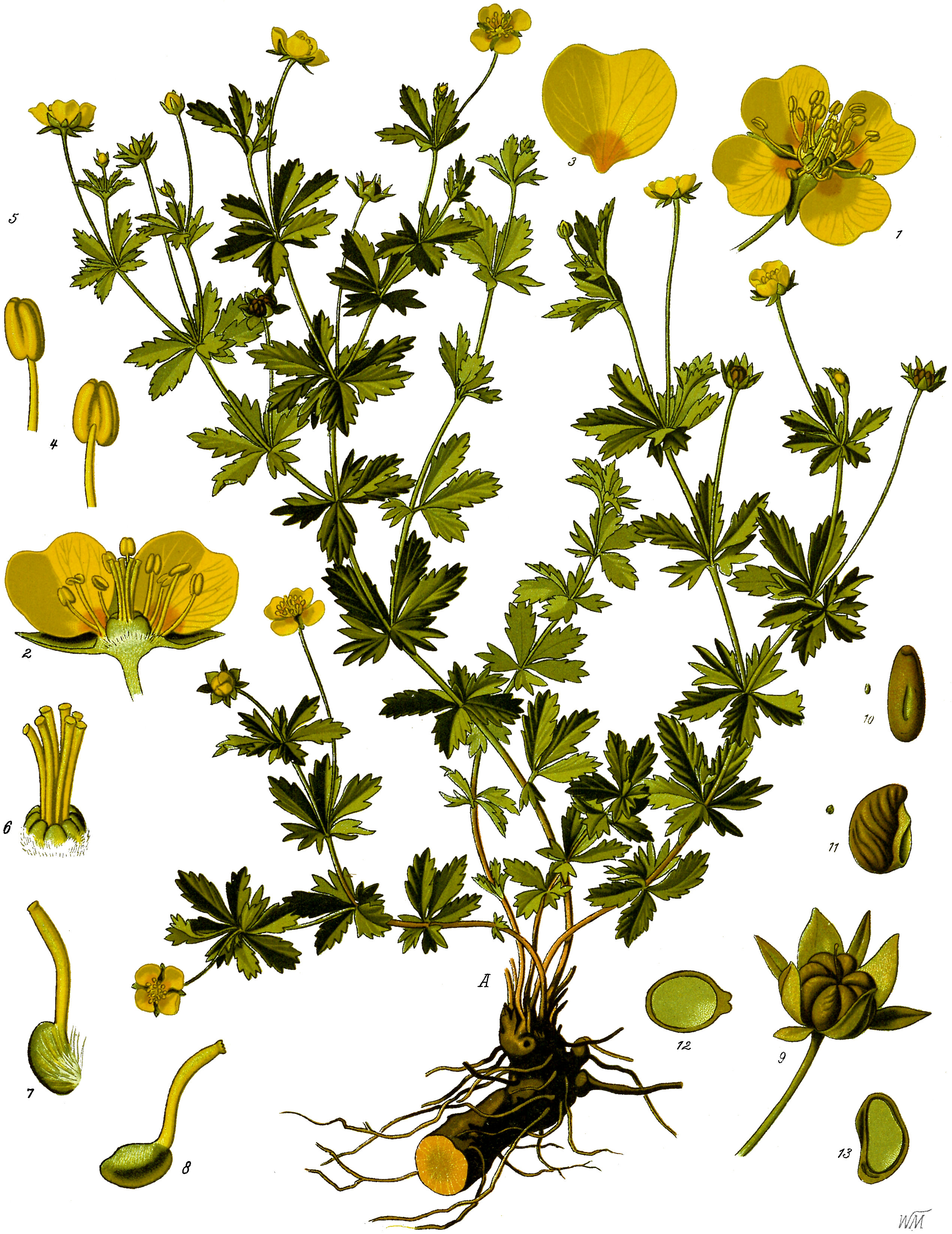
Potentilla erecta (L.) Raeusch.
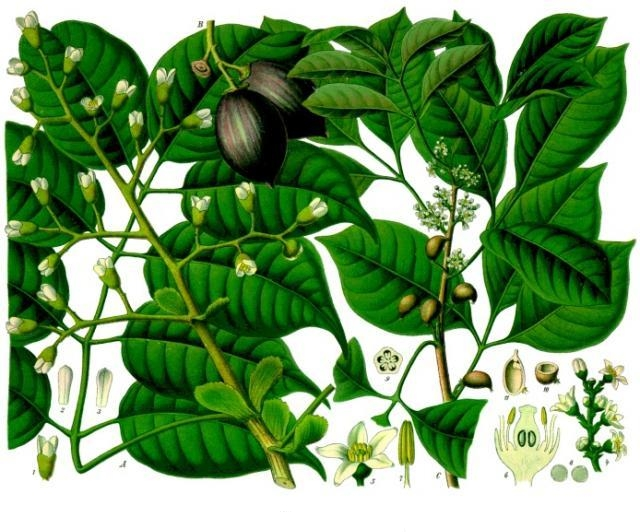
Protium icicariba DC.
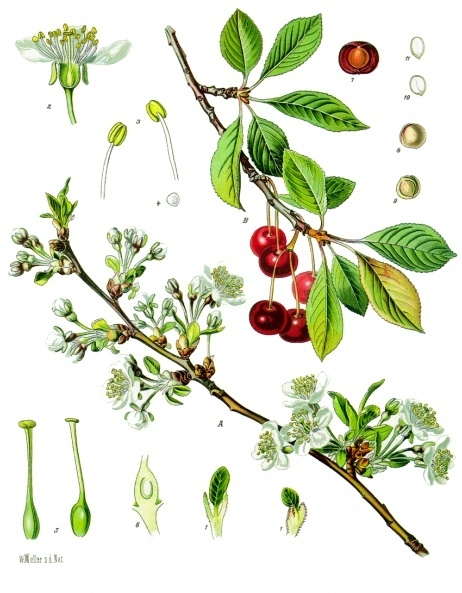
Prunus cerasus L.
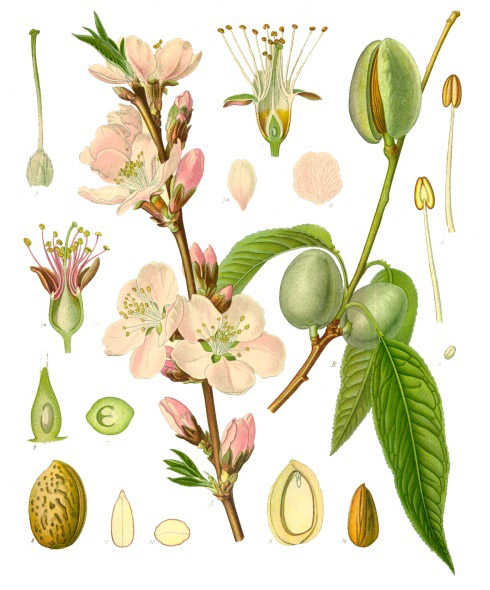
Prunus dulcis (Mill.) D.A.Webb var. amara
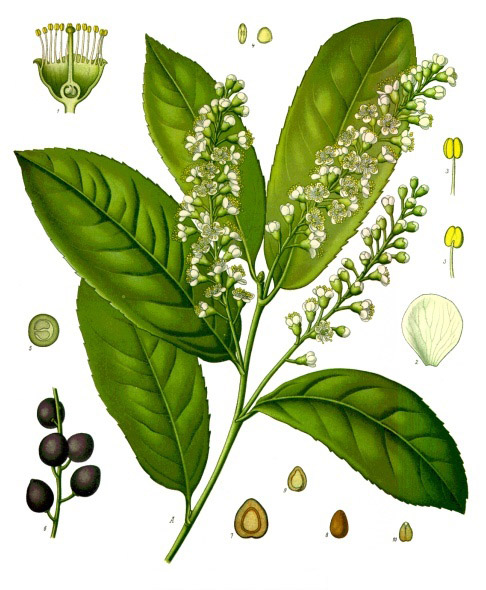
Prunus laurocerasus L.
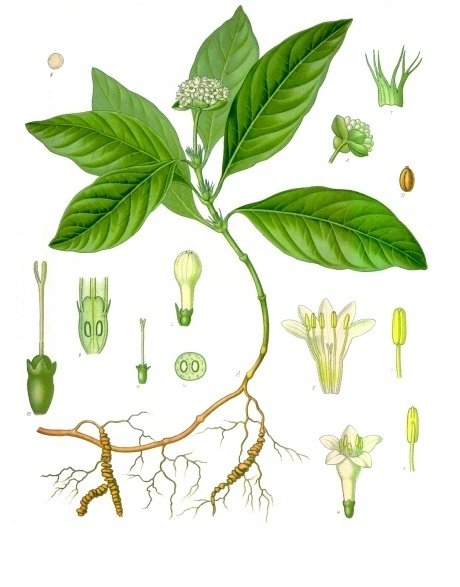
Psychotria ipecacuanha (Brot.) Stokes [syn.: Cephaelis ipecacuanha (Brot.) A.Rich]
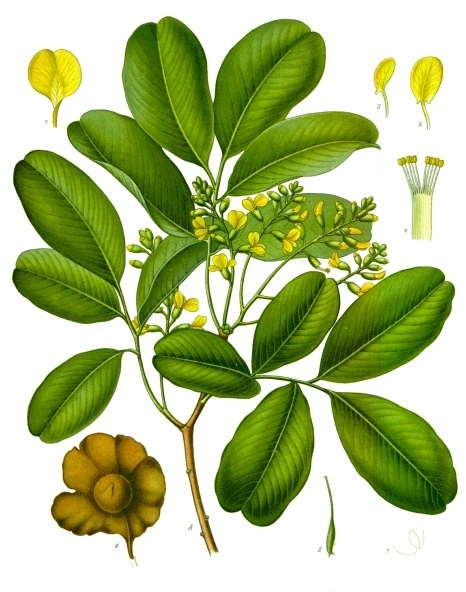
Pterocarpus marsupium Roxb.
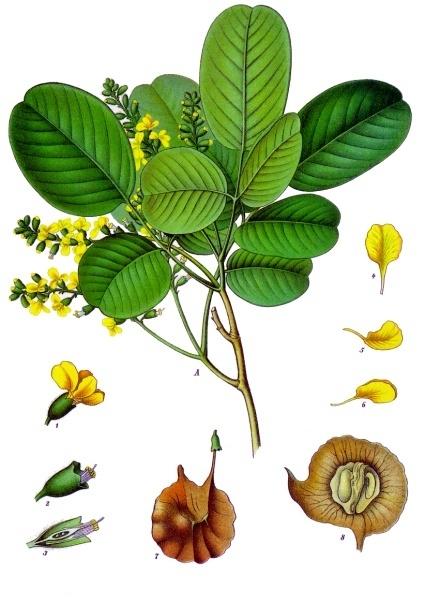
Pterocarpus santalinus L. fil.
Punica granatum L. [branch in flower]
Punica granatum L. [fruit]
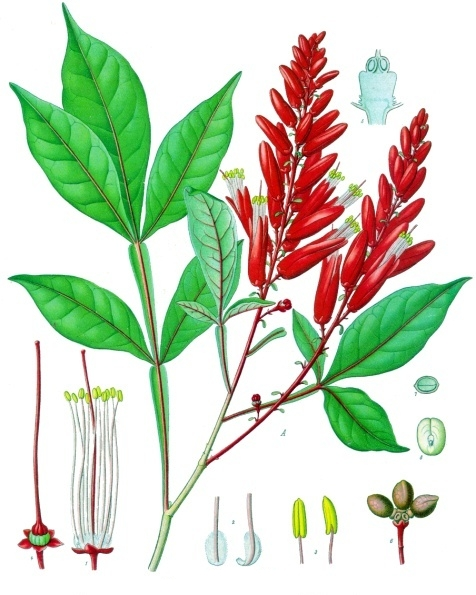
Quassia amara L.
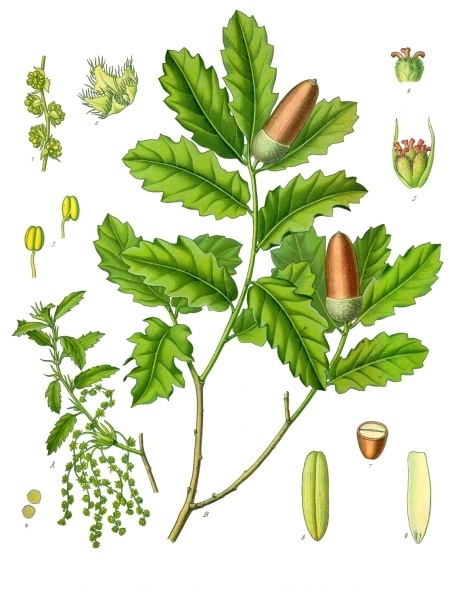
Quercus lusitanica Lam.
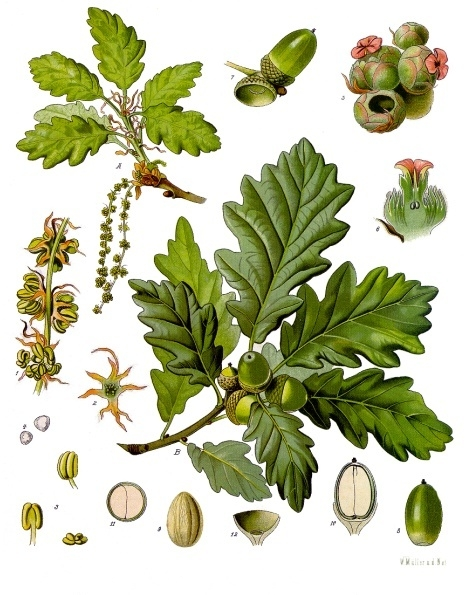
Quercus petraea (Matt.) Liebl.
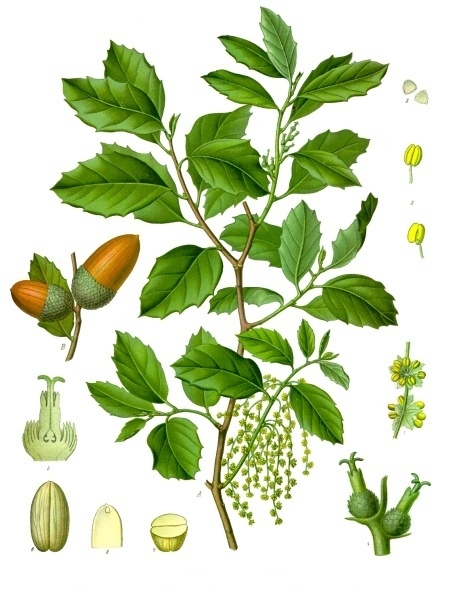
Quercus suber L.
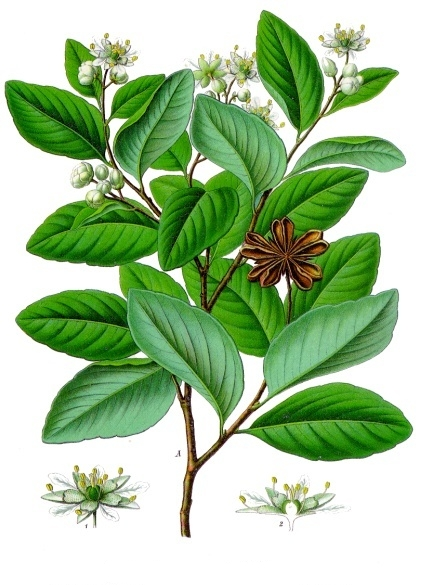
Quillaja saponaria Molina
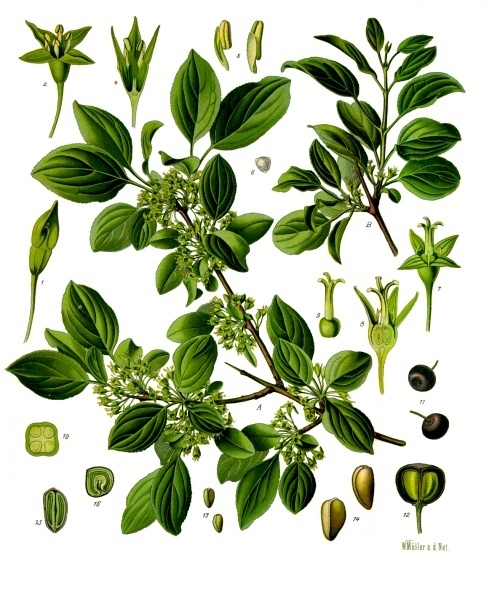
Rhamnus cathartica L.
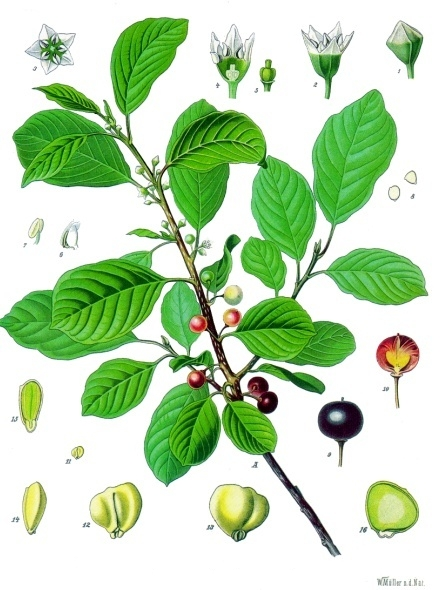
Rhamnus frangula Mill.
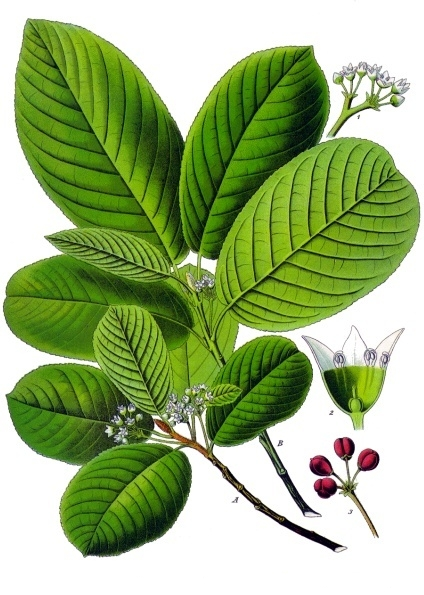
Rhamnus purshiana (DC.) J.G.Cooper
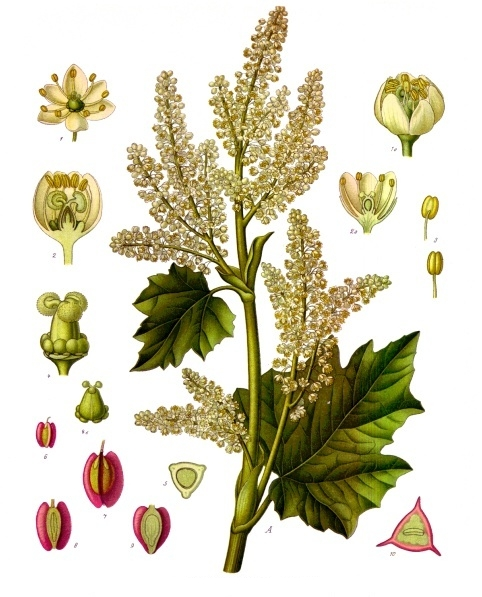
Rheum officinale Baill.
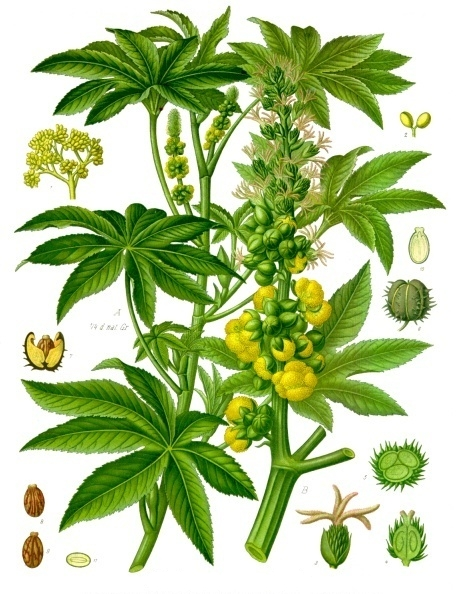
Ricinus communis L.
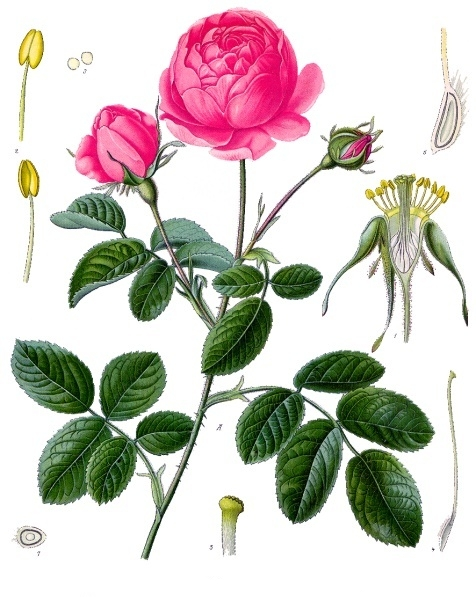
Rosa centifolia L.
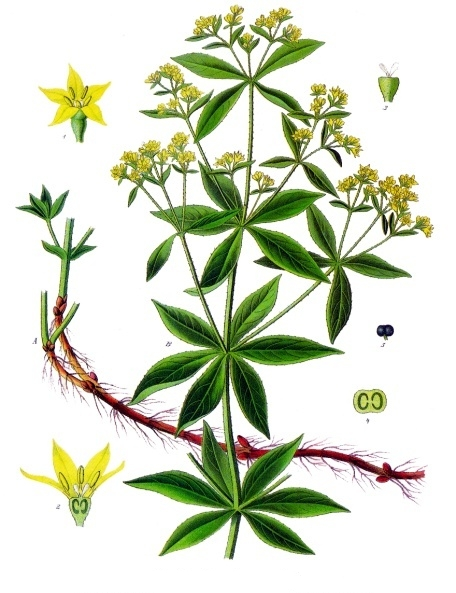
Rubia tinctorum L.
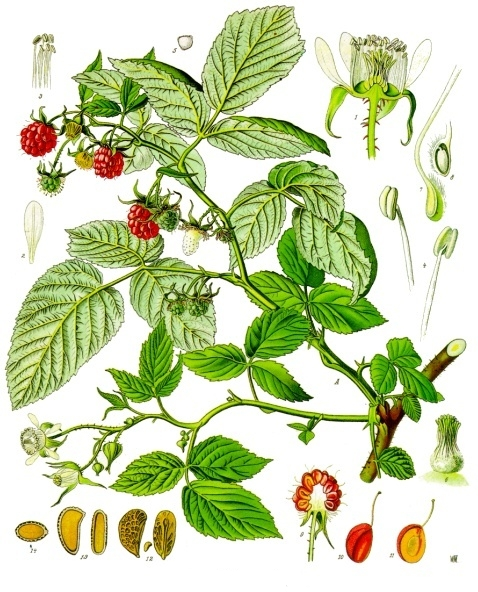
Rubus idaeus L.
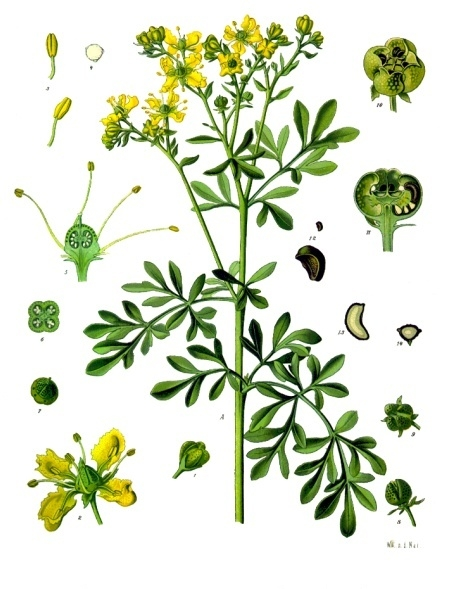
Ruta graveolens L.
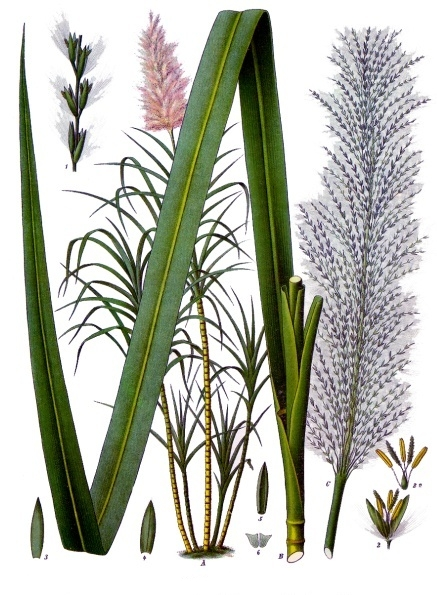
Saccharum officinarum L.
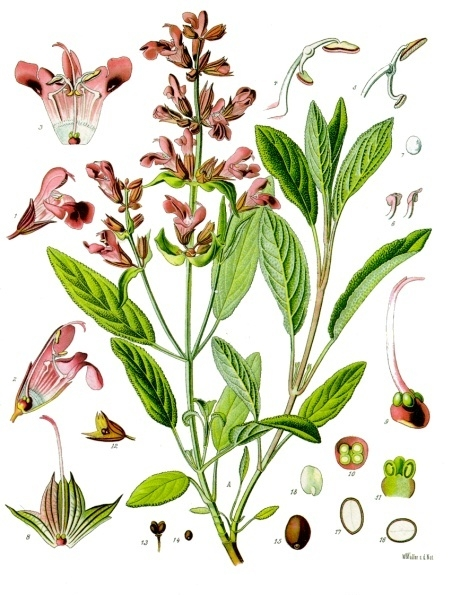
Salvia officinalis L.
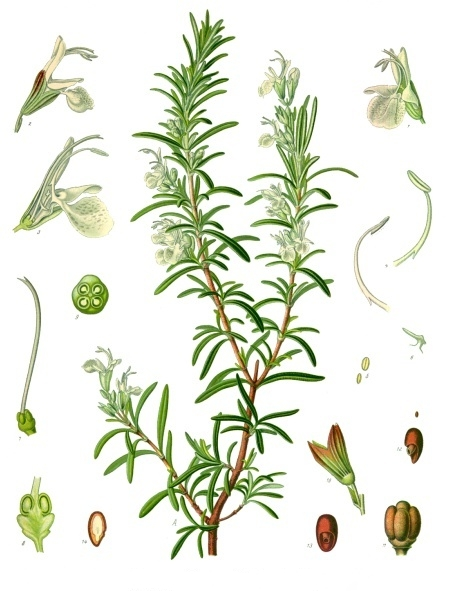
Salvia rosmarinus Spenn. (bajo el sinónimo Rosmarinus officinalis L.)
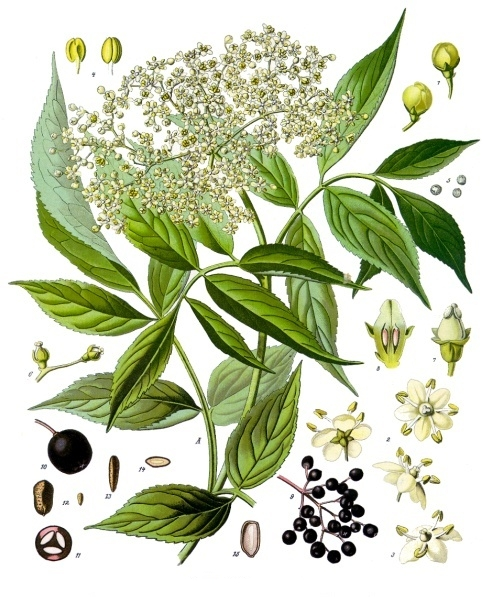
Sambucus nigra L.
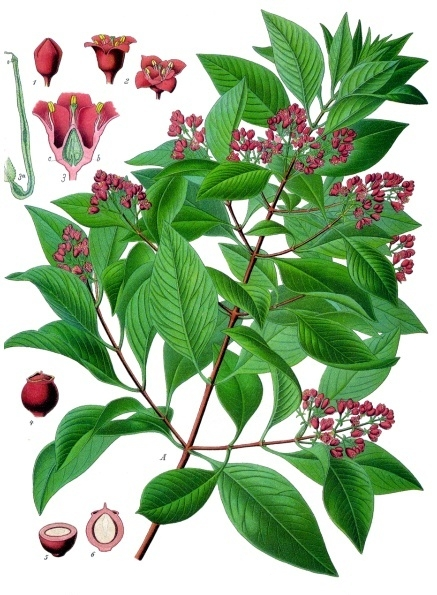
Santalum album L.
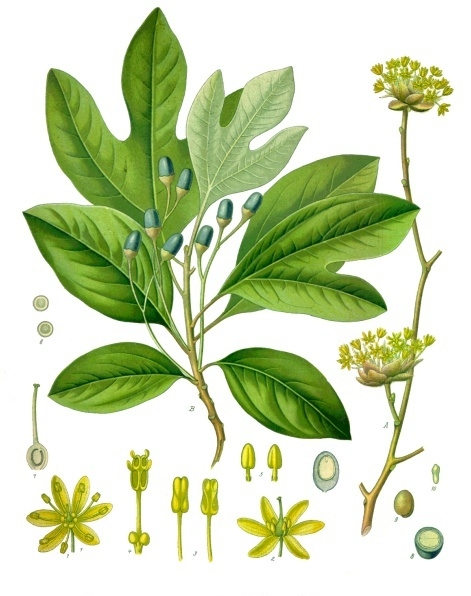
Sassafras albidum (Nutt.) Nees
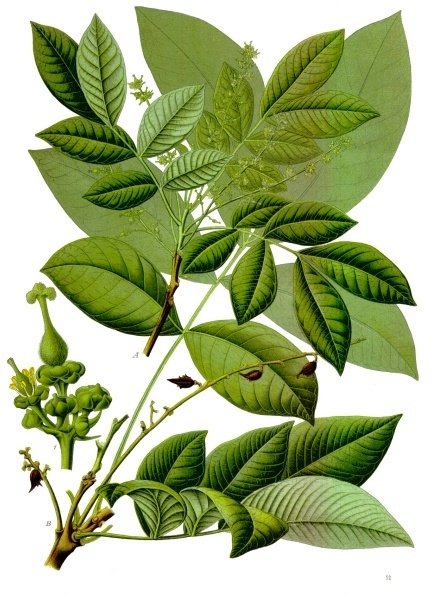
Schleichera oleosa (Lour.) Oken
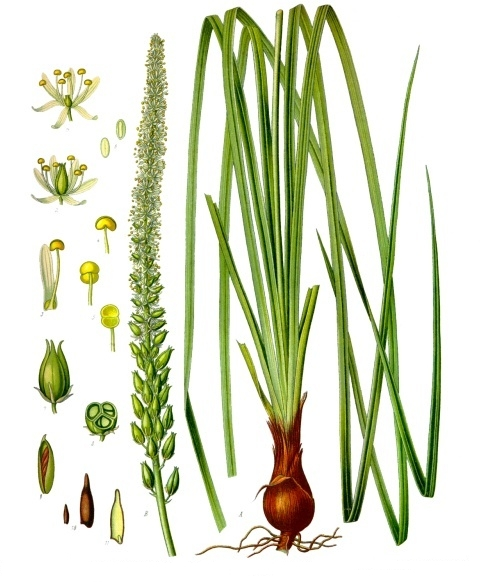
Schoenocaulon officinale (Schltdl. & Cham.) A.Gray ex Benth.
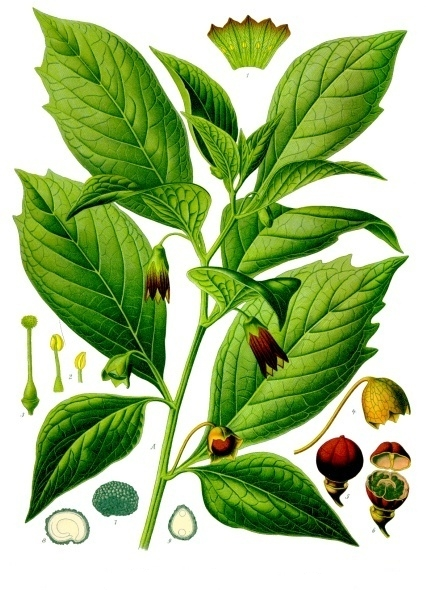
Scopolia carniolica Jacq.
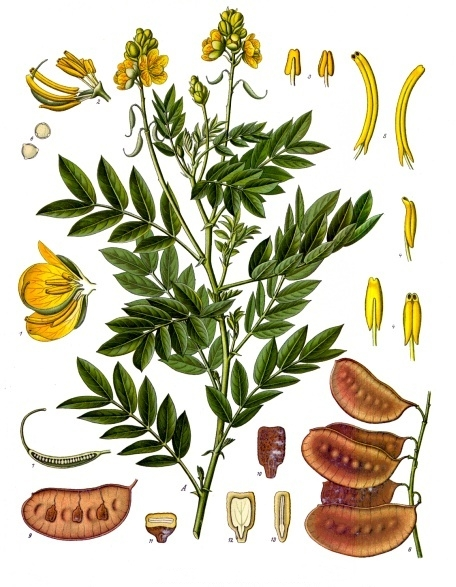
Senna alexandrina Mill.
Senna alexandrina Mill.
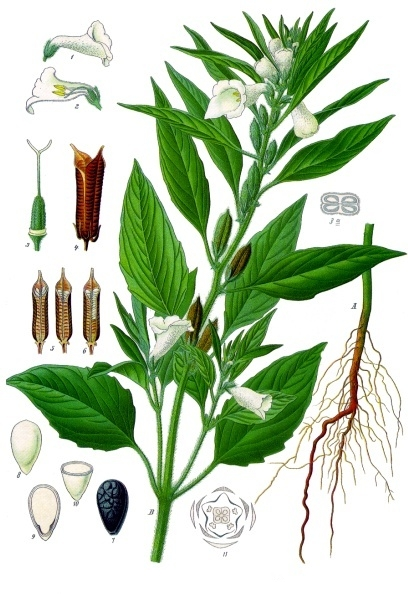
Sesamum indicum L.
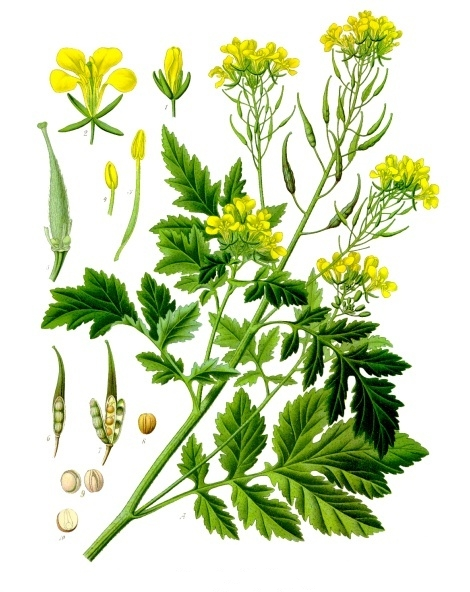
Sinapis alba L.
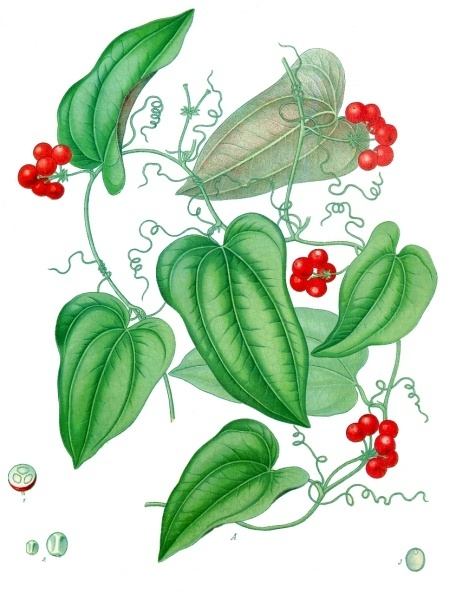
Smilax aristolochiifolia Mill.
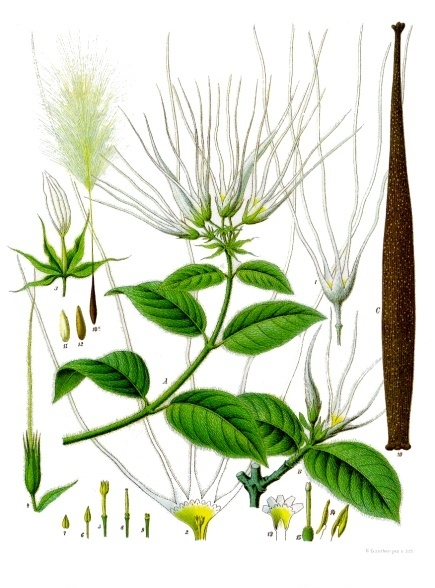
Strophanthus hispidus DC.
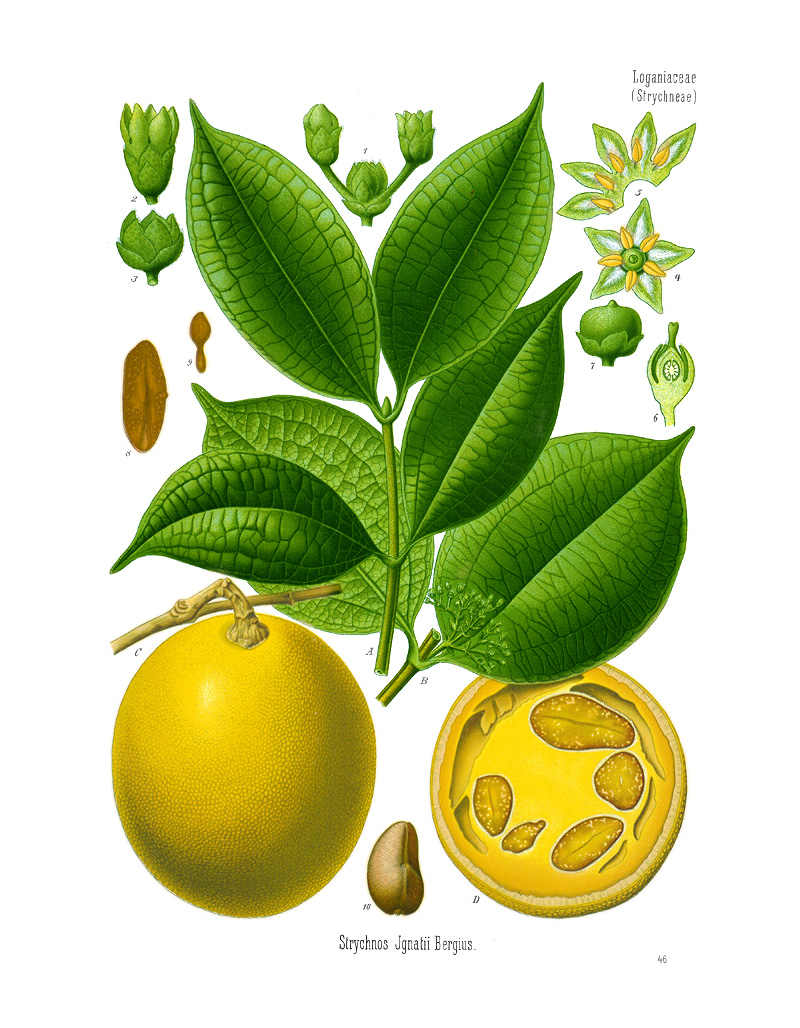
Strychnos ignatii P.J.Bergius
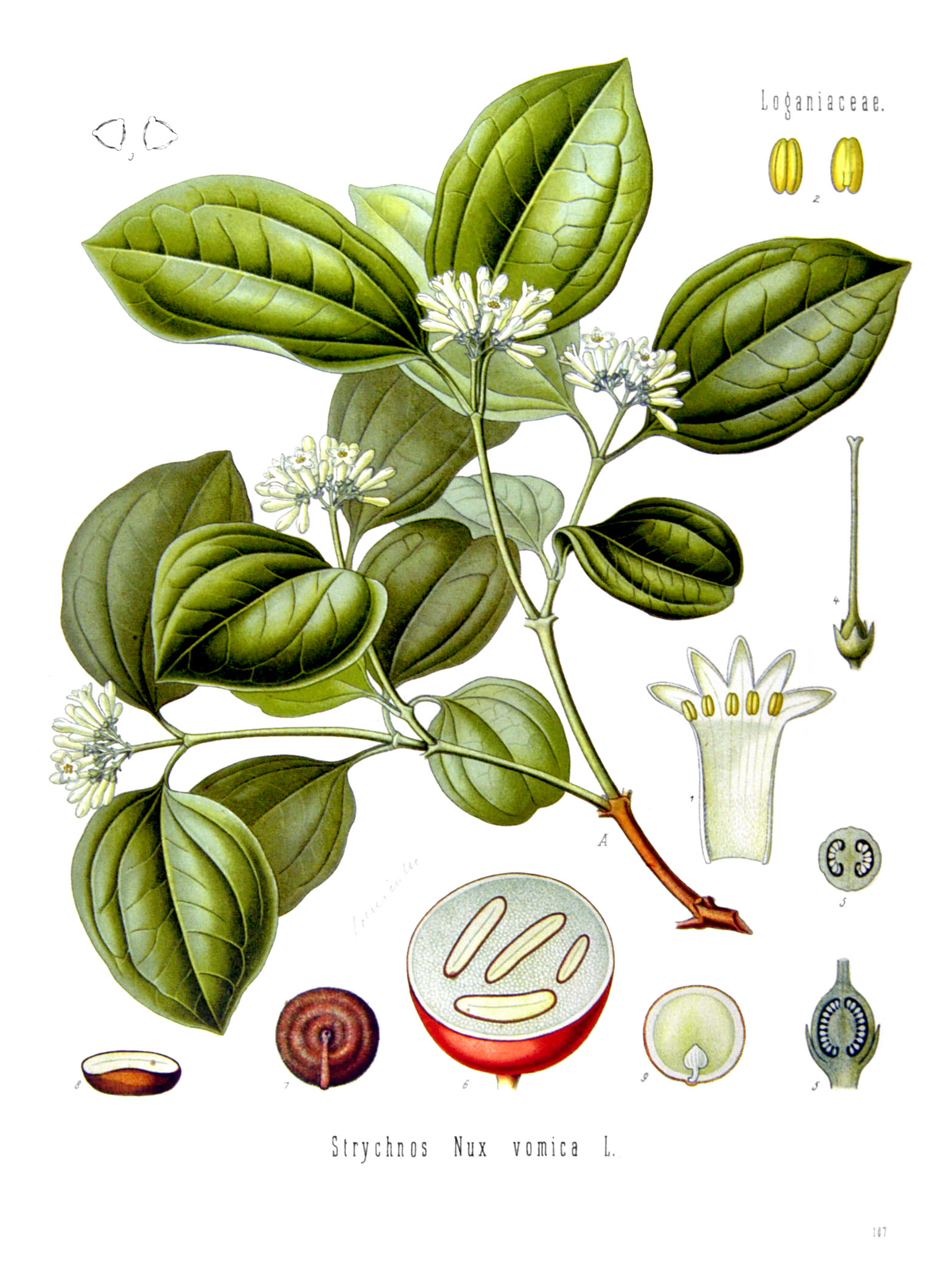
Strychnos nux-vomica L.
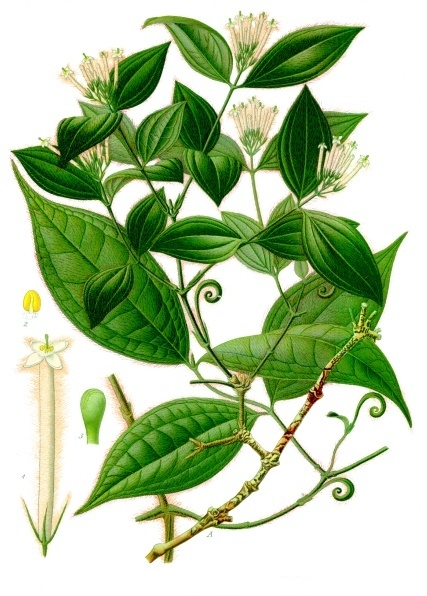
Strychnos toxifera M.R.Schomb. ex Benth.
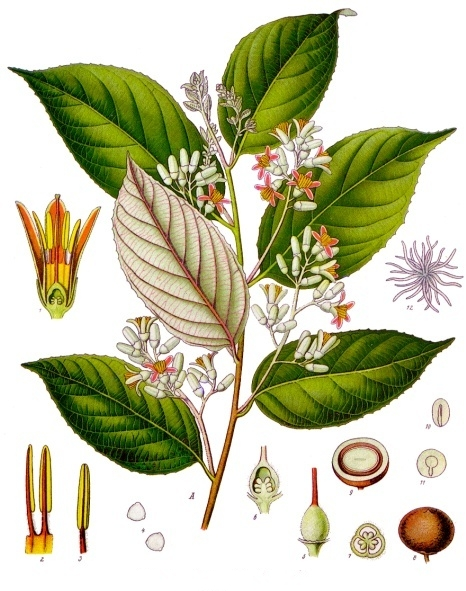
Styrax benzoin Dryand.
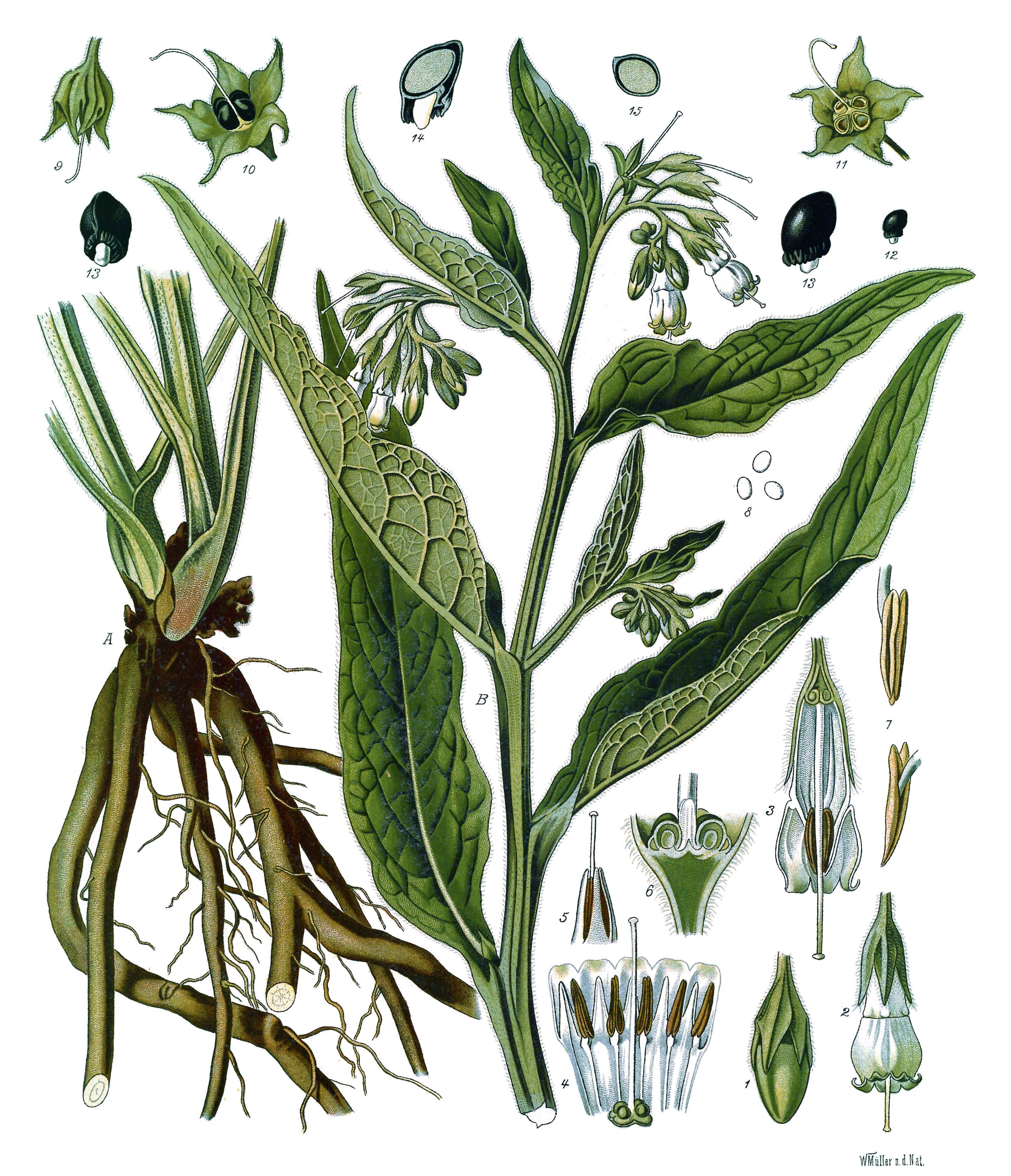
Symphytum officinale L.
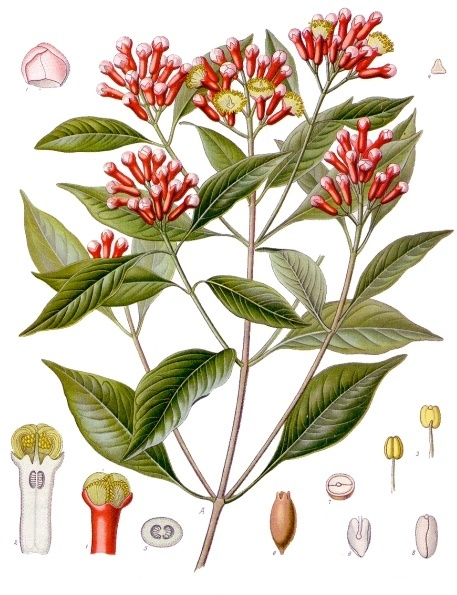
Syzygium aromaticum (L.) Merr. & L.M.Perry
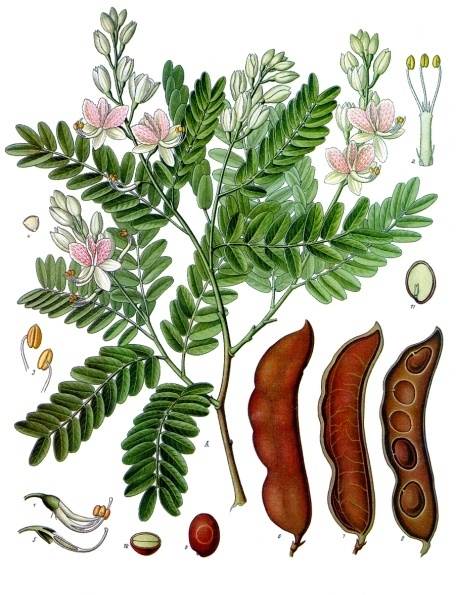
Tamarindus indica L.
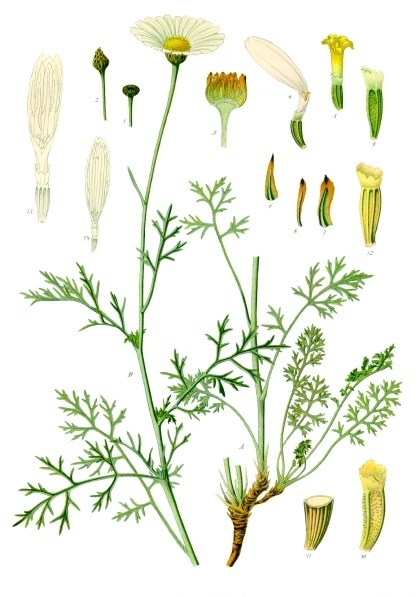
Tanacetum cinerariifolium (Trevir.) Sch.Bip.
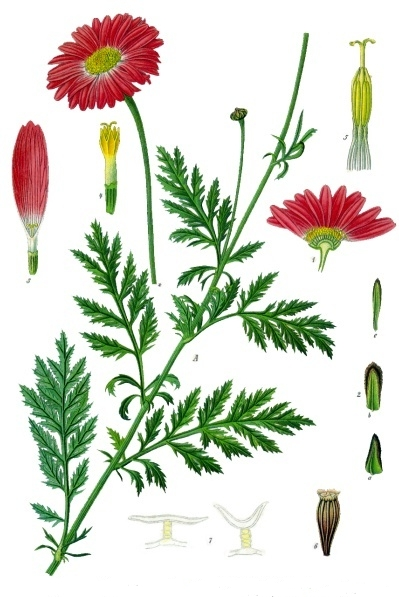
Tanacetum coccineum (Willd.) Grierson [syn.: Chrysanthemum Marschallii Aschers]
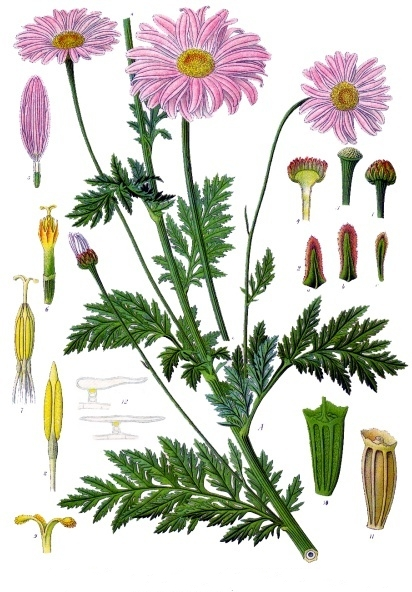
Tanacetum coccineum (Willd.) Grierson [syn.: Chrysanthemum roseum Web. & Mohr.]
Tanacetum parthenium (L.) Sch.Bip.
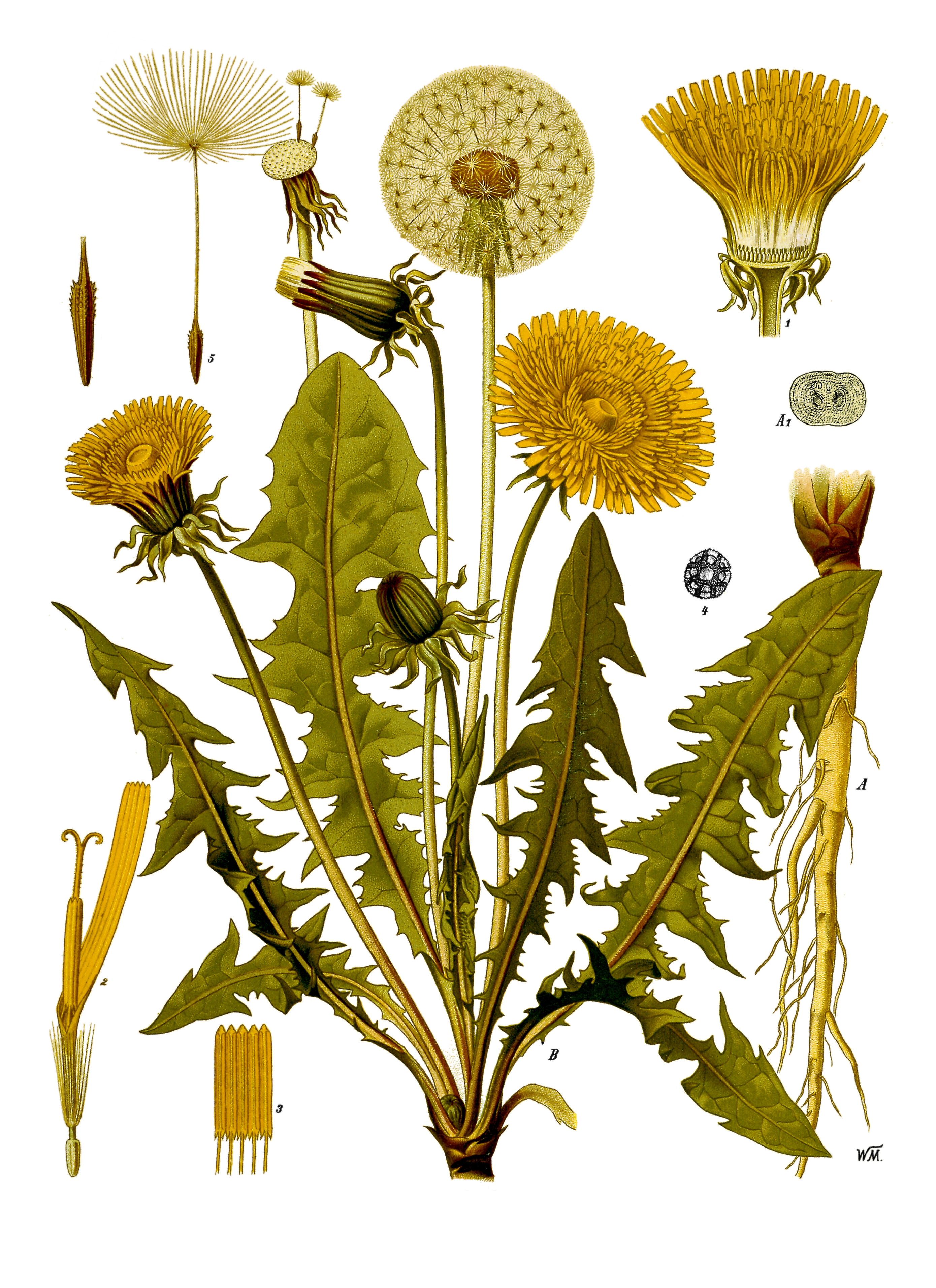
Taraxacum officinale Weber ex F.H.Wigg.
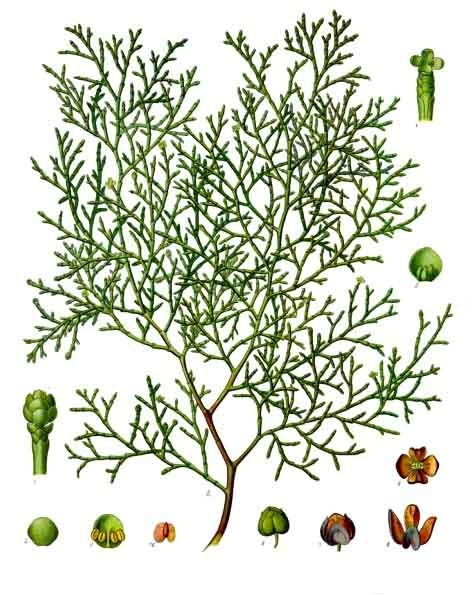
Tetraclinis articulata (Vahl) Mast.
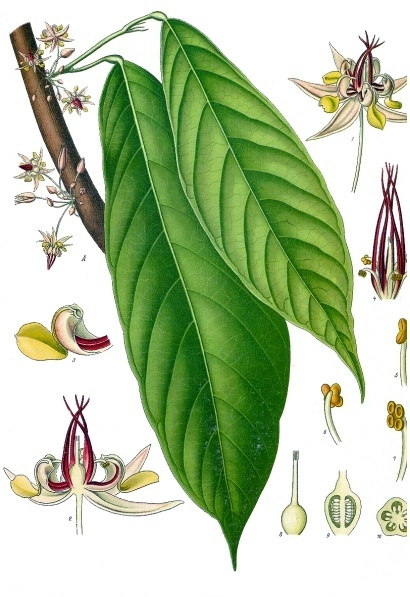
Theobroma cacao L. (leaf, flower)
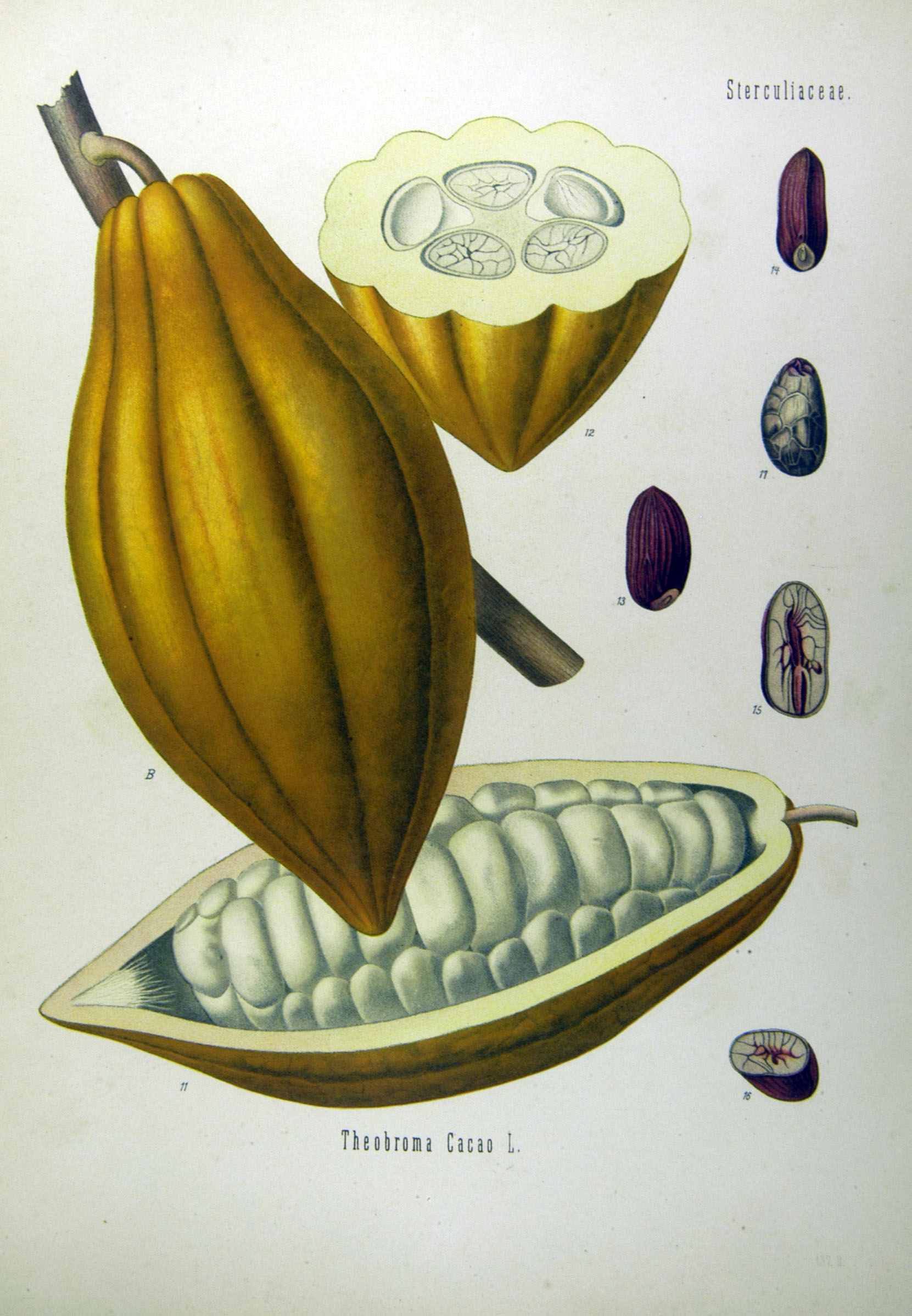
Theobroma cacao L. (fruit, seed)
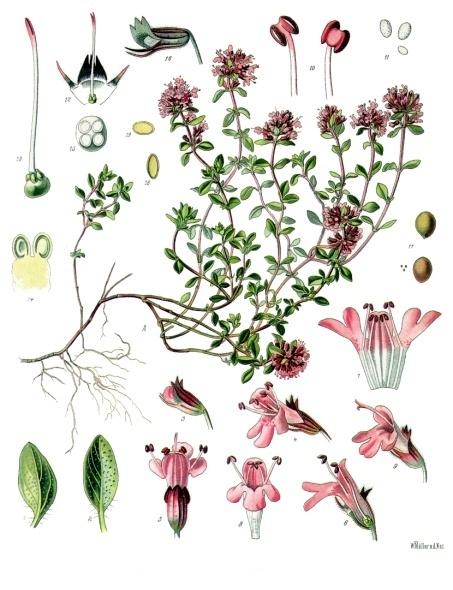
Thymus serpyllum L.
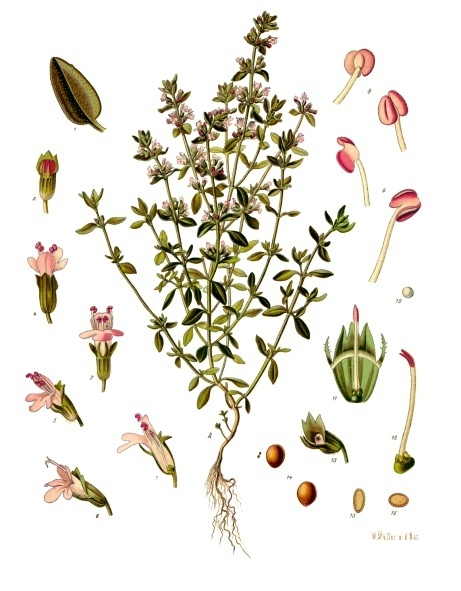
Thymus vulgaris L.
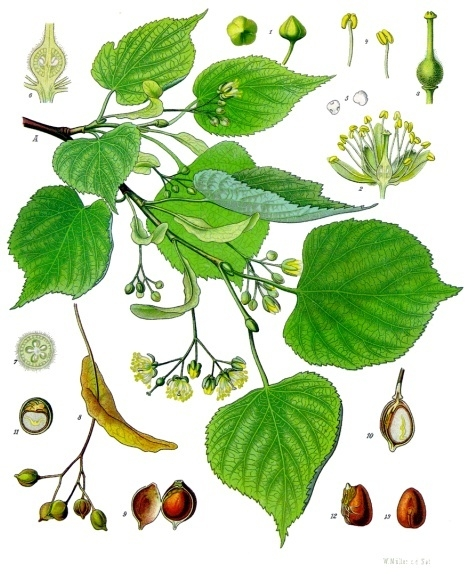
Tilia cordata Mill.
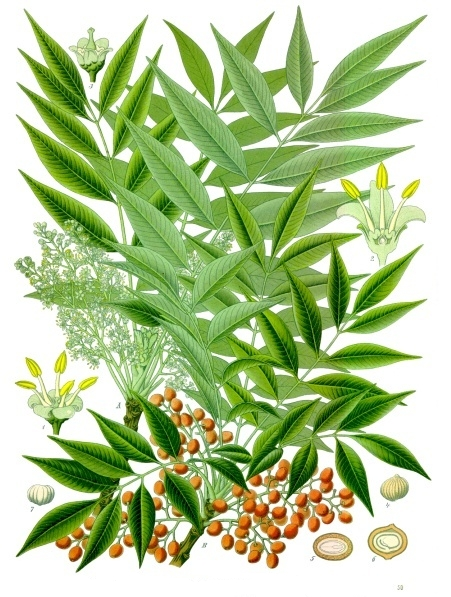
Toxicodendron succedaneum (L.) Kuntze
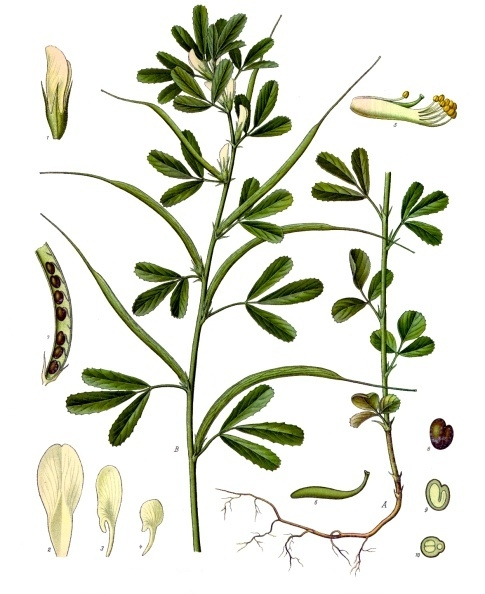
Trigonella foenum-graecum L.
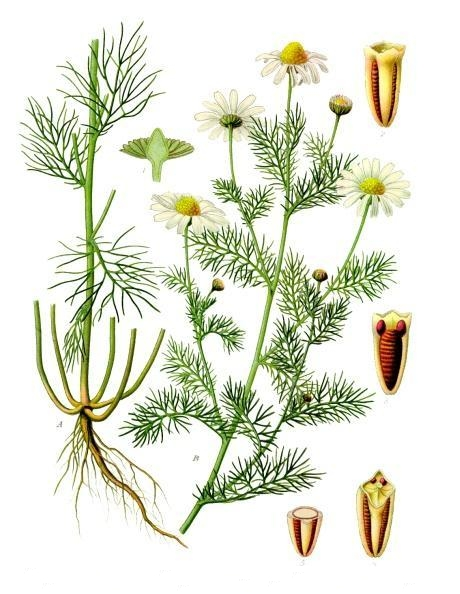
Tripleurospermum perforatum (Mérat) Laínz
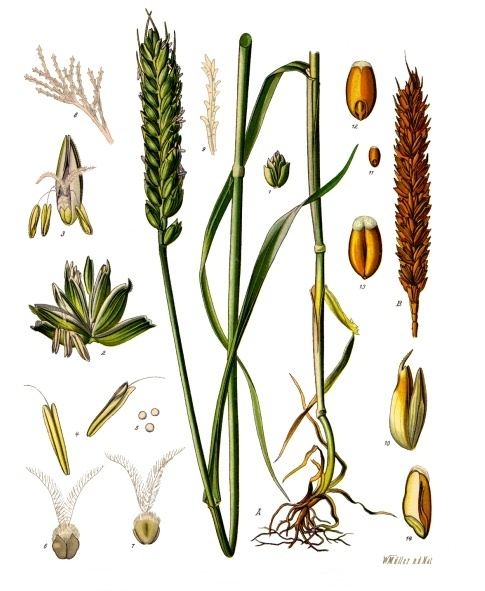
Triticum aestivum L. subsp. aestivum
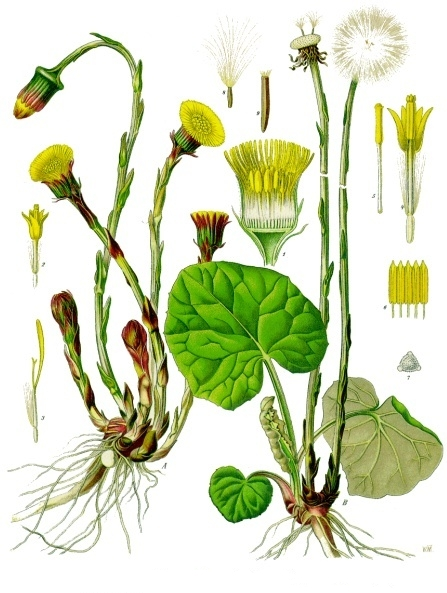
Tussilago farfara L.
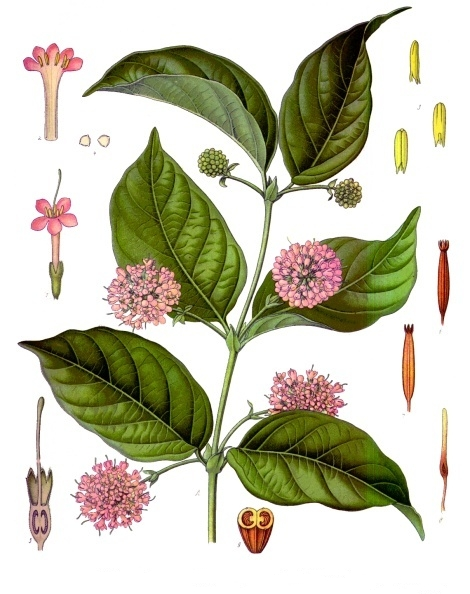
Uncaria gambir (W. Hunter) Roxb.
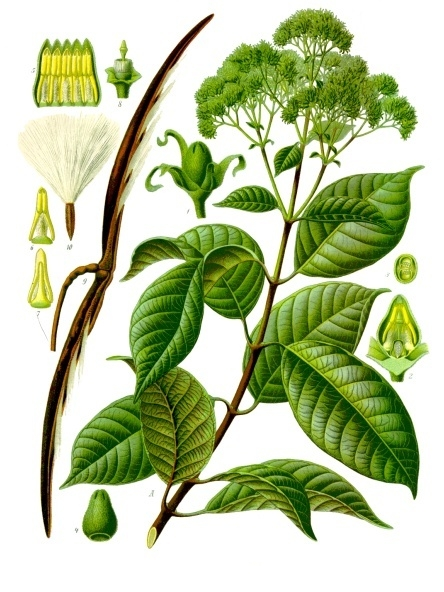
Urceola elastica Roxb.
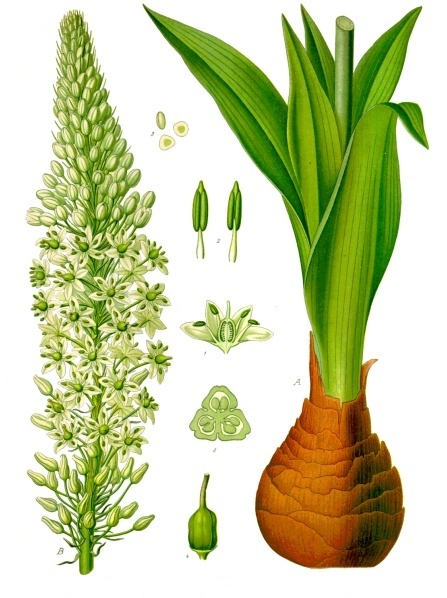
Urginea maritima (L.) Baker
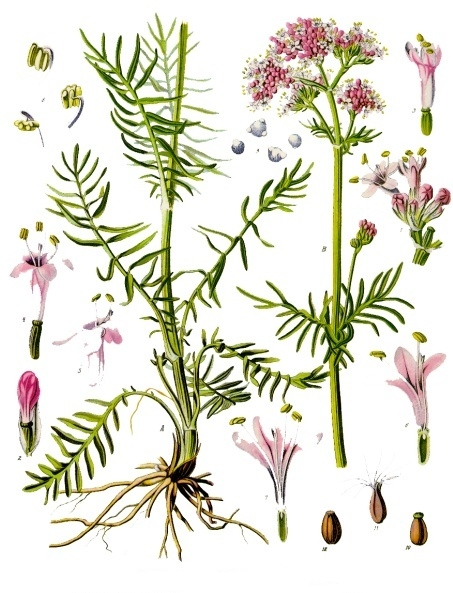
Valeriana officinalis L.
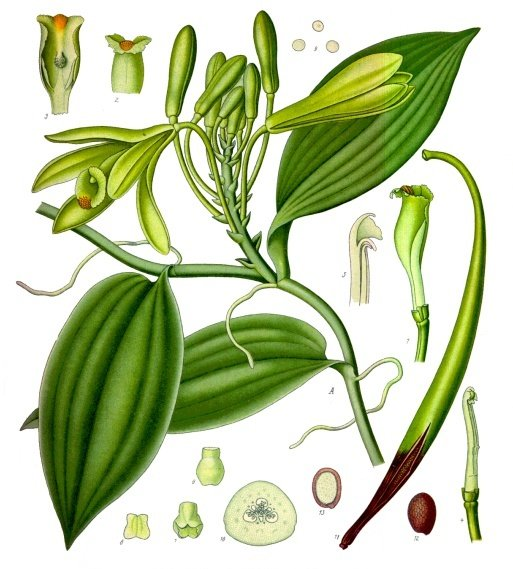
Vanilla planifolia Jacks.
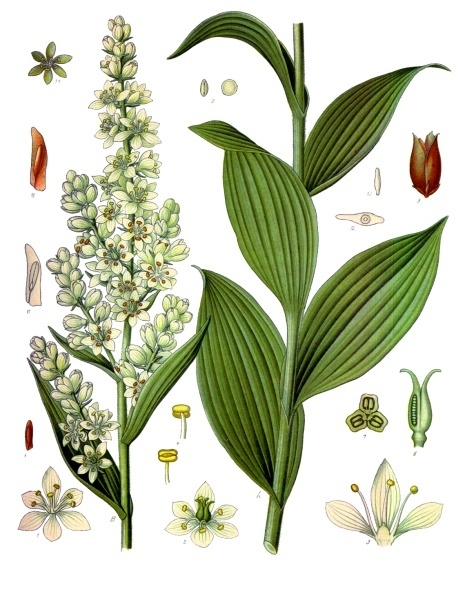
Veratrum album L.
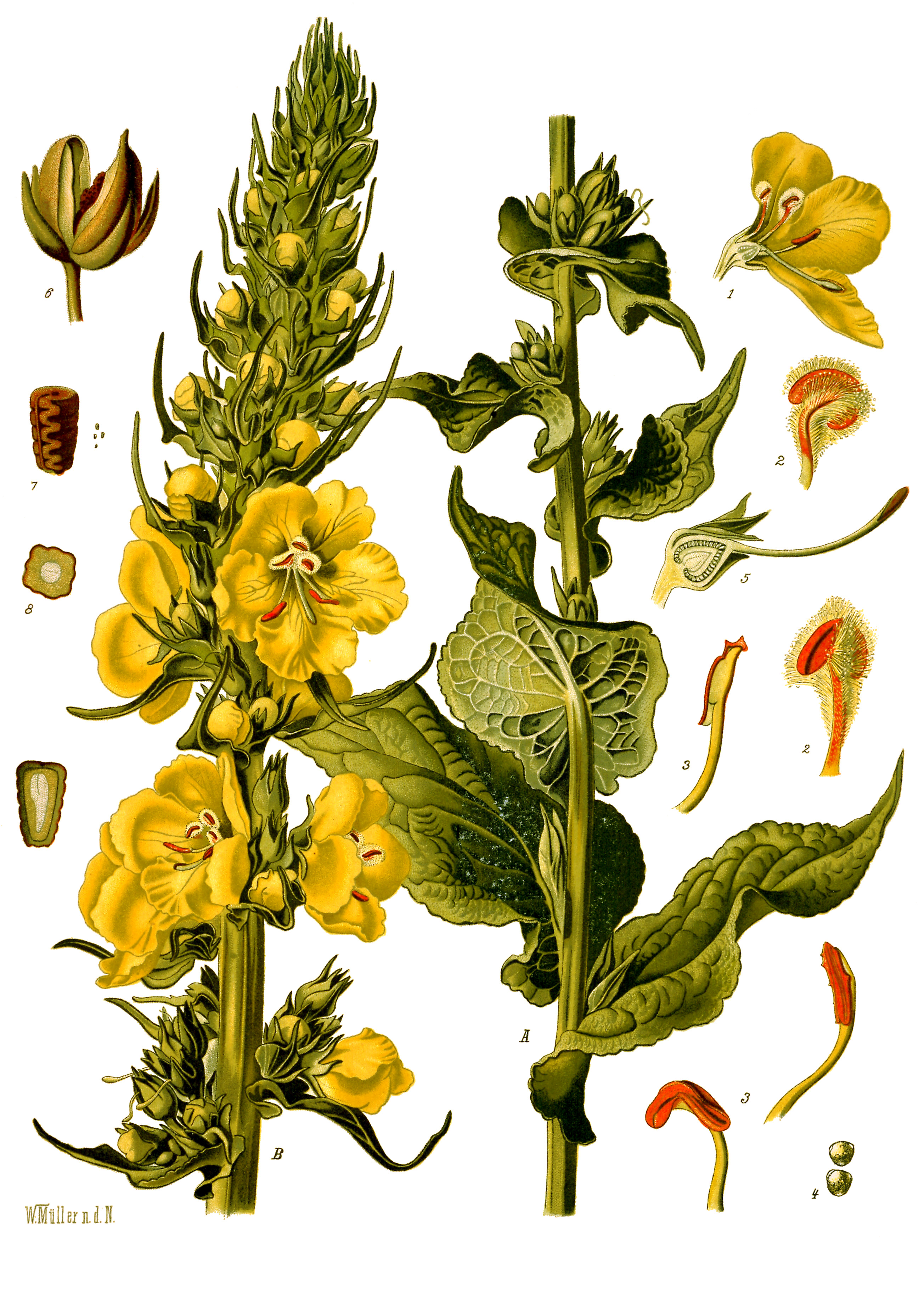
Verbascum phlomoides L.
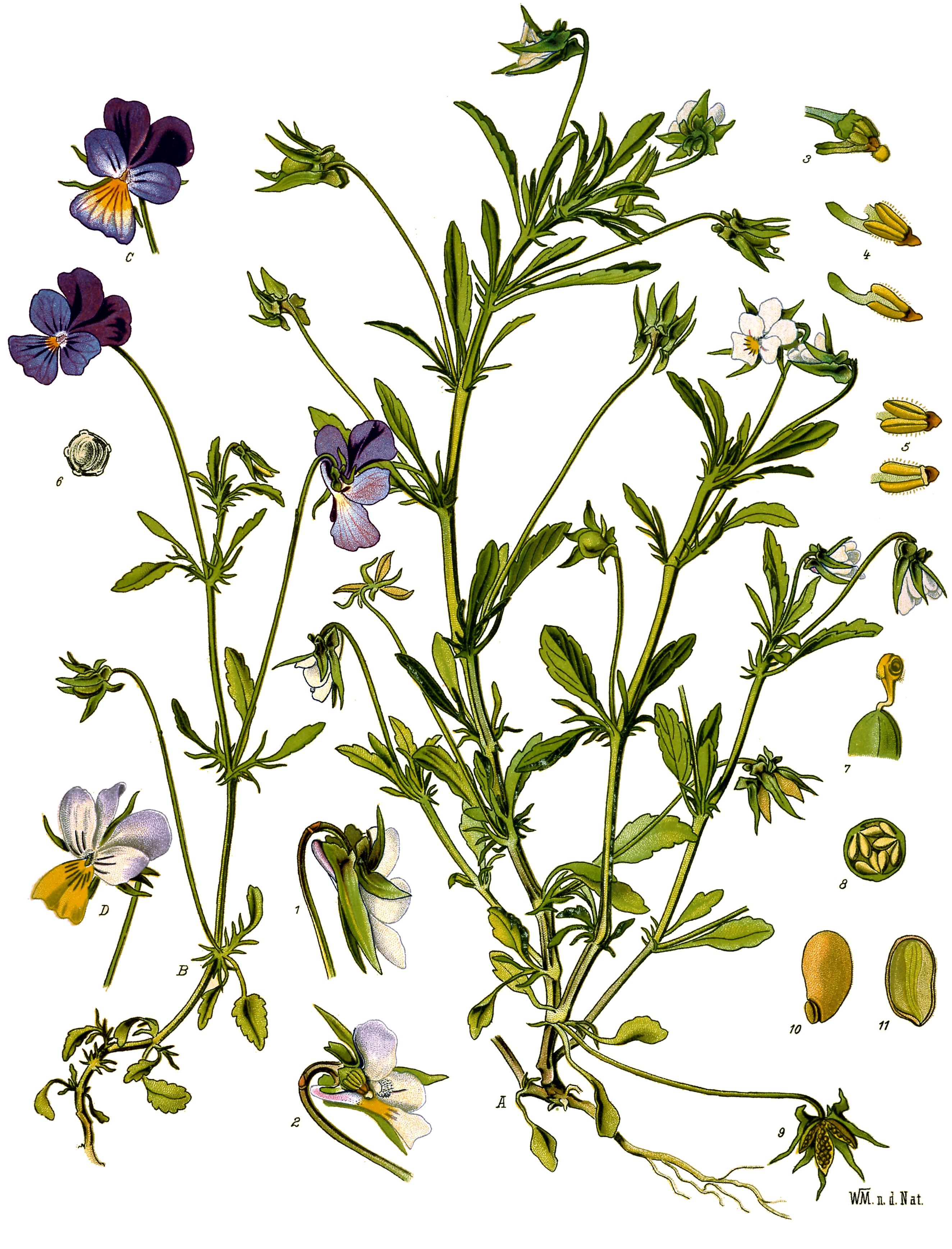
Viola tricolor L.
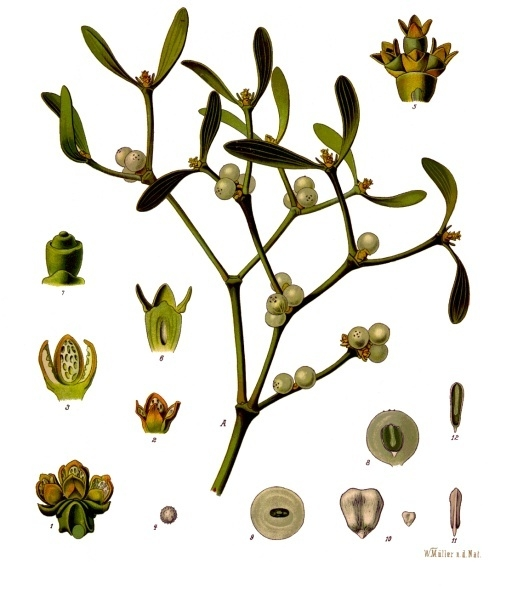
Viscum album L.
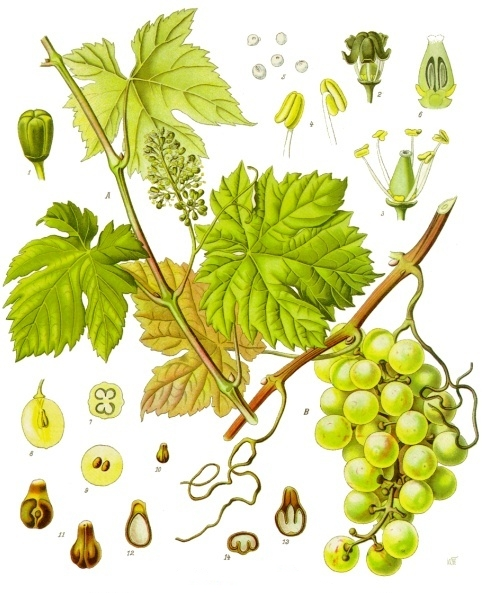
Vitis vinifera L.
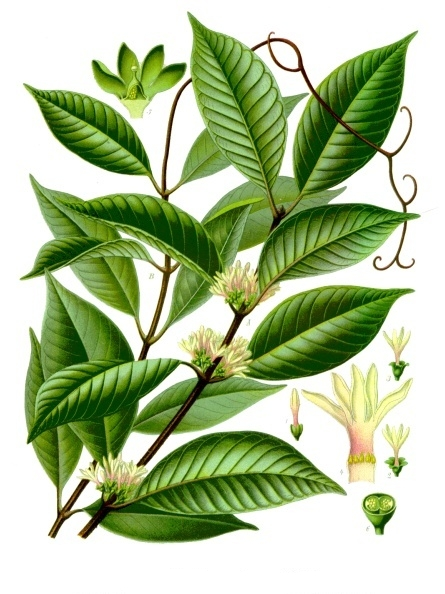
Willughbeia coriacea Wall.
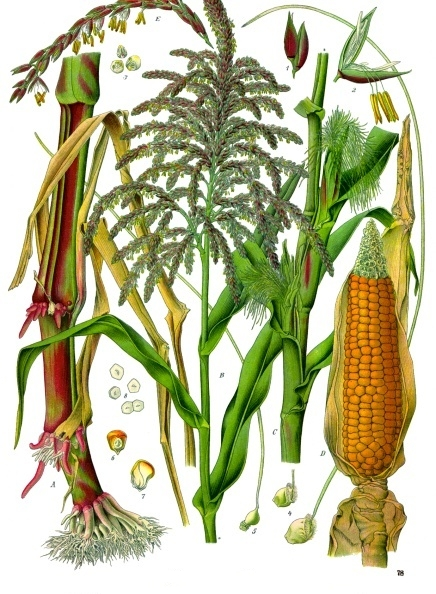
Zea mays L.
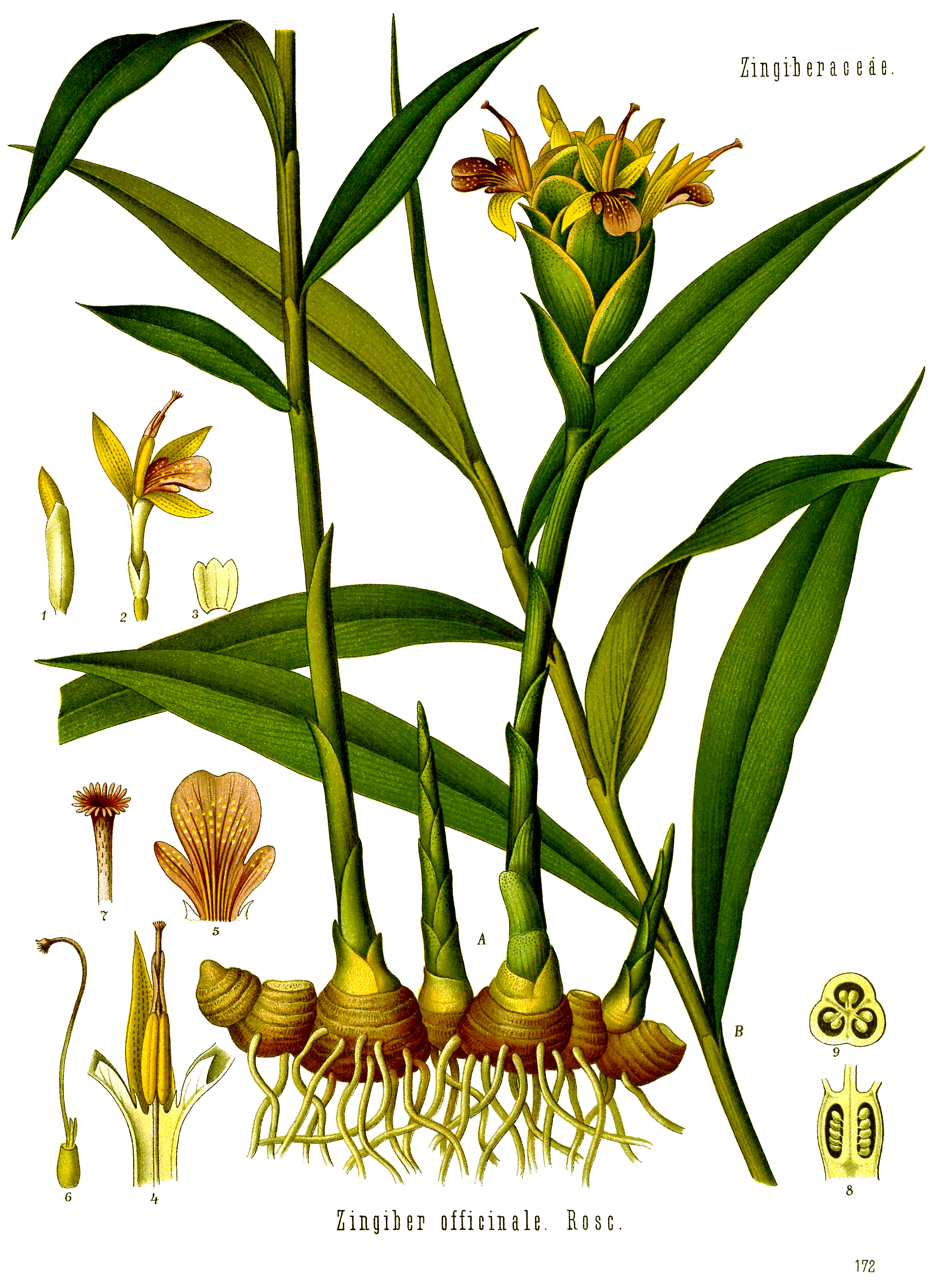
Zingiber officinale Rosc.